# Míšeň

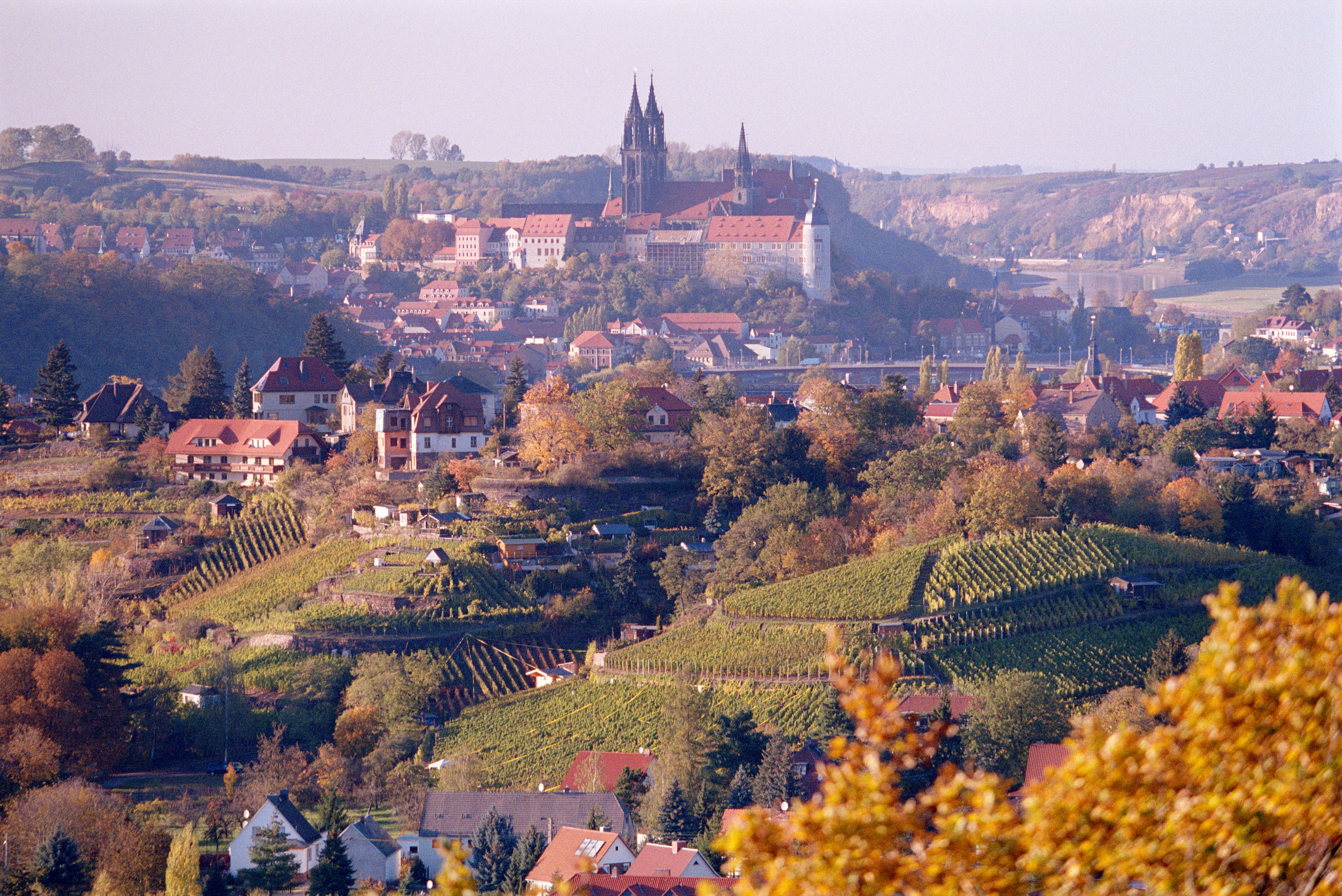
Pohled z vyhlídky Juchhöh na podzimní Míšeň

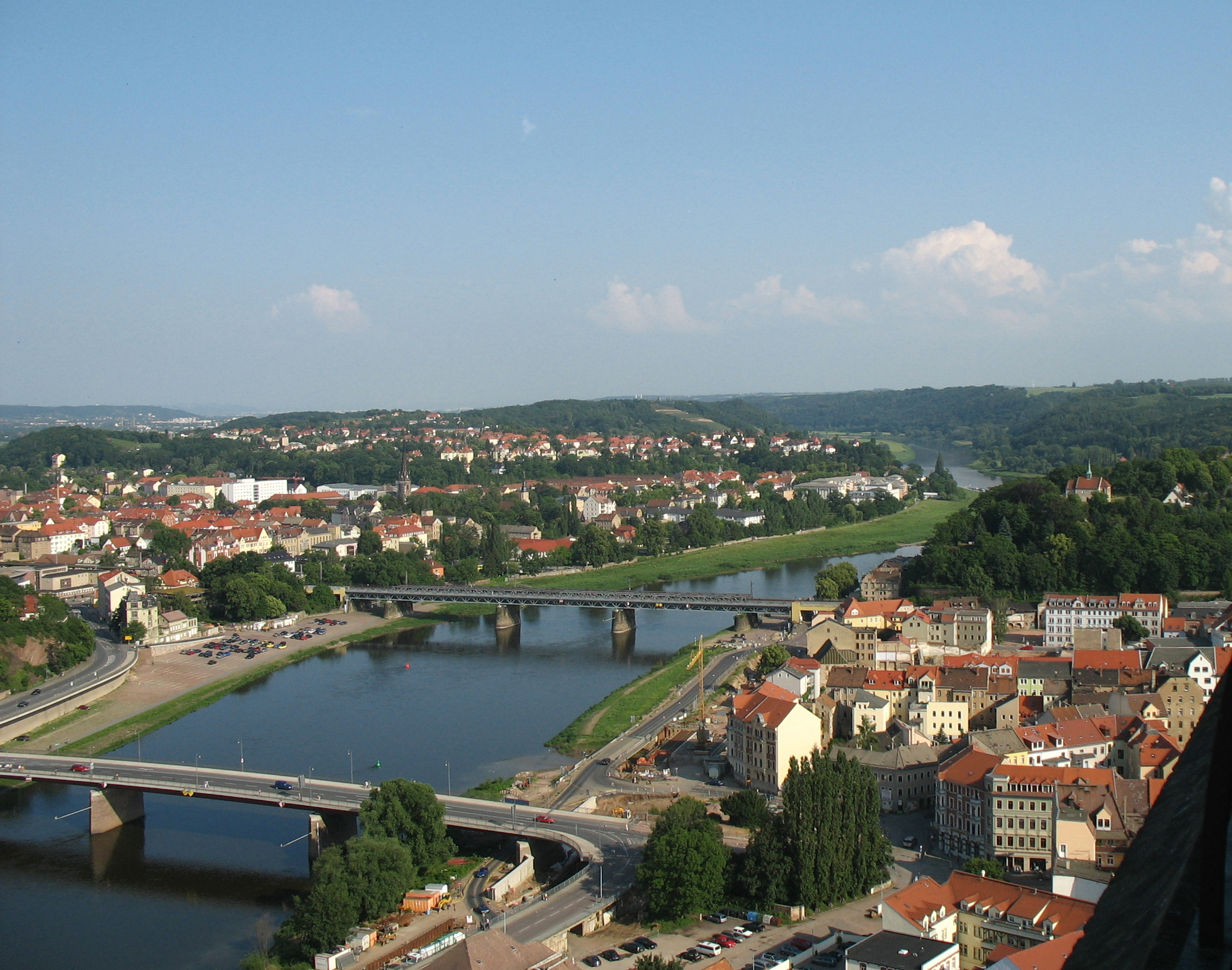
Míšeň (pohled od dómu)

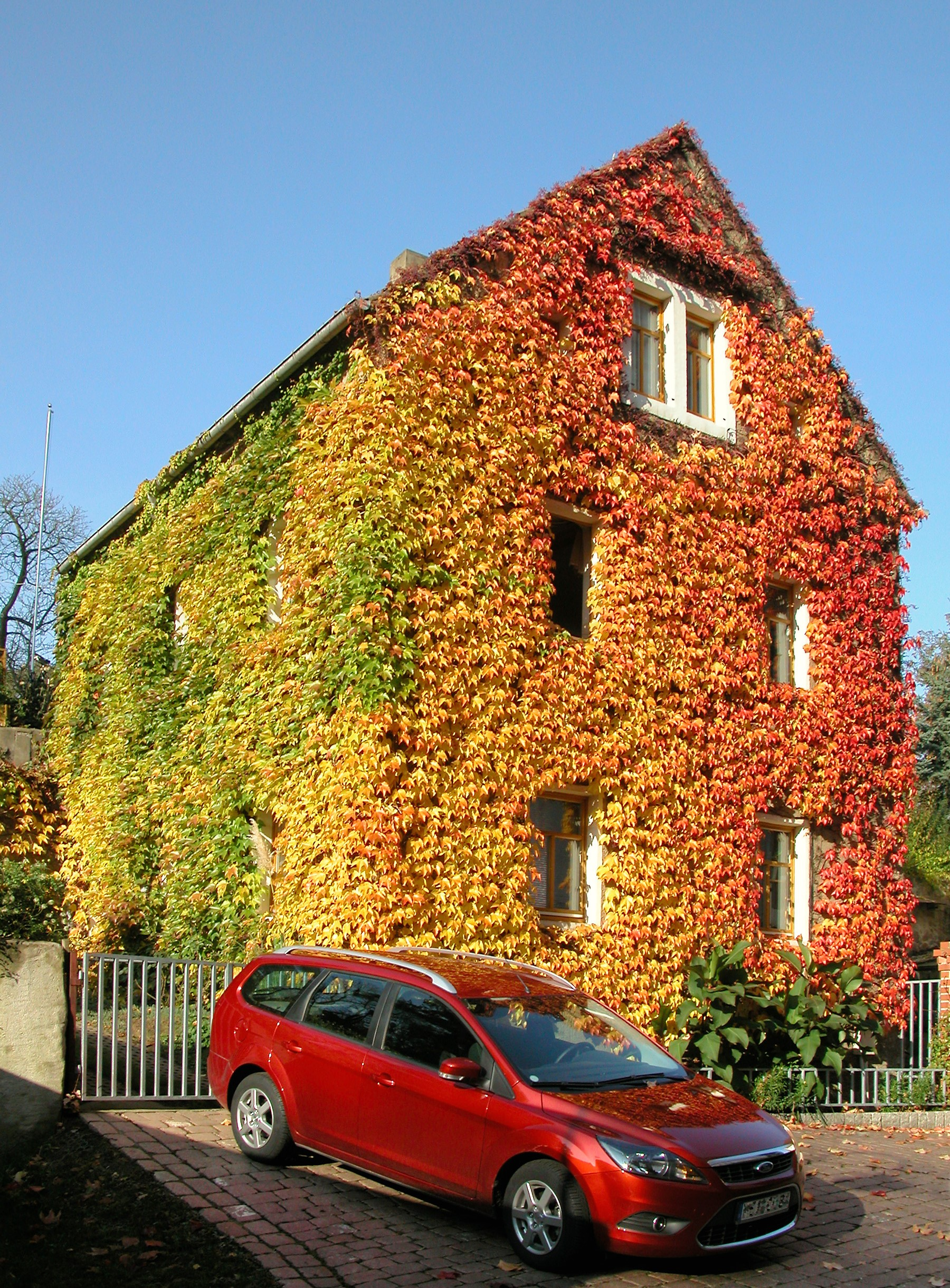
Míšeň, Hintermauer 7
(foto: Jörg Blobelt)

Míšeň (německy  Meißen, hornolužickosrbsky Mišno, polsky Miśnia, latinsky Misnia) je velké okresní město v německé spolkové zemi Sasko, rozkládající se na Labi, 25 km severozápadně od centra Drážďan. Je správním centrem stejnojmenného zemského okresu. Město je proslulé míšeňským porcelánem, který se začal vyrábět ve zdejší manufaktuře roku 1710 jako první porcelán v Evropě. Míšeň má přibližně 29 tisíc obyvatel, spadá do metropolitní oblasti Drážďan, v níž žije na 750 000 obyvatel a jež je hospodářsky nejsilnějším regionem východního Německa. Páteří míšeňské ekonomiky je tradičně keramický průmysl, k čemuž přispívají blízká ložiska jílu a kaolínu, dále zpracovávání kovů, lékařská technika, stavebnictví, potravinářství, obchod a tisk. Po roce 1990 se Míšeň stala vyhledávaným turistickým cílem a asi 40 % zaměstnanců je zde závislých na cestovním ruchu.
Míšeň je nejstarším městem Saska. Mezi rokem 600 až 400 před naším letopočtem se tu usadily germánské kmeny Svébů a Hermundurů, které později odešly na území dnešního Durynska. Kolem 6. století bylo okolí nedalekého města Lommatzsch osídleno srbským kmenem Glomačů, známých také pod označením Daleminci. V letech 928–929 založil Jindřich I. Ptáčník v rámci svého tažení proti Slovanům míšeňský hrad k zajištění hraniční linie tehdejšího Saského vévodství. Následník a syn Jindřicha, první římský císař Ota I. Veliký, začlenil roku 965 podrobená slovanská území v hraniční oblasti, tzv. marky, a dosadil zde markrabata jako své zástupce a úředníky. Tak vzniklo Míšeňské markrabství, které bylo od roku 968 rovněž sídlem biskupa. V podhradí se usadili nejprve rytíři a duchovní, civitas, tedy měšťanské město Míšeň je v pramenech poprvé zmíněno v roce 1150. Ve vrcholném středověku byl míšeňský hrad středobodem dvorské kultury a minnesangu. Po Lipském dělení na ernestinskou a albertinskou linii panovnického rodu Wettinů byla rezidence přemístěna do Drážďan, čímž Míšeň ztratila svůj politický význam. Město samo však zažilo v 16. století největší hospodářský rozkvět, který se opíral zejména o prosperující soukenictví. V roce 1710 byla na zámku Albrechtsburg zahájena výroba míšeňského porcelánu. V období industrializace vyrostlo v Míšni vícero keramických závodů na výrobu slínkových cihel, šamotu, pecí a jílů. Kolem roku 1900 byly odstřeleny středověké hradby a město se rozrostlo do svého okolí.
Míšeň je turisticky atraktivním městem, jehož návštěva vhodně doplňuje zážitek z Drážďan a přináší ucelení poznatků, čerpaných z renesančních a barokních památek saské metropole. Návštěvníkům může nabídnout jedinečné pamětihodnosti, jako je nejstarší německý pozdně gotický zámek Albrechtsburg, vrcholně gotický Míšeňský dóm s plastikami naumburské huti, malebné Staré město, městské muzeum a muzeum míšeňského porcelánu, v jehož inventáři je kolem 20 000 exponátů. Oslavou míšeňského vinařství je každoroční festival „Meißner Weinfest“, dlouhou tradici mají také místní vánoční trhy. Míšeň bývá spojována s následujícími přídomky: „město markrabat“, „město modrých mečů“, a konečně: „Míšeň – kolébka Saska“.

## Geografie

### Poloha
Město Míšeň leží 25 km severozápadně od Drážďan, 75 km východně od Lipska a 30 km severně od Freibergu v ústí Labské kotliny na Labi a jeho přítoku Triebisch. Jihovýchodně od Míšně se nacházejí města Coswig a Radebeul. Nejníže položeným bodem města je střední hladina Labe ve výšce 95 m n. m. Jižně od Míšně leží Míšeňská vrchovina, severozápadně pak kopcovitá krajina Lommatzscher Pflege. Sousedními obcemi jsou města Coswig, Diera-Zehren, Käbschütztal, Klipphausen, Niederau a Weinböhla v Zemském okrese Míšeň.

### Reliéf, geologie, půdy
Centrum města leží na „Míšeňském masivu“ (dříve označovaném jako Míšeňský žulovo-syenitový masiv), který vznikl v horním karbonu. Vrstva žuly a syenitu byla v mladším horním karbonu překryta vyvřelými horninami (porfyr, porfyrit, smolek). Všechny tyto geologicky starší horniny dnes vystupují na povrch na svazích hluboce vykrojených údolí, např. na Burgbergu, Ratsweinbergu, Crassobergu, Tonbergu a v celém 3 km vzdáleném pohoří Spaargebirge. Žulové průsmyky se nacházejí v oblasti Nassau. Tyto horniny se ještě dnes těží v místech Steinweg a Dobritz. Dříve byly kamenolomy podél celého Labského údolí, v celém údolí Triebischtal, v pohoří Spaargebirge, na Ratsweinbergu, Tonbergu apod., neboť pro stavební účely nezbytný kámen bylo odtud možné přepravovat s nižšími náklady. Usazeniny z období křídy, tj. vápenito-hlinitá opuka, se nacházejí v oblasti zvané Zscheila. Zbytky této opuky překrývají žulu také na Tonbergu a Ratsweinbergu. V nížinách (Labské údolí, Nassau) je na povrchu usazená pleistocenní údolní hlína a hlinité údolní písky tvořené někdy holocenní lužní hlínou nebo štěrkem. Tyto hlíny byly základní surovinou pro míšeňské cihelny. Na samém povrchu jsou pleistocenní spraše, které zde tvoří nejúrodnější zemědělskou půdu. Krajinná forma Labské nížiny je důsledkem zlomu, respektive tektonického poklesu. Tento pohyb hornin pokračuje dodnes, takže lze říci, že Míšeň, i když v malé míře, je oblastí zřetelné seismické aktivity.

### Vodstvo
Nejvýznamnějším vodním tokem v prostoru Míšně je řeka Labe, která městskou oblastí protéká z jihozápadu na severovýchod v částečně hluboce vykrojeném a úzkém údolí. Povodí Labe na území města tvoří přítok Triebisch (zleva) a Fürstengraben (zprava). Průměrný střední vodní stav Labe v Míšni byl v roce 2020 na základě desetiletého měření 219 cm, střední průtok 0 m³/s. Pro hospodářský život Míšně byla po staletí významná lodní doprava, která přepravovala pískovce, vápence a později také české uhlí důležité pro zdejší keramický průmysl, stejně jako až donedávna dosti rozšířený rybolov.
Pitná voda, kterou distribuují vodovody společnosti Meißner Stadtwerke (MSW), pochází z údolních přehrad Lehnmühle a Klingenberg a je ještě dodatečně upravována v Drážďanech. V roce 2016 bylo touto cestou do Míšně přivedeno 1 350 000 m³ pitné vody. Podle měření laboratoří společnosti Drewag Netz GmbH v témže roce je pitná voda v Míšni vysoce kvalitní a vyrovná se složením i vodě minerální.

### Podnebí
Klimatické podmínky v Míšni ukazují jasné rozdíly mezi oblastí údolí a horami. Vzhledem ke kontinentální poloze města je zde velmi málo srážek. Průměrné roční srážky jsou 590 až 640 mm. Průměrná roční teplota v oblasti Míšně je přibližně 8,6 °C. Na jižních svazích je roční průměrná teplota dokonce 9,1 až 9,5 °C, zatímco údolí a soutěsky na levém břehu Labe mají díky své převážně severovýchodní orientaci teploty až o 4 °C nižší. Převládajícím hlavním směrem větru je západ nebo severozápad a je částečně upraven teplotními poměry údolí Labe. Samotné Labe je vyrovnávacím prvkem klimatického systému města, takže lze hovořit o mírném podnebí ovlivňovaném kontinentem.

### Flora afauna
Přirozená vegetace má na území Míšně četné floristické zvláštnosti. V údolích na levém břehu Labe dominují druhově bohaté smíšené listnaté lesy, zatímco na pravém břehu převládá dub. Dílčí oblasti se vyznačují také subkontinentálními společenstvy suchých trav. V rámci Saska se výlučně v okrese Míšeň – většinou na teplých, suchých a chráněných místech na Labi nebo v bočních údolích – vyskytují následující vzácné druhy: locika vytrvalá (Lactuca perennis), zvonek boloňský (Campanula bononiensis), čistec německý (Stachys germanica), mochna skalní (Drymocallis rupestris), vousatka prstnatá (Bothriochloa ischaemum), zapalička největší (Tordylium maximum), pochybek prodloužený (Androsace elongata), vstavač nachový (Orchis purpurea), divizna brunátná (Verbascum phoeniceum), mochna bílá (Potentilla alba), koniklec luční (Pulsatilla pratensis), křivatec nejmenší (Gagea minima), saranče lesní (Chorthippus vagans), šidélko ozdobné (Coenagrion ornatum) a užovka podplamatá (Natrix tesselata).

### Ochrana životního prostředí
S oblastí Míšně se překrývá pět lokalit chráněných podle směrnice o stanovištích. Jsou to: Elbtal zwischen Schöna und Mühlberg, Bosel und Elbhänge nördlich Meißen, Linkselbische Täler zwischen Dresden und Meißen, Triebischtäler, Täler südöstlich Lommatzsch. Na základě evropské směrnice o ptácích je chráněna oblast: Linkselbische Bachtälere. Dále jsou zde lokality s výskytem chráněných netopýrů, čtyři chráněné krajinné oblasti (Riesaer Elbtal und Seußlitzer Elbhügelland, Nassau, Elbtal zwischen Dresden und Meißen mit linkselbischen Tälern und Spaargebirge, Meißner Triebischtäler), jedna chráněná přírodní oblast a šest plošných přírodních památek. Konečně na území města Míšeň je celkem asi 100 pozemků zákonně chráněno jako biotopy. Celkem 1605 ha z plochy městské oblasti (ca 51,9 %) je využíváno zemědělsky, 291 ha (9,4 %) tvoří lesy. Podle zprávy Akčního plánu pro hluk z roku 2019 je hlavním zdrojem hluku silnice B 101. V roce 2019 bylo ve městě 15 povolených provozů vyžadujících schválení podle Spolkového zákona o kontrole imisí (BImSchG).

### Městské části
- Altstadt
- Bohnitzsch
- Cölln
- Dobritz a Buschbad
- Fischergasse
- Görnische Vorstadt
- Hintermauer
- Klostergasse
- Kloster Heilig Kreuz
- Klosterhäuser
- Korbitz
- Kynastsiedlung
- Lercha
- Nassau
- Neudörfchen
- Niederfähre
- Niedermeisa
- Niederspaar
- Obermeisa
- Oberspaar
- Proschwitz
- Questenberg
- Rauenthal
- Rottewitz
- Siebeneichen
- Triebischtal
- Triebischvorstadt
- Vorbrücke
- Winkwitz
- Zaschendorf
- Zscheila

## Historie

### Osídlení Míšeňska

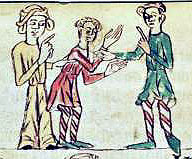
Wendové na vyobrazení ze Saského zrcadla (14. stol.). Žena (vlevo) má na skráních typickou čelenku, muži punčochy s vinutým vzorem, které však nejsou ani archeologicky, ani z písemných zdrojů známy. Vyobrazení je určeno negramotným jako tzv. „mluvící“ obraz.

Nejstarší zřetelné stopy osídlení Míšeňska pocházejí z počátku mladší doby kamenné, tedy z období před asi 6000 lety před naším letopočtem. Stopy sídlišť, např. keramika a kultické figurky, z prvních tří až čtyř tisíciletí se našly v obcích Kmehlen a Birmenitz. První neolitickou kulturou byla patrně kultura s lineární keramikou, jejíž nositelé pravděpodobně přišli z Čech. Pozdější kultura se šňůrovou keramikou zanechala stopy v téže oblasti. V následné době bronzové vznikla zde a v okolí obce Weinböhla sídliště pozoruhodné kultury, po níž se zachovaly příkopové dispozice a systém opevnění. Za zmínku stojí také mohyly v Gävernitz, jedna z nich má průměr 14 m. Jednalo se zřejmě o keltské kmeny, které zde zaujaly obrannou pozici proti Germánům přicházejícím ze severu. Ti, konkrétně Svébové a Hermunduři, kraj obsadili mezi rokem 600 až 400 před naším letopočtem. Se stěhováním národů však odešli do Durynska. Poté bylo kolem 6. století Míšeňsko osídleno srbskými kmeny, které přicházely ve směru od Čech. V úrodné bezlesé oblasti v okolí města Lommatzsch vzniklo sídliště kmene označovaného jako Glomačové (Glomaci/Lommatzscher), později v němčině také Daleminci (Daleminzien). Okrajovou částí této oblasti bylo pozdější území Míšně. Jejich kultickým a politickým střediskem však byla Lommatzsch. Názvy původních srbských sídlišť se dodnes vyznačují koncovkami -itz, -ütz, -a, -ig.

### Založení Míšně

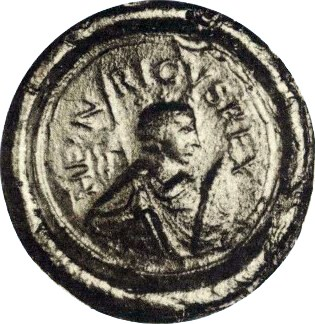
Pečeť Jindřicha I. Ptáčníka na listině z 18. října 927 ukazuje Jindřicha jako vítězného vojevůdce, který je podle pozdní antické tradice zobrazen z poloprofilu.

Založení Míšně je dáváno do souvislosti s tažením vojsk Jindřicha I. Ptáčníka proti slovanským kmenům východně od Labe a Sály. Jindřich se v mocenském souboji jakožto vévoda saský ukázal silnějším a obratnějším, než byla ostatní knížata východofranské říše, roku 919 se stal východofranským králem, jenž chtěl pod svou vládu sjednotit všechny kmeny a knížectví vznikajícího teritoria. Jakmile s nimi v roce 924 uzavřel devítileté příměří, odtáhl se svým vojskem proti východním sousedům (dolno)saského vévodství, tj. proti kmeni Polabských Slovanů, jímž byli Havolané. Krátce po vítězství nad nimi napadl území Daleminců, které zahrnovalo dnešní území Míšně. Zde oblehl a nechal vyhladovět hradiště Gana. Po pádu Gany směřoval k Labi, kde na podzim roku 928 poprvé spatřil zalesněný vrch. Podle historika a kronikáře Widukinda z Corveye vytáhl v roce 929 Jindřich společně s bavorským vévodou Arnulfem ku Praze, kde na knížete Václava uvalil povinnost platit mu tribut. Václav zabránil válce a podvolil se. Jindřichovi pak zůstal věrný až do své smrti kolem roku 935. V souvislosti s jednáním v Praze nebo někdy brzy poté daroval Jindřich českému knížeti ostatky sv. Víta. Zpátky se s vojskem vrátil přes Krušné hory a přes území Daleminců. V letech 928–929 založil hrad k zajištění hraniční linie, a to na onom zalesněném skalním vrcholu, položeném přímo nad řekou Labe. Jméno „Misni“, které je doloženo v kronice Thietmara Merseburského, je odvozeno od slovanského názvu potoka „Misa“, respektive od jména osady „Misna“ (místo na Mise). V roce 932 odtud pokračoval ve svém tažení proti Lužickým Srbům. Hrad tehdy zahrnoval opevněný vojenský tábor, který fungoval jako hraniční pevnost, ale také jako opěrný bod k ovládnutí Srbů. V roce 933 již byli Daleminci podřízeni jeho nadvládě. Jejich privilegovaná vrstva byla záhy začleněna do hradní posádky.

### Nejstarší dějiny Míšně vraném středověku
Následník a syn Jindřicha, první římský císař znovuobnovené Svaté říše římské Ota I. Veliký začlenil roku 965 podrobená slovanská území v hraniční oblasti, tzv. marky, a dosadil zde markrabata jako své zástupce a úředníky. Aby se tato území stala nedílnou součástí nového státu, došlo rovněž k založení Míšeňského biskupství; v roce 968 byl intronizován první biskup. Počínající christianizace a církví vyžadované desátky vedly k rostoucímu napětí mezi Srby a Němci. V roce 984 byl v souvislosti se spory o budoucího císaře hrad vypleněn českým knížetem Boleslavem II., který se Míšně dočasně zmocnil. Na podnět srbského obyvatelstva byl tehdy také vyhnán německý biskup. V 11. století se obnovily boje o vlastnictví Míšeňského markrabství mezi německými, polskými a českými panovníky. Po ukončení tohoto konfliktu byla v důsledku mocenských rozmíšek mezi římským císařem a papežem, v nichž stál míšeňský markrabě vždy znovu na straně císaře, v roce 1068 ustanovena na hradě třetí instance v osobě míšeňského purkrabího bezprostředně podřízeného císaři. Tomu příslušela správa opevněného areálu hradu a raného osídlení v podhradí. V tomto údolí pod hradem a pod jeho ochranou vznikla už v 10. století tržnice, která kolem roku 1000 obdržela trhové právo. Již v roce 983 získal biskup od císaře léna na obou březích Labe. Roku 984 je poprvé zmíněn kostel nacházející se před opevněním; jednalo se o předchůdce bývalé kaple sv. Jakuba. V této době se Míšeň vedle Hamburku, Magdeburku a Prahy řadila k nejvýznamnějším obchodním městům na Labi a Vltavě. Od 11. století dostávali na hradě sloužící rytíři v léna srbské vesnice, což zapříčinilo, že si blízké okolí hradu zvolili za své stálé bydliště. Tito rytíři a také kanovníci dómu, založili osadu, která byla osvobozena od dávek a zůstala i právně samostatná. Odtud pojmenování „Freiheit“ – Svoboda –, jak se dodnes nazývá ulice, procházející napříč touto středověkou čtvrtí. Na návrší čtvrti „Freiheit“ byl po roce 1024 založen klášter sv. Afry, konvent augustiniánských kanovníků. Také na území pozdější měšťanské čtvrti se v 11. a 12. století nacházely rytířské domy, např. u biskupského hospodářského dvora. Kolem tržnice se rozrůstalo sídliště, které již bylo opevněné. Oblasti osídlené Srby byly v Míšeňském markrabství postupně začleněny do německého feudálního systému. V polovině 10. století tu vznikly německé strážní věže, které měly nahradit Srby užívané župní uspořádání. Také biskup obdržel v 10. století od císaře srbské vesnice a pozemky, čímž získal hospodářskou moc. Význam opevněného hradu, obývaného markrabětem, biskupem a purkrabím, je dokumentován tím, že zde za předsedání císaře Jindřicha II. probíhal v roce 1071 říšský sněm. „Civitas“, tedy měšťanské město Míšeň, je v pramenech poprvé zmíněna v roce 1150. Pod tímto pojmem je pravděpodobně myšlena oblast tržnice a opevněného sídliště v jejím okolí, nikoliv město ve smyslu jeho rozlohy ve 13. století.

### Míšeň ve vrcholném a pozdním středověku

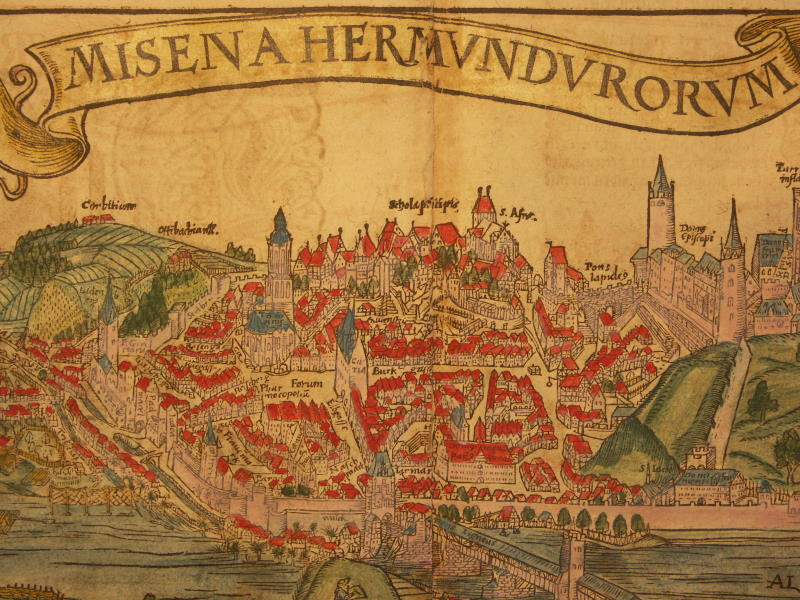
Míšeň kolem roku 1540
(Sebastian Münster. Cosmographia (1540)

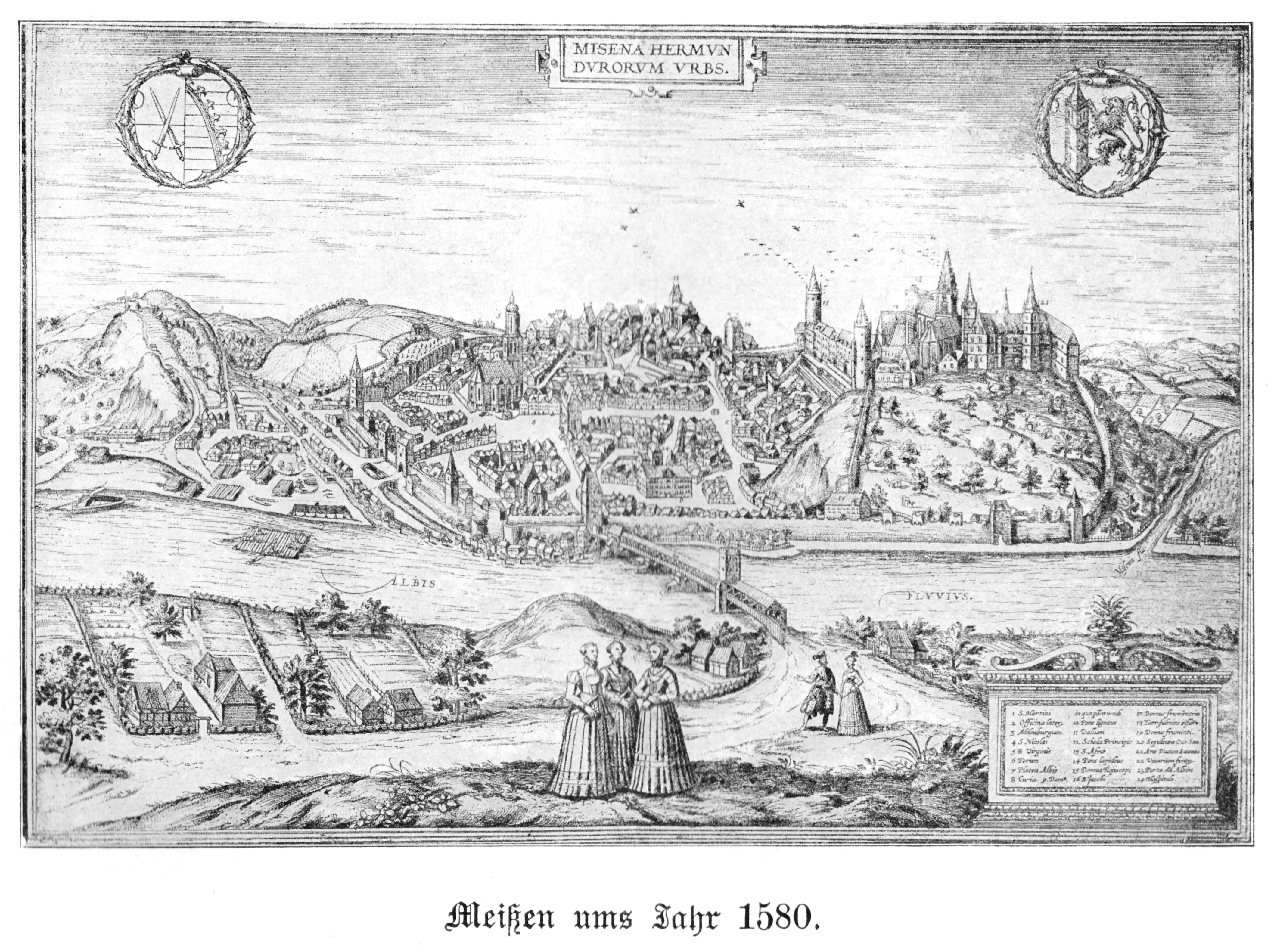
Míšeň kolem roku 1580 (Konrad Sturmhoefel. Illustrierte Geschichte der Sächsischen Lande und ihrer Herrscher)

Od první poloviny 12. století se v souvislosti s posílením právního postavení měst do oblasti přistěhovalo značné množství osídlenců z německých území západně od Sály. Během několika málo let vznikly v krajině jihovýchodně od říčky Triebisch až po předhůří Krušných hor četné nové vesnice, které se svými názvy a dispozicemi nápadně odlišují od srbských vesnic. Ani proběhlé války, ani masová německá kolonizace srbské obyvatelstvo nevykořenily, bylo však početně několikanásobně přečísleno a postupně etnicky vstřebáno. S velkým přívalem kolonistů, kteří vyklučili rozlehlé lesy a vytvořili úrodná pole, Míšeňské markrabství bohatlo. Ke zvětšení jeho hospodářské moci tehdy přispěly také nálezy stříbra v okolí Freibergu. V této době bylo plánovitě založeno míšeňské měšťanské město, jehož středem se stalo tržní náměstí. To, zda byl jeho zakladatelem markrabě nebo římský král, zůstává nejasné. Řemeslníci všech oborů, kteří pocházeli z mocného proudu kolonistů, tvořili jádro obyvatel rychle se rozvíjejícího města. Vlastní měšťanská práva pro Míšeň jsou známa již ze 13. století, kdy také markrabě a purkrabí fungovali jako nejvyšší představitelé města, popř. nechali tento úřad vykonávat prostřednictvím svých fojtů. Zatímco architektura tehdejšího měšťanského města zůstávala poměrně skromná, šlechta a klérus se nacházely v zenitu své moci. Jejich suverenitu podtrhovaly monumentální stavby, jakou jsou zámecký most z let 1221–1228, v ruinách stojící klášter u sv. Kříže (kolem roku 1217) a starší části Míšeňského dómu se sedmi figurami donátorů a svatých, což jsou mistrovská díla středoevropského sochařství kolem roku 1260. Jisté je, že také palác markraběte byl tehdy rozšiřován a částečně nově dostavován, neboť Míšeňský hrad byl, podobně jako Wartburg, středobodem dvorské kultury. Do služeb markraběte vstoupil kolem roku 1210/12 Walther von der Vogelweide. Markrabě Jindřich III. Míšeňský (1210–1288) dokonce sám psal a zhudebňoval minnesängerskou poezii a na loukách pod hradem se konaly rytířské turnaje. Známým se stal také zpěvák Heinrich Frauenlob von Meißen, jenž je považován za zakladatele mistrovských pěveckých škol.
V roce 1270 je poprvé zmíněn Neumarkt (forum novum), jenž byl od centra poměrně vzdálený a ještě od něj oddělený říčkou Triebisch. V těchto místech se od 12. do 15. století nacházelo sídliště míšeňské židovské obce. Zdejší synagoga je kronikářsky doložena v době kolem roku 1180. Vídeňský rabín Jicchak ben Moše, známý učenec své doby, totiž vzpomínal na své dětství prožité v Míšni a rovněž na to, že v synagoze byly malby stromů a ptáků. Lokální historici 19. století dokonce dodávají, že v Míšni se nacházela jedna z nejvýznamnějších ješiv, na což odkazuje i staré židovské úsloví o „mudrcích z Míšně“ („Weisen zu Meißen“). O tom však neexistují žádné doklady. Židovskou obec je jistě třeba nahlížet v souvislosti s hospodářským a politickým významem Míšně v raném období markrabství. Název „Neumarkt“ bezpochyby odkazuje na obchodní aktivity v tomto snad již v preurbánní době vzniklém židovském sídlišti. Všechna židovská sídliště v Míšeňské marce a v Durynsku byla zničena v únoru 1349. V roce 1430 byla v souvislosti s vyhoštěním Židů ze Saska zbořena míšeňská synagoga. Její umístění v Neumarktu není známo. V první polovině 15. století získávalo měšťanstvo stále více privilegií a vylepšení jeho pozice je patrno i ze zřízení markantní obecní budovy. Takto vznikla ve druhé polovině 15. století radnice, kostel Panny Marie, nový kupecký dům a nový most přes Labe. Ve stejné době nechal vévoda Albrecht III. Saský strhnout markrabský palác a na jeho místě nechal postavit skvostnou pozdně gotickou stavbu: Albrechtsburg. O něco později vznikla nová biskupská rezidence a mnohé novostavby ve čtvrti Freiheit.
Následkem Lipského dělení na ernestinskou a albertinskou linii panovnického rodu Wettinů byla míšeňská rezidence přeložena do Drážďan, čímž Míšeň ztratila svůj politický význam. Také biskup a chrámová kapitula se po reformací zapříčiněném zrušení biskupství přesunuli jinam. Zatímco však hrad svou původní funkci ztratil, město samo v 16. století zažilo svůj největší hospodářský rozkvět. Zrušené kláštery byly přeměněny ve školy: v roce 1539 vznikla v bývalém františkánském klášteře městská chlapecká škola, bývalý dům dominikánů se stal městskou dívčí školou, sv. Laurentius byl proměněn ve špitál. V roce 1543 byla s pomocí vévody Mořice zřízena humanisticky zaměřená Saská zemská škola v bývalém augustiniánském areálu sv. Afry. V ní se bezplatně vzdělávali chlapci všech vrstev bez ohledu na stav, aby se připravili na univerzitní studium. Nejznámějšími absolventy školy jsou básníci Gotthold Ephraim Lessing a Christian Fürchtegott Gellert, satirik Gottlieb Wilhelm Rabener a zakladatel homeopatie Samuel Hahnemann. V roce 1504 vznikla stálá lékárna, roku 1545 byl rozšířen původní kupecký dům. V roce 1525 byl zaveden nový stavební řád, od roku 1539 byly vydlážděny důležité ulice a prostranství, vznikly nové domy ve stylu renesance s výstavnými portály. Město získalo svůj ráz, který je zejména ve Starém městě patrný dodnes. V 16. století měla Míšeň asi 4500 obyvatel, z nichž daleko největší část představovali řemeslníci. Řemeslné cechy byly základem městské ekonomiky. V roce 1501 vzniklo první míšeňské tovaryšstvo krejčích. Největším a nejvlivnějším cechem však byl soukenický cech. V městském patriciátu dominovali soukeničtí mistři, kteří měli v 16. století většinu ve dvanáctičlenné městské radě. Jejich prosperitu umožňoval prodej výrobků také v jiných městech a na trhu v Lipsku. Také po třicetileté válce se jim ještě podařilo obnovit svou pozici. Přesto však na přelomu 17. a 18. století s nástupem kvalitnějších a levnějších látek z anglických a nizozemských manufaktur následoval rychlý úpadek a zánik tradičního míšeňského soukenictví.

### Míšeň v17. a18.století

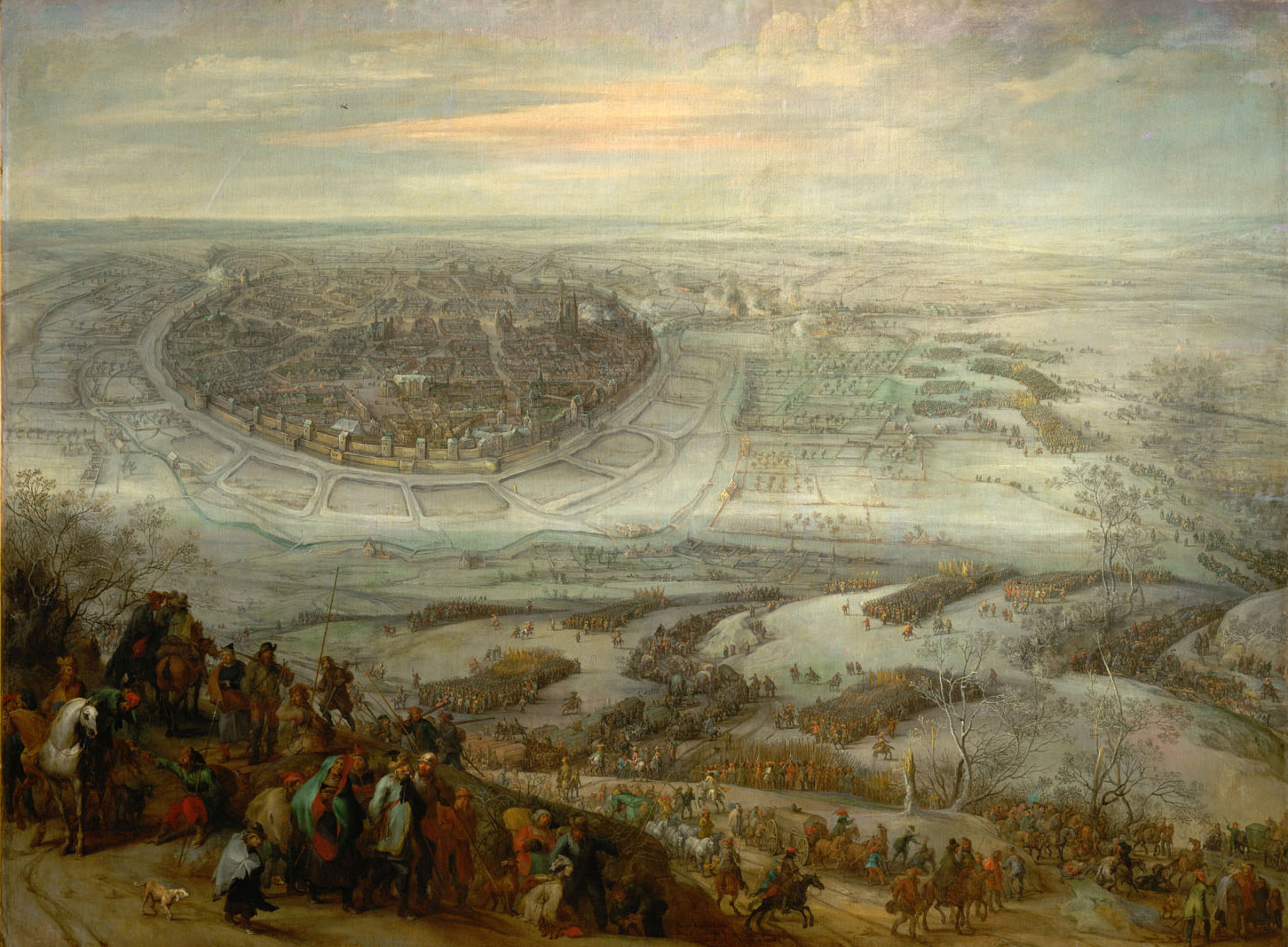
Míšeň (Pieter Snayers, mezi léty 1640 a 1666; 202 x 264 cm, Kunsthistorisches Museum)

Na přelomu 16. a 17. století se projevila rostoucí moc patriciátu na bohaté výzdobě domů, které se např. na tržním náměstí dochovaly dodnes. Vzhledem k vlivu patriciátu na veškerý obchod ve městě došlo letech 1509 a 1608/09 k měšťanským nepokojům. Obyvatelstvo Míšně, chudé či bohaté, snášelo společně svůj nelehký osud za třicetileté války a následných epidemií moru, které město vícekrát postihly. Nejčernějším dnem pro Míšeň byl 6. červen 1637, kdy bylo již značně zdecimované město obsazeno Švédy pod velením generála Johana Banéra, následně vypleněno a zapáleno. Jen hradní posádka se mohla bránit až do roku 1645, kdy padla do rukou Švédů. Mnohé doklady měšťanského stavitelského umění skončily v troskách. Většina obyvatel, pokud zůstali naživu, opustila město po červnu 1637; počet obyvatel se tak snížil na necelé 2000. Teprve když byla městská rada po roce 1662 donucena odprodat ruiny za nižší ceny, přišlo stavební oživení, přesto však vznikaly domy prosté a bez výzdoby. Korupce mezi patriciji v radě byla stále zjevnější, a také šlechta se snažila znovu upevnit svou pozici. Opakované měšťanské nepokoje vedly nakonec k tomu, že byla na rozkaz Augusta II. Silného provedena revize, která celé kolegium radních zbavila úřadu a vší důstojnosti. Po vleklé stagnaci klesla Míšeň na úroveň provinčního města středního významu. Samotné zřízení první evropské porcelánové manufaktury v roce 1710 na zámku Albrechtsburg pak nemělo alespoň zpočátku větší vliv na městskou ekonomiku. Stavební styl této doby, barok, nezanechal v Míšni žádné pozoruhodné stopy, ačkoliv právě míšeňská manufaktura přispěla k jednomu z vrcholů barokního umění. Sedmiletá válka opět přinesla bídu a ubytování vojsk, město však zůstalo ušetřeno větších škod. Míšeň žila započatou tradicí výroby porcelánu, a usazené maloměstské obyvatelstvo spočívalo až do první poloviny 19. století v biedermeierovském poklidu.

#### Exkurz: Zdějin míšeňského porcelánu

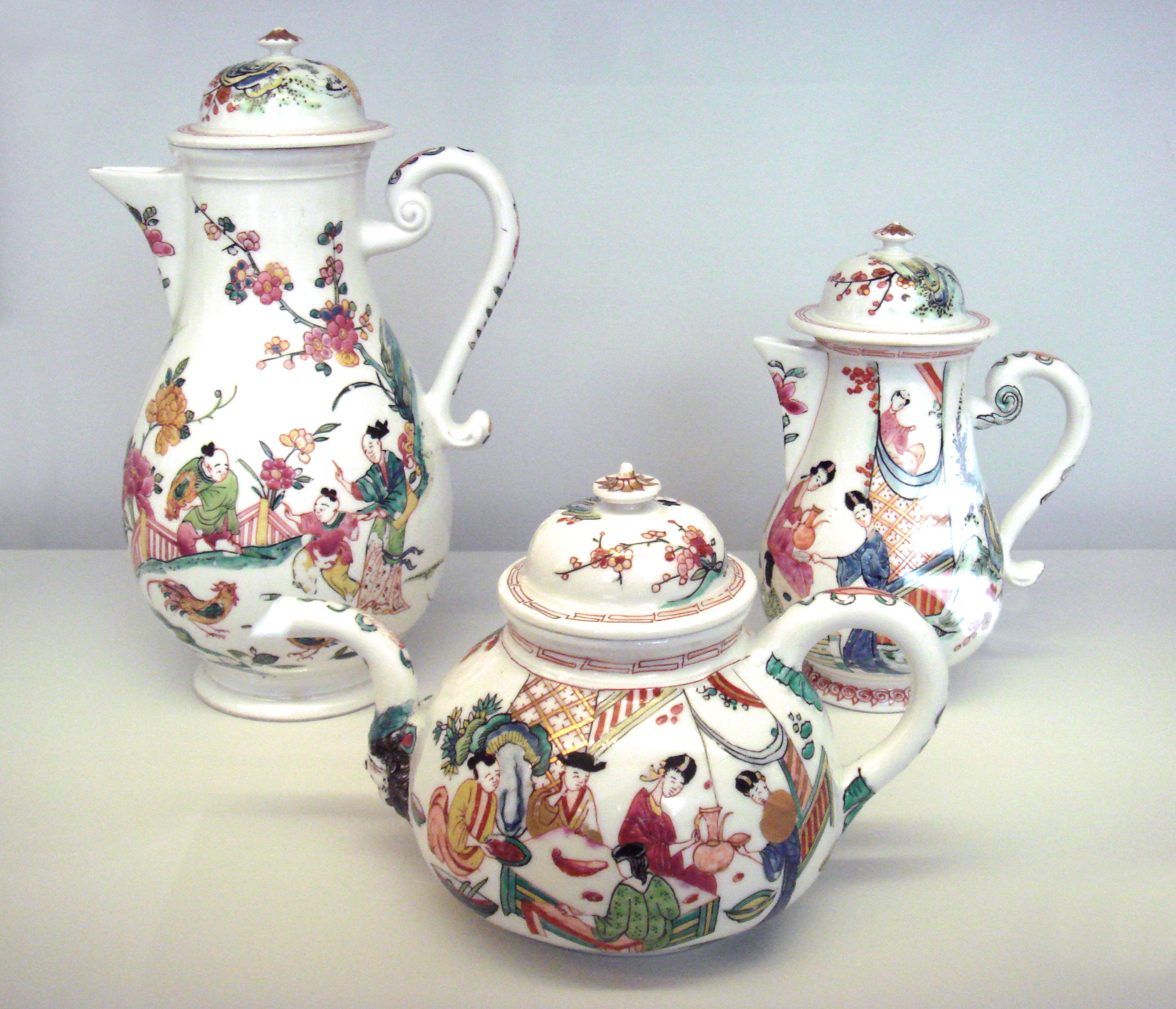
Kávová, čajová a moka konvice z tvrdého míšeňského porcelánu (ca 1720), dekorovaná chinoiseriemi v Nizozemsku (ca 1735)

Dějiny míšeňského porcelánu započaly objevem tajemství jeho výroby, na němž se podílelo trio: přírodovědec Ehrenfried Walther von Tschirnhaus, alchymista Johann Friedrich Böttger a metalurg Pabst von Ohain. K objevu došlo v Drážďanech, dne 23. ledna 1710 byla čtyřjazyčným dekretem Augusta II. Silného založena „Manufaktura na výrobu porcelánu Království polského a Kurfiřtství saského“, 6. června téhož roku převzal nově jmenovaný ředitel Michael Nehmitz dobře střežený zámek Albrechtsburg jako místo výroby. Prvním správcem se stal Böttger. Od roku 1720 byl Johann Gregorius Höroldt ustanoven jako osoba zodpovědná za malbu. Většinu dodnes užívaných barev pro malbu na vypálenou glazuru vyvinul právě on. V roce 1722 inspektor manufaktury Johann Melchior Steinbrück navrhl značku zkřížených mečů, která byla používána od roku 1731. Vznikla tak jedna z nejstarších a nejznámějších nepřetržitě užívaných značek. V roce 1731 byl do manufaktury povolán modelér Johann Joachim Kändler, jenž se podílel na porcelánových plastikách, dokonalých z technického i estetického hlediska. V roce 1735 byl vrchním ředitelem manufaktury jmenován hrabě Heinrich von Brühl, pro něhož Kändler a Eberlein vytvořili Labutí servis skládající se z více než 2000 dílů. Kolem roku 1739 byla vyvinuta technika podglazurní kobaltové barvy, známá jako „cibulový vzor“, jenž je trvale v sortimentu výroby. V první polovině 19. století vyvinul Heinrich Gottlieb Kühn barvu nazvanou „chromoxidová zeleň“ a rovněž lesklé zlato, které se již nemusí po výpalu leštit. V roce 1831 byla manufaktura převedena z vlastnictví koruny do majetku státní pokladny. Roku 1853 již prostor Albrechtsburku z technických důvodů nedostačoval, pročež se manufaktura přestěhovala do výrobního závodu v míšeňském Triebischtalu, kde se nachází dodnes.

### Období industrializace

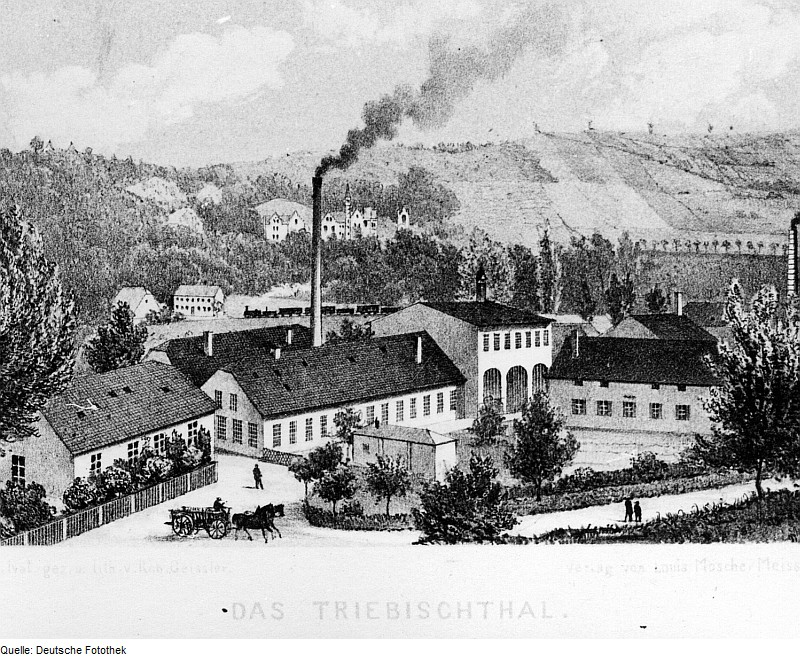
Huť v Triebischtalu, kolem roku 1870
(Stadtarchiv Meißen)

S nástupem industrializace vznikaly kolem roku 1834 v Míšni, která dosud měla s výjimkou porcelánové manufaktury a poblíž železnice položené radní cihelny jen samé řemeslné provozy, průmyslové podniky, jako byla kartounka, tiskárna hracích karet, hrnčířství a knihtiskárny, nové průmyslové továrny: železná huť v Triebischtalu, továrna na kotle pro cukrovary a továrna na piana. V roce 1857 začal vyrábět hrnčířský mistr Carl Teichert ohnivzdorné kachle pro kachlová kamna a položil tak základy pro zdejší průmysl vyrábějící pece a keramické desky. Především však v roce 1871 následovaly četné nově založené továrny v údolí Triebischtal, na pravém břehu Labe a ve čtvrti Cölln. Ve městě a v jeho okolí vyrostlo vícero keramických závodů na výrobu slínkových cihel, šamotu, pecí a jílů, dále strojírenské podniky, které dodatečně zpracovávaly keramické zboží, např. továrny na výrobu glazur, jedna továrna na obuv, jedna papírna apod. Tkalcovna jutového zboží v Triebischtalu založená roku 1872 se stala jedním z tehdy největších podniků v Míšni. Během několika desítek let se tato oblast stala nejvíce industrializovaným předměstím Triebischvorstadt. Další průmyslově rozvinutá a zároveň obytná oblast se nacházela na pravém břehu Labe. Kolem roku 1900 byly odstřeleny středověké hradby a město se s nově připojenými obcemi rozrostlo do svého okolí. Industrializace změnila strukturu obyvatelstva starého řemeslnického města. V červenci 1848 zde vznikl první dělnický spolek, který roku 1869 vytvořil vlastní konsum distribuující levnější potraviny a ošacení. Počet obyvatel narůstal. Je to patrné při srovnání údajů z roku 1849 (263 dělníků v průmyslu, 1248 řemeslníků) s údaji z roku 1876 a 1900 (2296 dělníků v průmyslu, v roce 1900 5287 dělníků v průmyslu). Sociální změny spojené s industrializací se odrážejí také v tvorbě literátů s míšeňskými kořeny. Spisovatelka a jedna ze zakladatelek německého ženského hnutí Louise Ottová-Petersová (1819–1895) zobrazuje toto období v Míšni v třídílném sociálně-kritickém románu Schloß und Fabrik (Zámek a továrna).

### Míšeň vletech 1900–1945

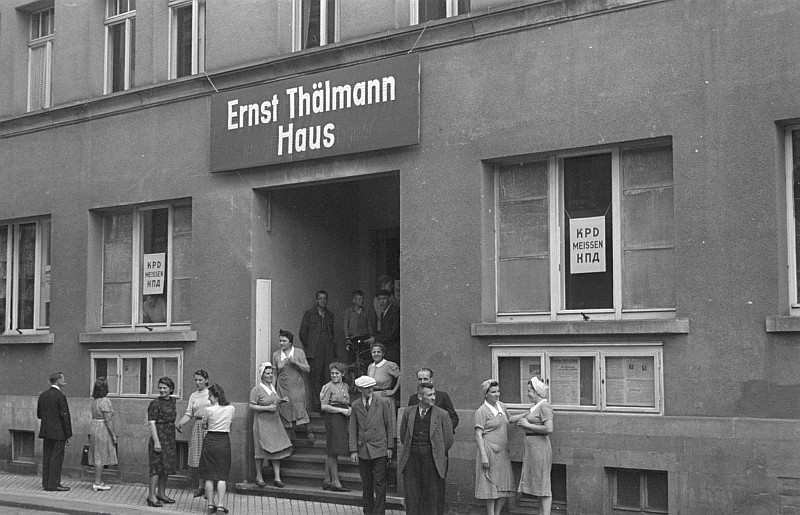
Dům Ernsta Thälmanna (místní pobočka KPD), Míšeň v červenci 1945 (Deutsche Fotothek)

Město Míšeň spadalo od roku 1874 pod úřad Míšeňského hejtmanství, v letech 1915–1946 bylo tzv. městem bez okresu, a to až do vzniku Zemského okresu Míšeň. V letech 1903–08 byly dostavěny západní věže dómu podle návrhu architekta Carla Schäfera. V letech 1905–06 došlo u míšeňských dětí k epidemii třesavky, kterou bylo zasaženo až 237 dětí ve 21 školních třídách. Míšeňský učitel Walter Dix o tom v roce 1906 informoval na kongresu dětských nemocí. V roce 1925 byla dokončena stavba funkcionalistického nádraží podle návrhu architekta Wilhelma Kreise. Roku 1929 vznikla nová budova pro městskou knihovnu a archiv, v roce 1930 krematorium. Kromě toho bylo postaveno vícero obytných bloků v Triebischtalu a v Bohnitzsch a obytná kolonie u Vrchního soudu. V roce 1932 začaly přípravné práce na novém mostu přes Labe.
V době nacionálního socialismu byli v Míšni pronásledováni odpůrci režimu z řad sociálních demokratů a komunistů. Sociální demokrat Max Dietel byl jako odbojář zavražděn v Gördenu v roce 1943. Židovské rodiny žijící v Míšni byly vyhnány nebo deportovány do vyhlazovacích táborů. Jednou z nich byl manželský pár Alexe a Else Loewenthalových, kteří provozovali obchodní dům v ulici Elbstraße 8 a kteří byli zavražděni v roce 1942. Po bombardování Drážďan přijala Míšeň 18 000 z jejich obyvatel, kteří byli ubytováni ve školách a rovněž dalších 4000 přesídlenců bez domova. Tehdejší městský superintendant Herbert Böhme chtěl v posledních dnech války zabránit tomu, aby byla Míšeň prohlášena za pevnost. Za své odvážné námitky proti gauleiterovi a tehdejšímu starostovi Mutschmannovi byl odsouzen k trestu smrti. Trest však nebyl vykonán, neboť 7. května 1945 již do Drážďan dorazila Rudá armáda. Dne 26. dubna byly částečným odstřelením wehrmachtem zničeny starý most přes Labe a železniční most. Téměř ve stejném okamžiku začala město od severu obsazovat Rudá armáda. Historická zástavba Míšně utrpěla za druhé světové války jen malé škody.

### Období NDR

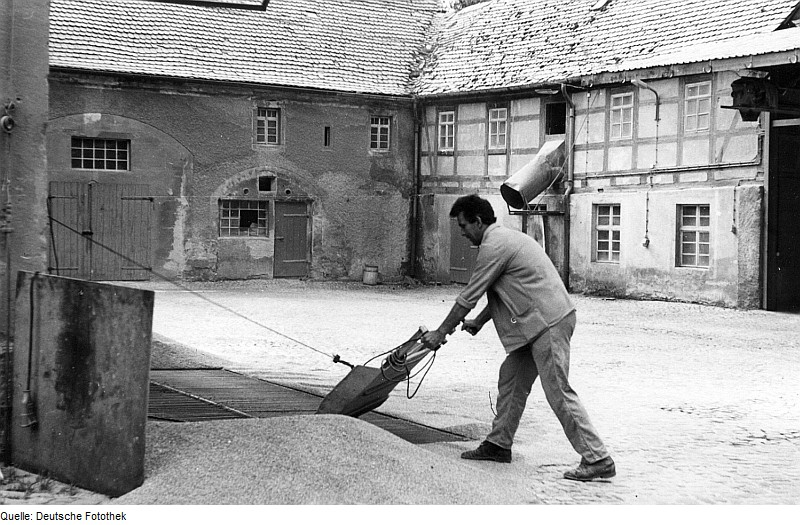
Mlýn v Míšni-Buschbadu, mlynář Schneider při práci, 28. května 1982 (Deutsche Fotothek)

Ještě v Sovětské okupační zóně byl vystavěn nový most přes Labe. Ruiny domů na levé straně řeky, které vznikly následkem odstřelu mostu v roce 1945, byly odklizeny. Pro přesídlence a bývalé obyvatele Drážďan bylo nutné zahájit výstavbu obytných domů, což se dělo zejména na okraji města. Po obnovení dodávek uhlí, elektřiny a plynu se podařilo uvést opět do provozu průmyslové podniky. Z továrny na výrobu pecí vznikl znárodněný podnik VEB Plattenwerke „Max Dietel“. V „Hamburském dvoře“, sídle místní pobočky FDJ, se roku 1946 konala sjednocovací konference mezi KPD a SPD. V roce 1955 byla zahájena stavba sportovního stadionu. Oslavy 250letého výročí porcelánové manufaktury připadly na rok 1960. V roce 1964 proběhlo v místních lázních na jednom večírku pro důchodce první vystoupení později známé art rockové skupiny Stern-Combo Meißen. Přes téměř nepřetržitou výstavbu sídlišť „Plossenhöte“ a „Albert-Mücke-Ring“ v sedmdesátých a osmdesátých letech docházelo k chátrání historického centra. Po roce 1979 se také v Míšni konaly v církevním prostředí malé, regionální semináře tzv. Mírového hnutí, které navštěvovali stoupenci politické opozice. Dne 14. listopadu 1989 demonstrovalo v Míšni asi 4000 občanů proti diktatuře Sjednocené socialistické strany Německa (SED). Podle informací zachycených Stasi mělo jít o  „regionální sjednocení Nového fóra Míšeň“. Řečníci zde odsoudili vedoucí úlohu strany a požadovali „obnovení Svobodného státu Sasko“.

### Po roce 1990
Dne 3. října 1990 byl v zámku Albrechtsburg znovu ustaven Svobodný stát Sasko. Po znovusjednocení Německa bylo zejména centrum rozsáhle rekonstruováno. Porcelánová manufaktura od roku 1991 vystupuje pod hlavičkou společnosti s ručením omezeným s názvem Staatliche Porzellan-Manufaktur Meissen GmbH, společníkem je Svobodný stát Sasko. V roce 2002 rozvodněný přítok Labe Triebisch zaplavil části Starého města. O čtyři dny později stoupla hladina Labe na historicky nejvyšší úroveň, takže Staré město bylo zaplaveno do výše 3 m. Kino, divadlo a další budovy se octly pod vodou, ušetřeno zůstalo vyvýšené náměstí s kostelem Panny Marie a radnicí. Další povodeň zasáhla Míšeň v roce 2013. Hladina byla o 64 cm pod úrovní povodně z roku 2002. Staré město bylo opět zaplaveno, neboť povodeň překročila nově vybudované zábrany na břehu Labe. V noci 29. června 2015 došlo ke žhářskému útoku na plánované ubikace pro žadatele o azyl. Po tomto trestném činu bylo majiteli nemovitosti vyhrožováno smrtí. Podle policie se jednalo o pachatele z pravicově extrémistické scény.

## Obyvatelstvo
Vývoj počtu obyvatel od roku 1834:
| 1834 až 1960 - 1834: 07738 - 1875: 13 002 - 1880: 14 166 - 1885: 15 474 - 1933: 46 992 - 1939: 48 342 - 1946: 48 348 - 1950: 49 455 - 1960: 48 289 | 1970 až 2001 - 1970: 45 175 - 1981: 39 276 - 1984: 38 214 - 1995: 32 200 - 1997: 30 486 - 1998: 30 038 - 1999: 29 604 - 2000: 29 398 - 2001: 28 982 | 2002 až 2010 - 2002: 28 780 - 2003: 28 640 - 2004: 28 543 - 2005: 28 435 - 2006: 28 081 - 2007: 27 856 - 2008: 27 736 - 2009: 27 693 - 2010: 27 545 | od 2011 - 2011: 27 112 - 2012: 27 098 - 2013: 27 135 - 2014: 27 273 - 2015: 27 936 - 2016: 27 984 - 2017: 28 061 - 2018: 28 044 - 2019: 28 282 |

Zdroj dat od roku 1994: Statistisches Landesamt des Freistaates Sachsens

## Náboženský život

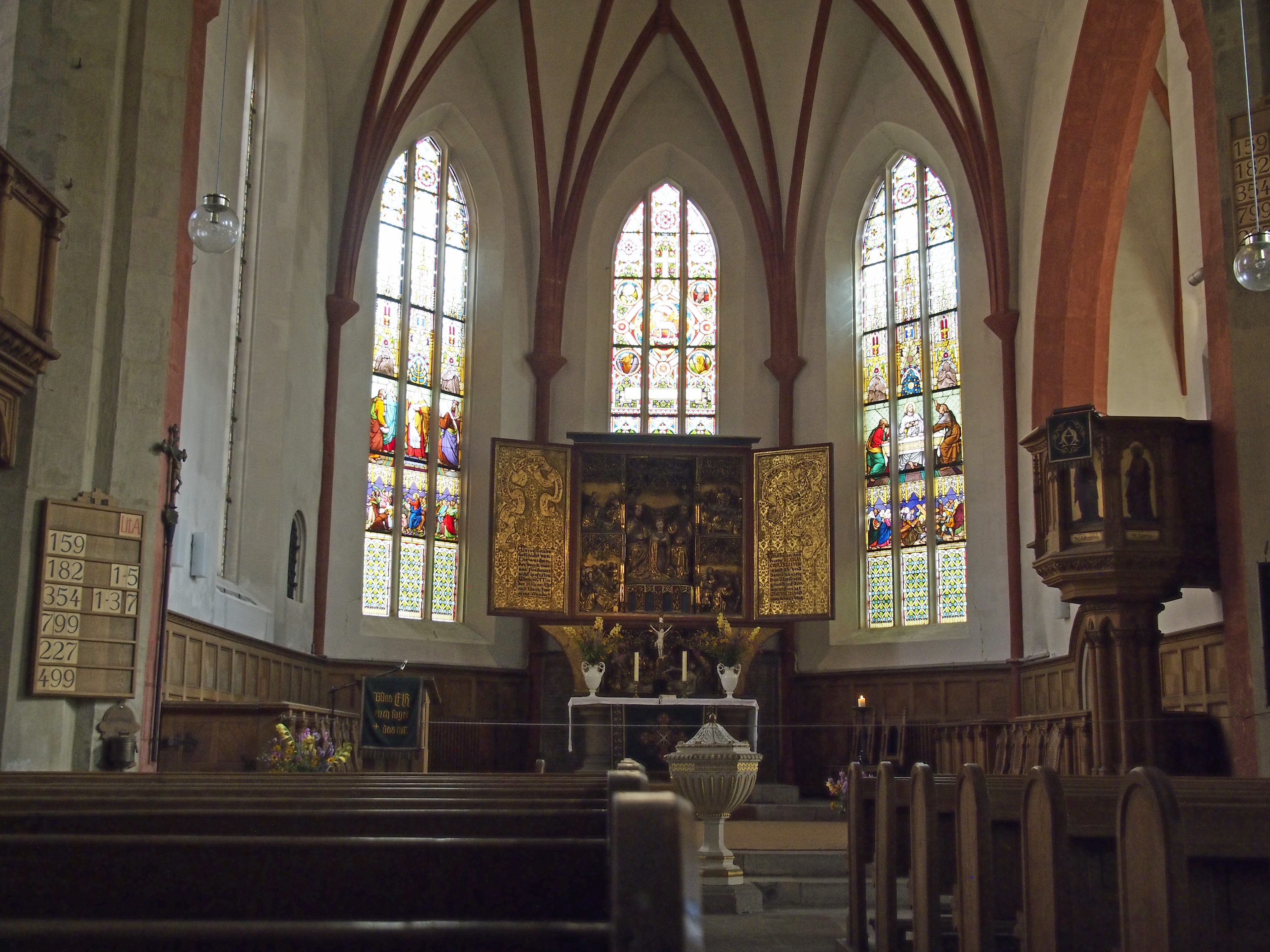
Interiér Městského kostela Panny Marie

Reformace byla v Míšni, stejně jako v celém Saském kurfiřtství, zavedena shora v roce 1539 saským vévodou Jindřichem Zbožným (1539–1541). Vévoda Jindřich v červnu 1539 nařídil městské radě, aby v městském kostele byly slouženy bohoslužby obojího druhu, proti čemuž protestovali katoličtí duchovní, zejména františkáni. Dne 15. července 1539 byl v časných ranních hodinách zničen náhrobek sv. Benna v Míšeňském dómu. Následovaly církevní vizitace, které místní katolické duchovenstvo upozornily na zachovávání „katolických nešvarů“. Městský kostel Panny Marie byl po té již jako kostel evangelicko-luterský podřízen městské radě. V ostatních farnostech se na pokyn zeměpanských vizitátorů postupovalo výměnou představených a postupným převodem církevního majetku na město.
Podle sčítání Zensus 2011 bylo v roce 2011 v Míšni 14,7 % evangelíků, které v městě sdružuje 5 církevních obcí. Největší je Evangelicko-luterská církevní obec sv. Afry, jejíž bohoslužby se konají v městském kostele Panny Marie, v kostele sv. Mikuláše, v kostele sv. Afry, v kapli sv. Martina a v Luterském kostele na náměstí Wilhelm-Walkhoff-Platz. Další jsou Evangelicko-luterská církevní obec sv. Trojice v Míšni-Zscheile, která se shromažďuje v kostele sv. Trojice, Evangelicko-luterská církevní obec sv. Jana scházející se v kostele sv. Jana a v kostele sv. Urbana, a Knížecí biskupství Míšeň (Hochstift Meißen), které pečuje o Míšeňský dóm a jeho majetek, jeho zpřístupnění a evangelicko-luterské bohoslužby v něm konané. Představitelkou svobodné evangelické církve, zastoupené v míšeňském okrese 0,5 %, je Křesťanská obec Ježíšovo centrum Míšeň, která se schází ve stejnojmenném centru. Katolíci, zastoupení ve městě 3,5 %, jsou sdruženi v Katolické farnosti sv. Benna. Katolické bohoslužby se konají v kostele sv. Benna a v kapli sv. Anežky. Konečně 79,6 % obyvatel Míšně nenáleží k žádné církvi či náboženské společnosti.

## Politika

### Primátor a městská rada

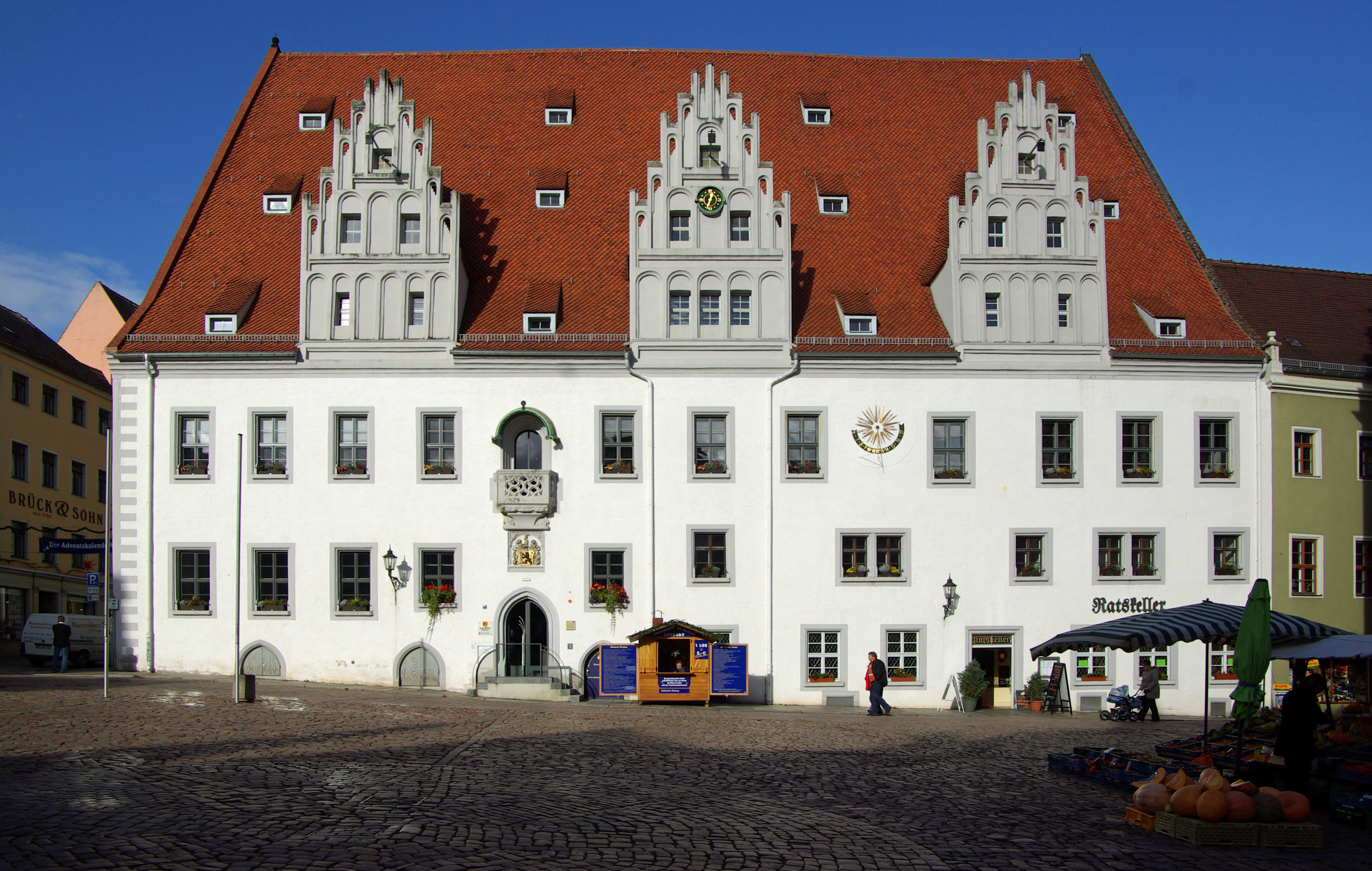
Míšeňská radnice

Městská rada volená občany je podle Saského obecního zákoníku „hlavním orgánem“ města. V komunální realitě hraje ústřední roli rovněž primátor, jehož úřad kombinuje tři nedělitelné funkce: je hlasujícím předsedou městské rady a všech jejích výborů; je vedoucím městské správy; je reprezentantem a právním zástupcem města. Dne 19. září 2004 byl hlavním představitelem města zvolen ekonom Olaf Raschke. V září 2011 byl Raschke ve funkci potvrzen zřetelným volebním vítězstvím. S 81,1 % odevzdaných hlasů vyjádřily důvěru v úřadujícího primátora více než dvě třetiny voličů na další sedmileté období. V září 2018 si občané potřetí (43,5 %) zvolili Olafa Raschkeho za primátora města Míšeň na dalších sedm let.
Komunální volby se konaly 26. května 2019. Podle výsledku voleb byla křesla v radě rozdělena mezi tyto strany a volební sdružení:
|      | CDU | Die Linke | Bürger für Meißen | FDP | SPD | AfD | Unabhängige Liste Meißen | Freie Bürger-Bewegung Meißen | Zelení | pro Deutschland | Celkem |
| 2014 | 7   | 5         | –                 | 1   | 2   | –   | 6                        | 3                            | 1      | 1               | 26     |
| 2019 | 4   | 3         | 5                 | 2   | 1   | 5   | 4                        | 2                            | –      | –               | 26     |

Za předsedání FDP byla vytvořena „velká frakce“ (GroFra), v níž zasedají zástupci CDU, U.L.M., a Freie Bürger-Bewegung Meißen. Bürger für Meißen vytvořili frakci s SPD. Strany AfD a Linke žádnou frakci nemají.

### Znak

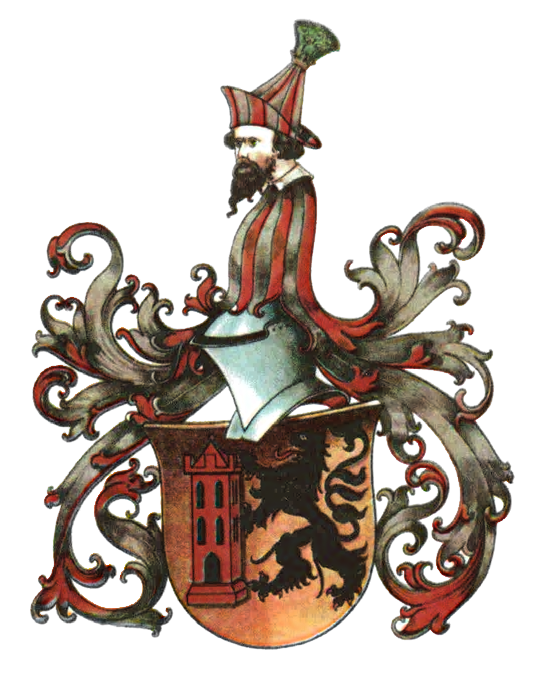
Velký znak města Míšeň

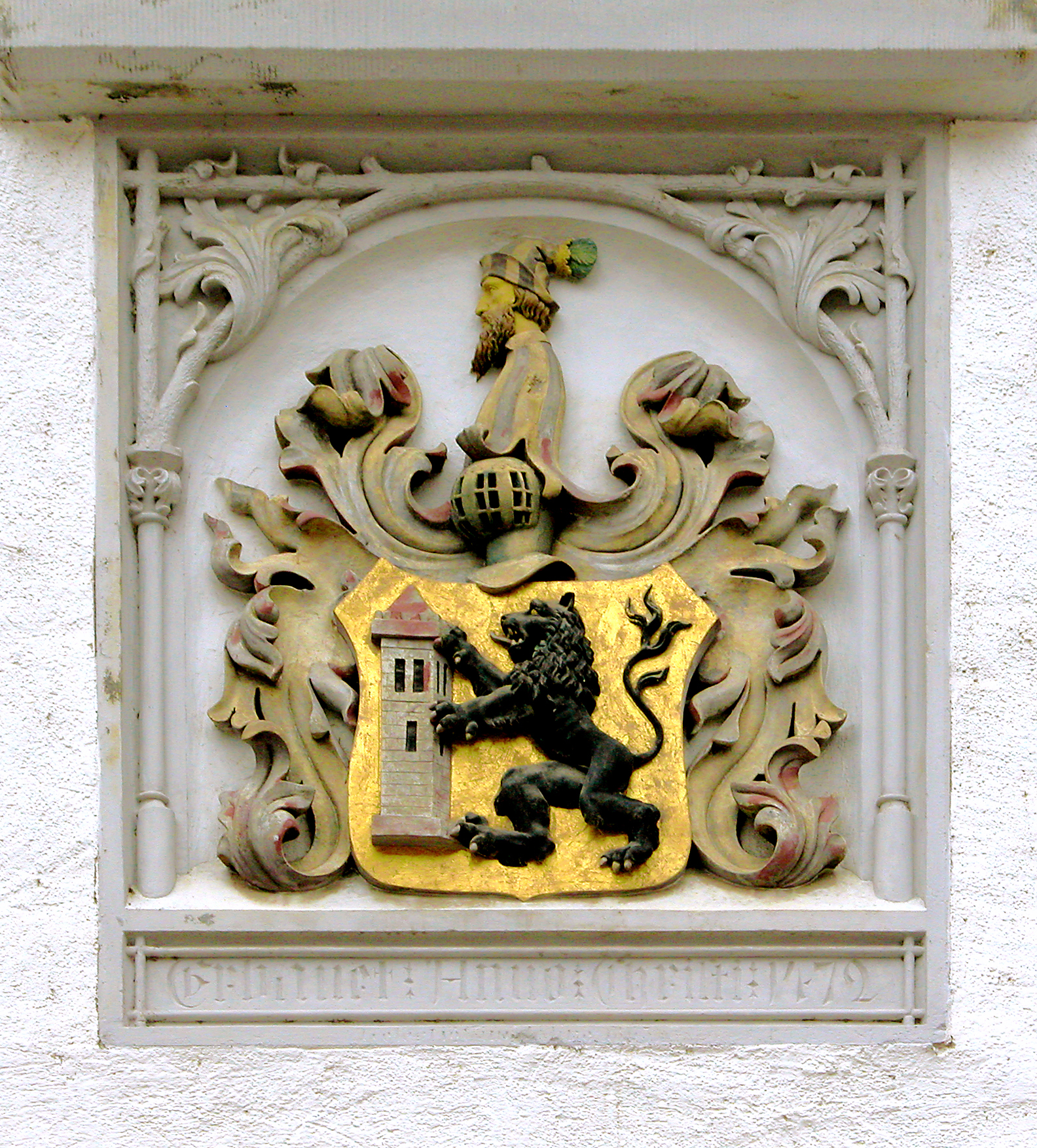
Znak Míšně na fasádě radnice

Blason: Znak města Míšně zobrazuje zlatý štít, vlevo na rohu stojící, pocínovanou věž se čtyřmi okny se špičatou střechou a hlavicí, vpravo otočeného černého lva s červenou zbrojí a s červeným vyplazeným jazykem, který se předními tlapami dotýká věže. V horní části znaku je ocelová přilba se stříbřitě-červenou pokrývkou přilby a trup vousatého muže se špičatou čepicí s pavím perem.
Správa města Míšeň používá zjednodušený znak, který obsahuje pouze štít (vizte výše v infoboxu).
Takzvaný Míšeňský lev je znakem bývalých markrabat z Míšně, která vládla městu po mnoho staletí a používala ho od 12. století. Červená věž pravděpodobně symbolizuje město, které lze bránit hradbami i věžemi. Nejstarší pečeť ve městě zobrazuje bojeschopného měšťana nosícího meč, který nese znak markrabat a purkrabích v Míšni. Stojí před symbolizovanou fasádou katedrály. Takto jsou zobrazeni tři páni města, včetně biskupa z Míšně. Malý znak se poprvé objevuje na pečetích z počátku 16. století a od té doby se téměř nezměnil.

### Partnerská města
- Arita, Japonsko (1979)
- Fellbach, Německo (1987)
- Korfu, Řecko (1996)
- Lehnice, Polsko (2017)
- Litoměřice, Česko (1996)
- Provo, Spojené státy americké (2001)
- Vitry-sur-Seine, Francie (1964)

## Pamětihodnosti

### Sakrální stavby

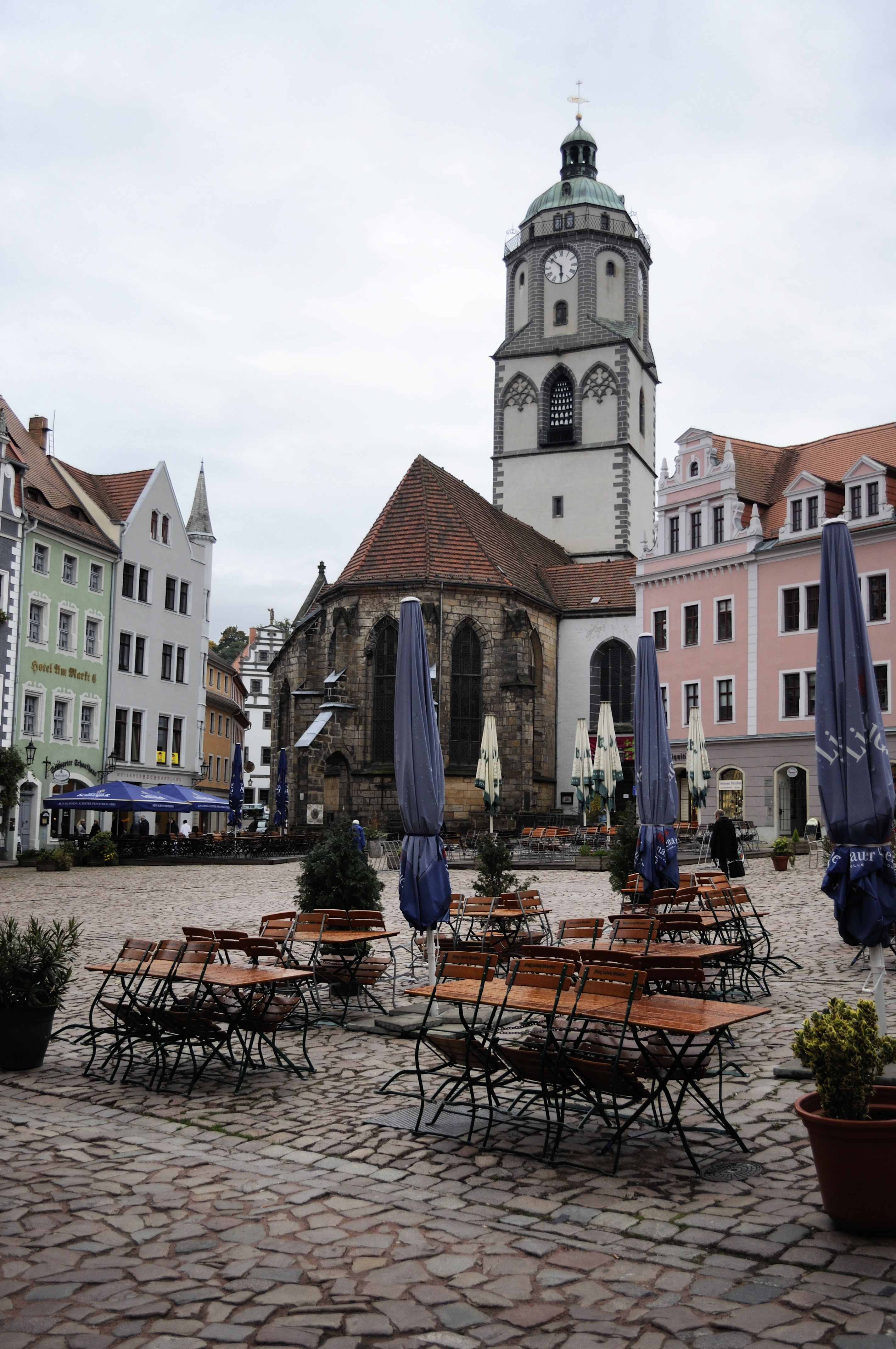
Kostel Panny Marie, pohled na věž se zvonkohrou

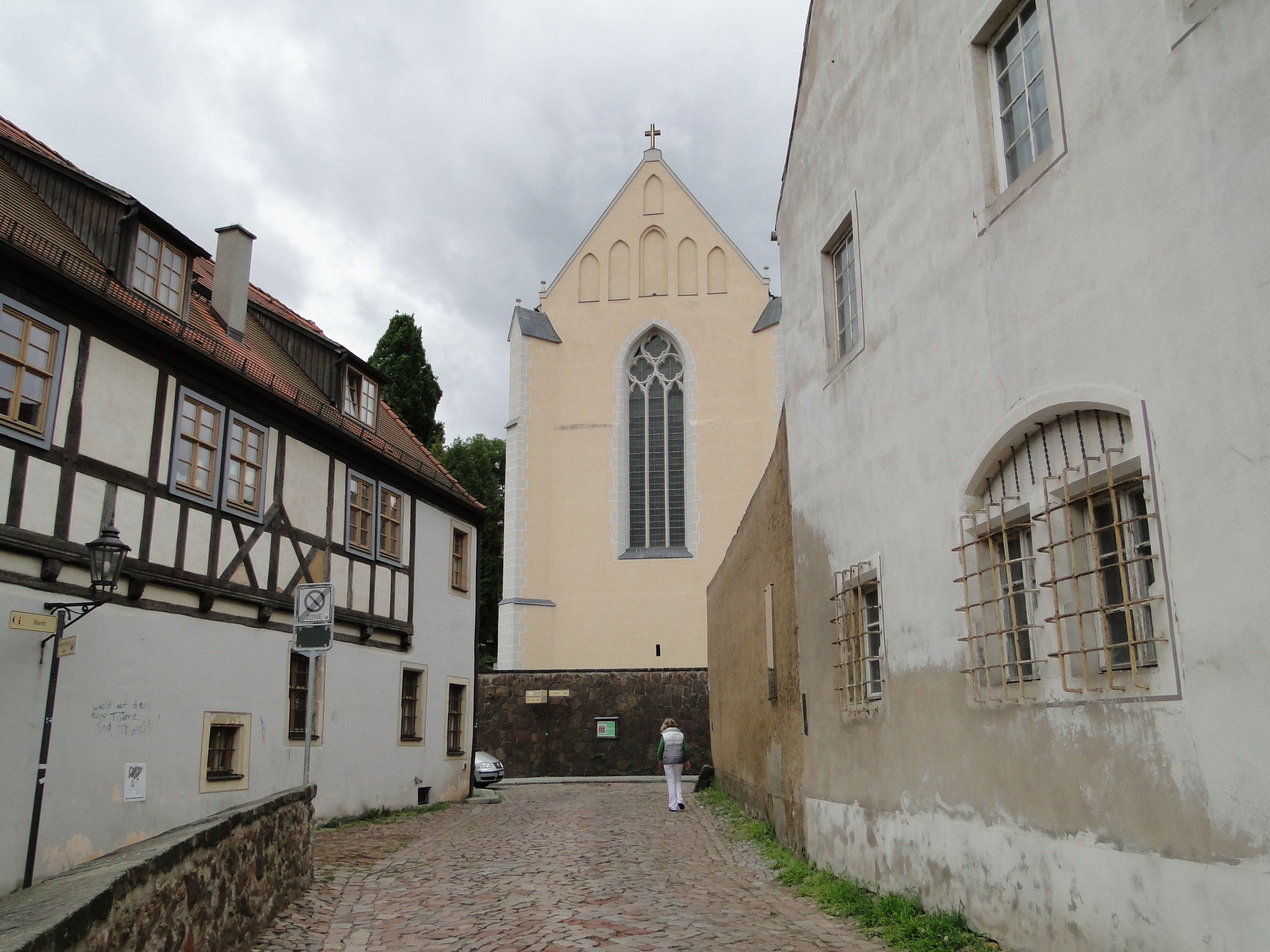
Kostel sv. Afry ve čtvrti Freiheit

- Katedrála sv. Jana a sv. Donáta (Meißner Dom) – Dnešní dóm stojí na místě trojlodní románské baziliky z let 1006–1073. Současný chrám je na východě spojen s okolní zástavbou, jeho hlavní trojlodí však vybíhá do nádvoří. Započetí této stavby spadá do let vlády biskupa Withega I. (1266–93). Postup prací, zprvu velmi rychlý, se zpomalil ve 14. století a koncem 15. století ustal. Nejstarší částí je velký figurální portál, který vytvořili mistři naumburské dílny za biskupa Alberta II. (1259–66). Jeho nástupce však zvolil velkorysejší řešení a zahájil budování východní části novostavby. Pro tuto část je příznačné bohatství nápadů, zajímavý je např. ojedinělý protáhlý chór s bohatou ornamentikou na hlavicích pilířů a klenácích. Chór je uzavřen kamenným lektoriem ze 14. století, které vystupuje do příčné lodi a na němž se vyskytují naumburské a francouzsko-cisterciácké formy. Trojlodí bylo zřízeno v průběhu 14. století tak, že bylo použito částí stavby určených pro bazilikální řešení. Západní věže byly navrženy podle magdeburské katedrály. Začátek jejich stavby spadá asi do roku 1315, třetí věžní patro postavil v letech 1471–81 Arnold von Westfalen. Dnešní věžní dostavba pochází z let 1904–1909 a projektoval ji Carl Schäfer. V interiéru zaujme Knížecí kaple s náhrobky Wettinů (bronzérská díla z norimberské huti Vischerů) a zvláště vnitřek chóru s plastikami naumburské huti. Laický oltář a Triptychon v Jiřské kapli zdobí malby Lucase Cranacha staršího.[48]
- Kostel Panny Marie (Frauenkirche) – Evangelický kostel Panny Marie v míšeňském Starém městě je pozdně gotický halový kostel. Poprvé je zmíněna kaple v roce 1205 v listině biskupa Dietricha II. z Míšně jako kaple Panny Marie. O sto let později je zmiňován již jako kostel, který byl podřízen augustiniánskému kostelu sv. Afry. Po městských požárech vznikla v letech 1450–1520 dnešní reprezentativní pozdně gotická stavba. Později byla postavena věž a roku 1549 pozlacená korouhev s větrníkem. V letech 1883–1884 kostel rozsáhle regotizoval Christian Friedrich Arnold. Interiér byl se svými osmibokými pilíři vytvořen podle pražského Chrámu sv. Víta. Křídlový oltář zobrazující Adama a Evu, Ukřižování a Poslední soud pochází od Cranachovy školy. Od roku 1929 je součástí věže zvonkohra z míšeňského porcelánu, která šestkrát denně hraje chorály.[49]
- Kostel sv. Afry (Kirche St. Afra) – Kostel je součástí areálu někdejšího augustiniánského kláštera sv. Afry. První zmínka o kapli na tomto místě je již z roku 984. Pozůstatky podlouhlého halového kostela s apsidou na východě byly nalezeny při vykopávkách v roce 1966. Po založení kláštera byl kostel na Afrabergu přestavěn na pozdně románskou baziliku. Po první polovině 14. století byly chórové zdi zvýšeny a chór uzavřen čtyřmi žebrovými klenbami. Hlavní loď dostala po roce 1470 gotickou klenbu s pěti klenebními poli. Do té doby měla loď rovný dřevěný trámový strop. Po úderu blesku v roce 1766 dostala věž barokní kopuli. Oltář sv. Martina byl původně zřízen v kostele sv. Martina ve Weinböhle. Je dílem neznámého mistra z období pozdní gotiky z roku 1503. V kostele je pohřební kaple rodu Šlejniců z 15. a 16. století.[50]
- Kostel sv. Mikuláše (Nikolaikirche) – Evangelicko-luterský kostel v Triebischtalu, poprvé zmíněný v roce 1220, je nejstarší stavbou v Míšni. V letech 1923–1929 byl adaptován na kostel připomínající památku padlých za první světové války. Jeho interiér je obložen deskami z míšeňského porcelánu.
- Kaple sv. Martina (Martinskapelle) – Evangelická kaple sv. Martina v městské části Plossen je románského původu a pochází z 12. století. V roce 1437 byla kaple obnovena po svém poškození za husitských válek.
- Kaple sv. Jakuba (Jakobskapelle) – Bývalá kaple sv. Jakuba je integrována do novogotické novostavby a od roku 1888 slouží jako lóže svobodných zednářů.
- Kostel sv. Benna (St.-Benno-Kirche) – Římskokatolický kostel zasvěcený sv. Bennovi z Míšně v městské části Triebischtal je novogotickou stavbou vysvěcenou roku 1887. Po svém poškození požárem (2000) a povodní (2002) byl rekonstruován a znovu otevřen roku 2003.
- Luterský kostel (Lutherkirche) – Novogotický halový kostel v městské části Triebischtal byl v letech 1901–1909 postaven podle plánů Woldemara Kandlera. Vysvěcen byl 1904, v letech 1974–1986 byl přestaven na komunitní centrum.
- Kostel sv. Wolfganga (Wolfgangskirche) – Pozdně gotický kostel v ulici Jahnastraße byl postaven po roce 1471.
- Bývalý františkánský klášter (ehemalige Franziskanerklosterkirche) – Bývalý františkánský klášter je fragmentárně zachovaný gotický klášter, založený kolem roku 1258, na Starém městě (Heinrichsplatz 3), který dnes slouží jako městské muzeum.
- Kostel sv. Jana (Johanneskirche) – Evangelický kostel sv. Jana byl postaven v letech 1895–1898 podle návrhu Theodora Quentina. V interiéru je freska Triumf Kříže od Saschy Schneidera, vnitřní vybavení je částečně z keramiky (oltář od Saské továrny na pece, kazatelna od Továrny na pece a porcelán Ernst Teichert).
- Kostel sv. Urbana (Urbankirche) – Kostel se nachází vedle kostela sv. Jana na Starém hřbitově sv. Jana v ulici Dresdner Straße.
- Kostel sv. Trojice (Trinitatiskirche) – Původně raně gotický, vícekrát přestavěný sálový kostel v místní části Zscheila.
- Novogotická kaple (Huttenburg) (Kapelle im neugotischen Stil) – Malá novogotická kaple, původně součást komplexu budov postavených lipským advokátem Karlem Theophilem von Hüttnerem.
- Ruina Kláštera sv. Kříže (Ruine des Klosters Heilig Kreuz) – Ruina kláštera benediktýnů, který koncem 12. století založil markrabě Dětřich Míšeňský.
- Pohřební kaple (Begräbniskapelle) – Pohřební kaple v ulici Nossener Straße, vysvěcena roku 1875.

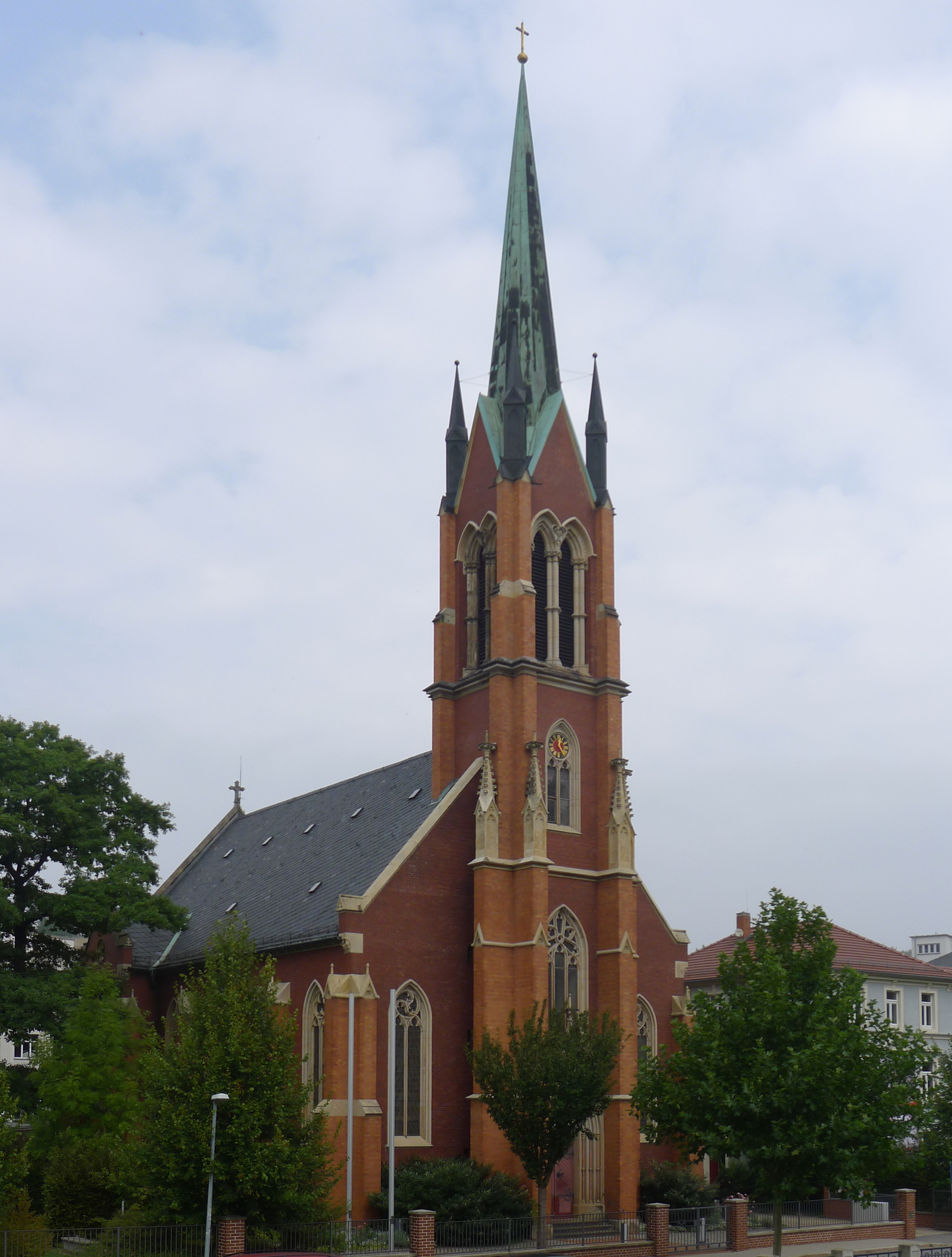
Katolický kostel sv. Benna
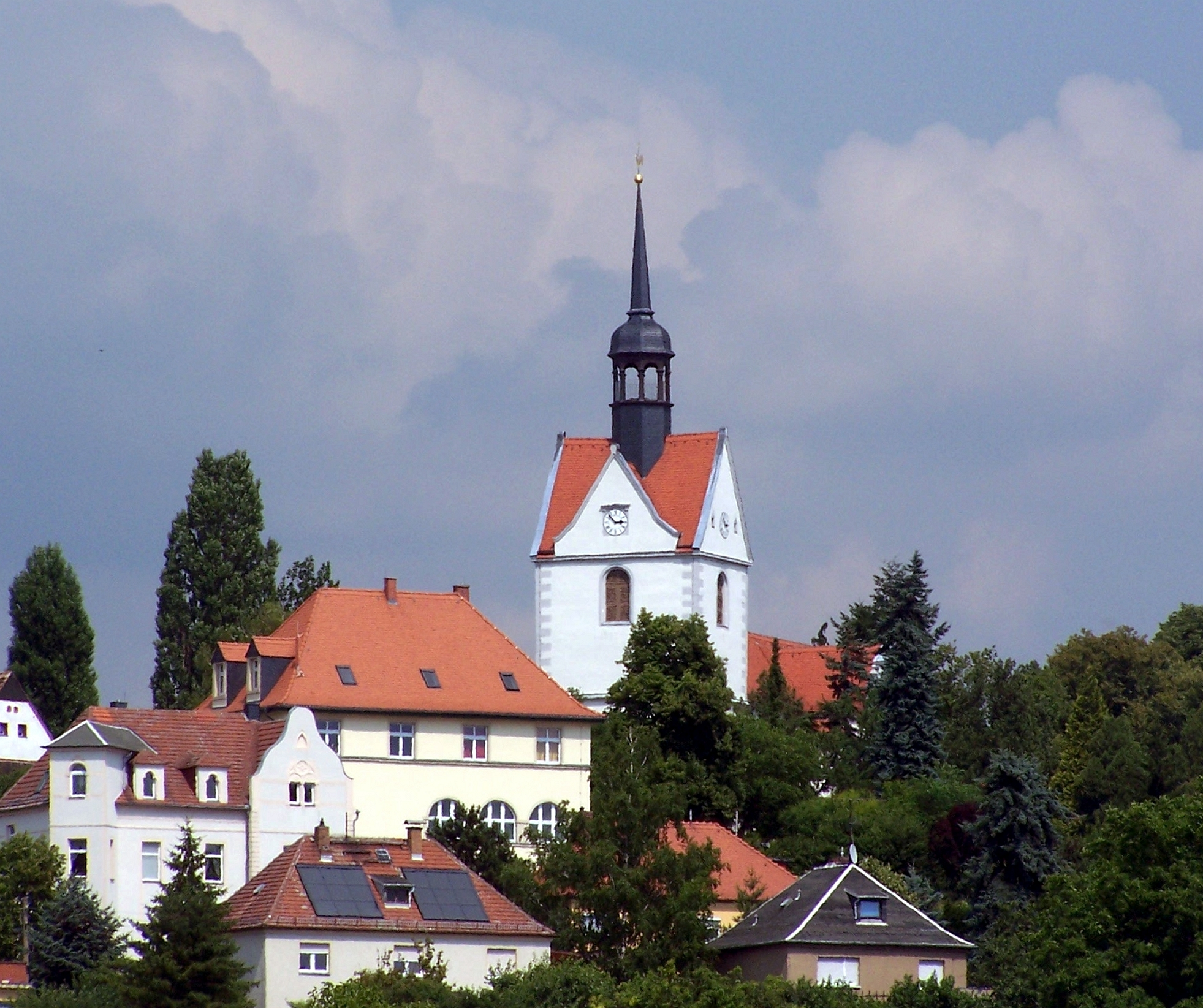
Kostel sv. Trojice
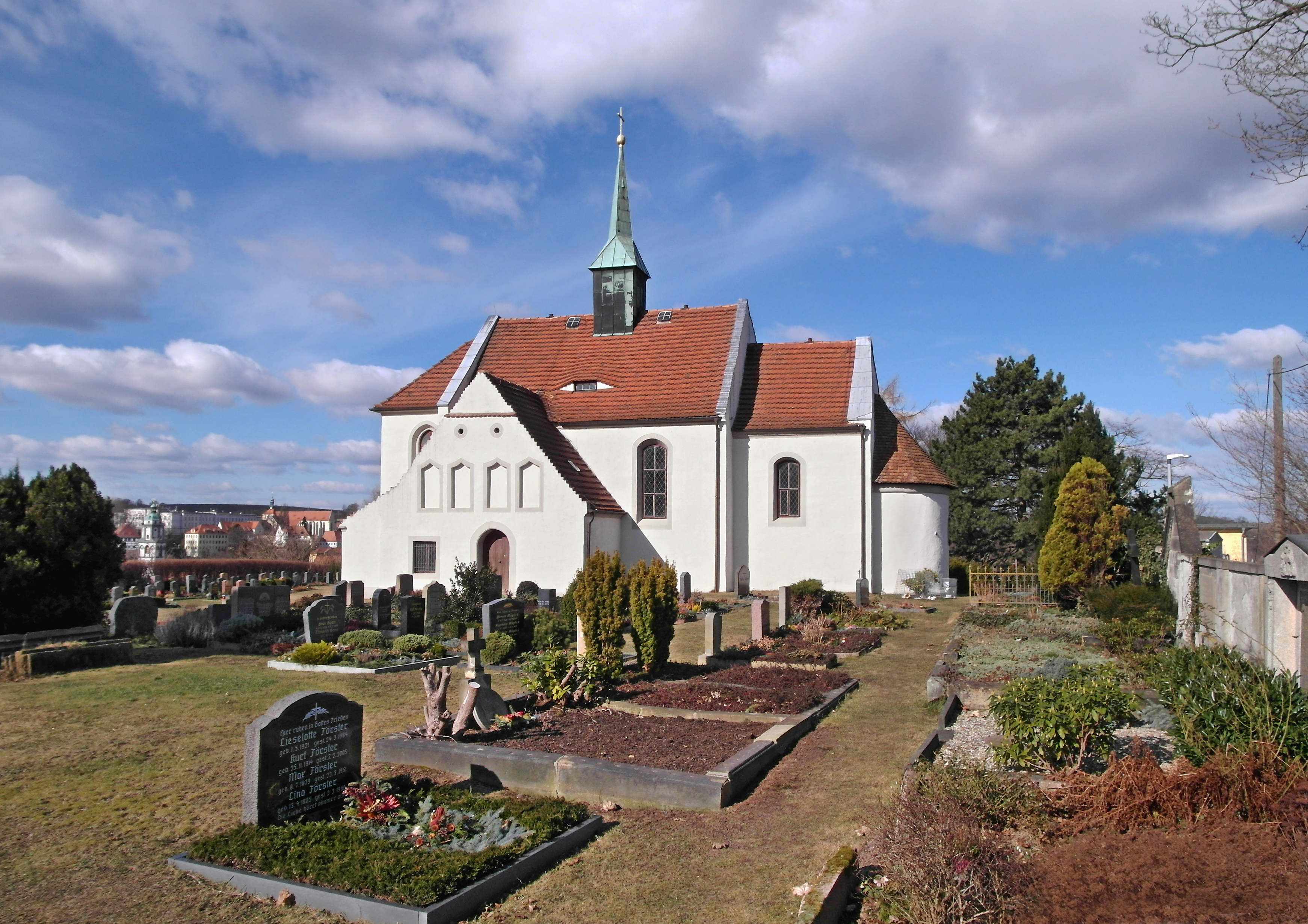
Kaple sv. Martina
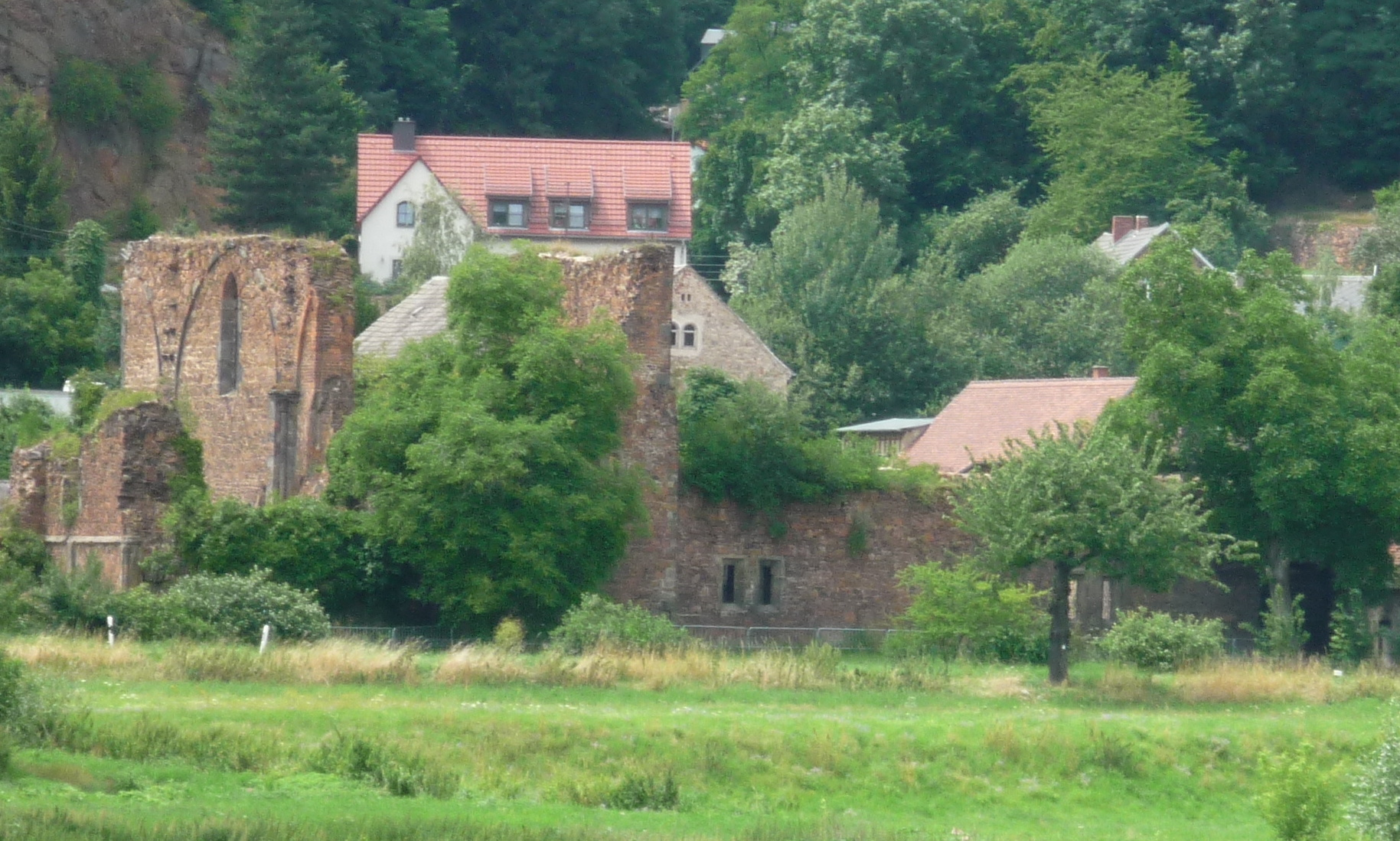
Ruina kláštera sv. Kříže
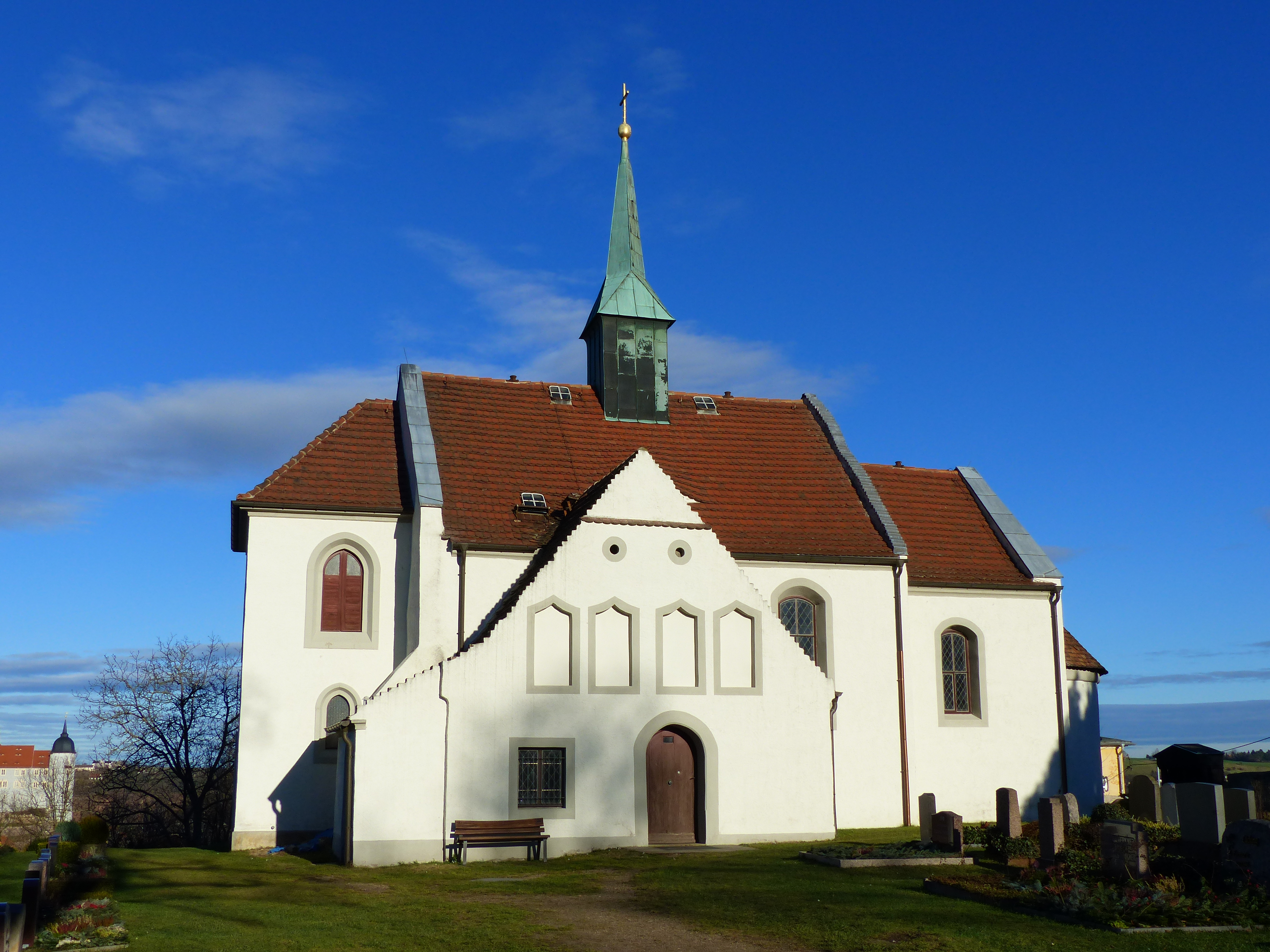
Kaple sv. Martina
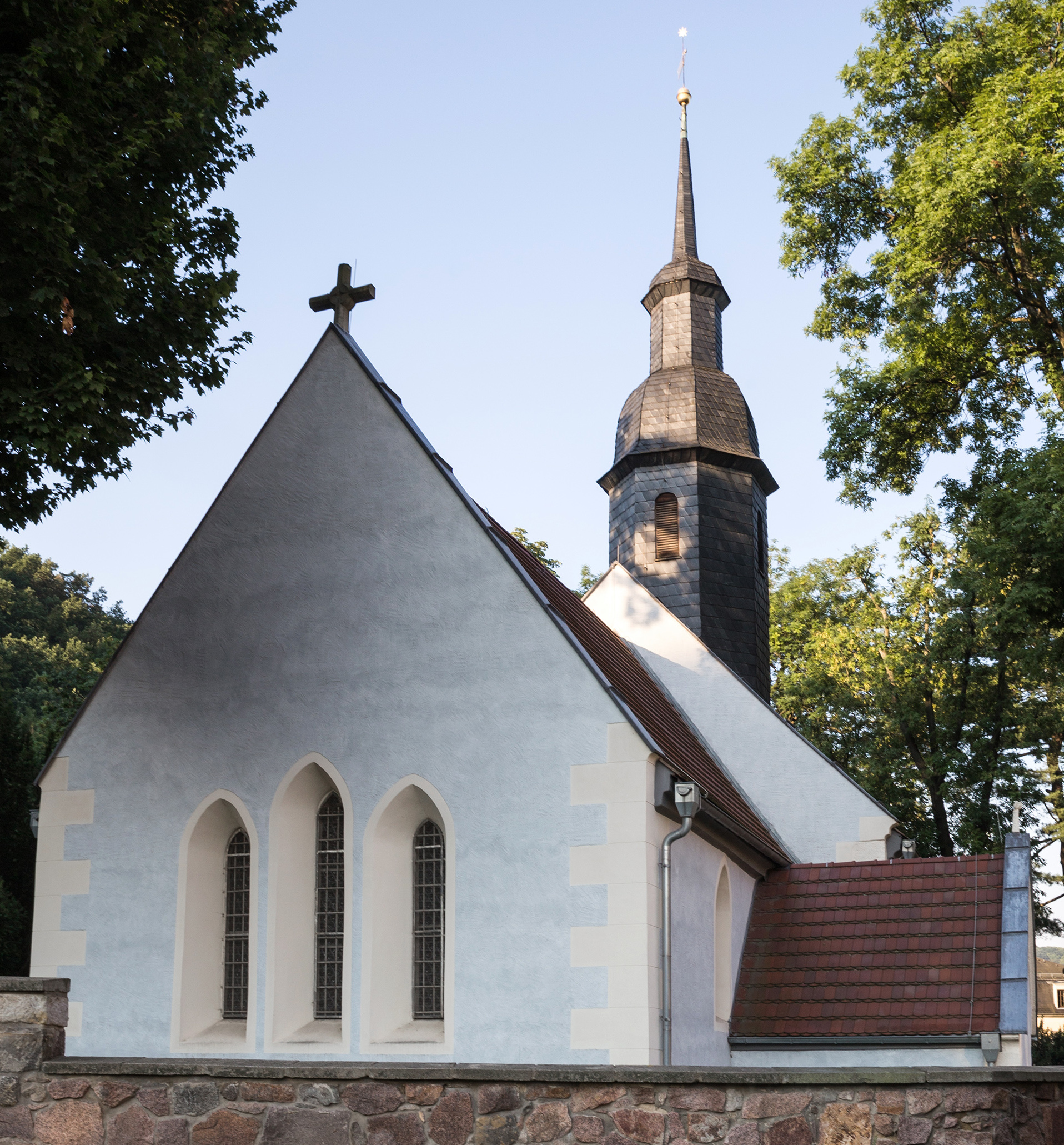
Kostel sv. Mikuláše
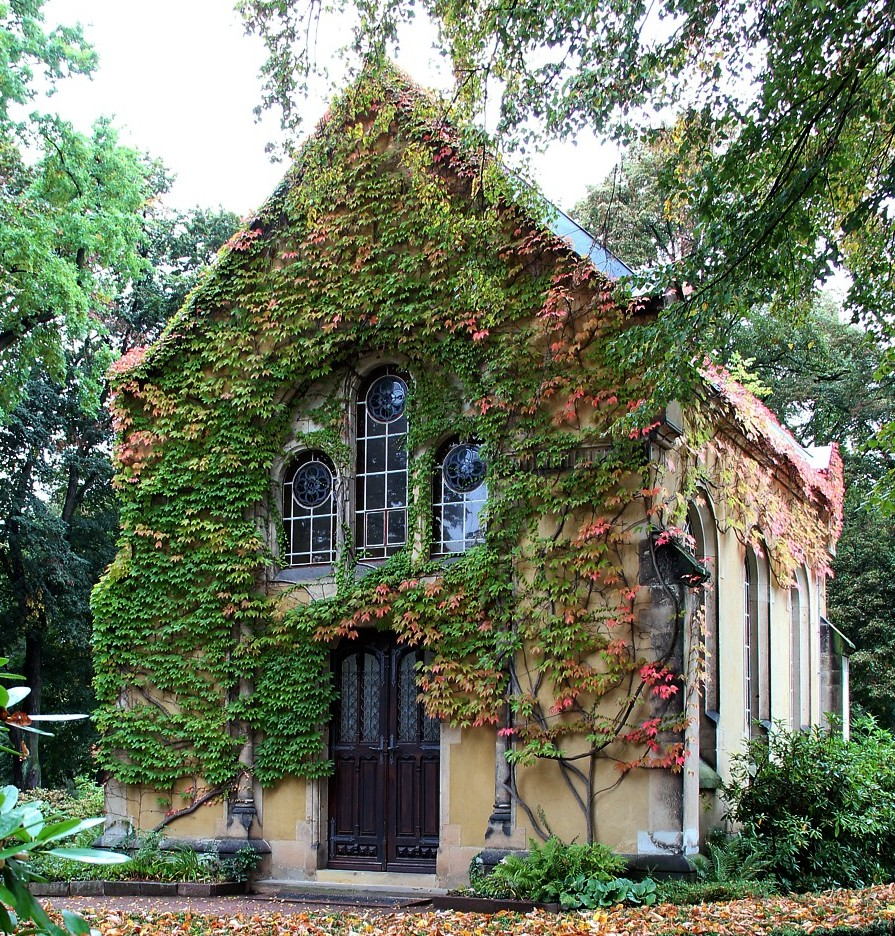
Pohřební kaple na Novém hřbitově
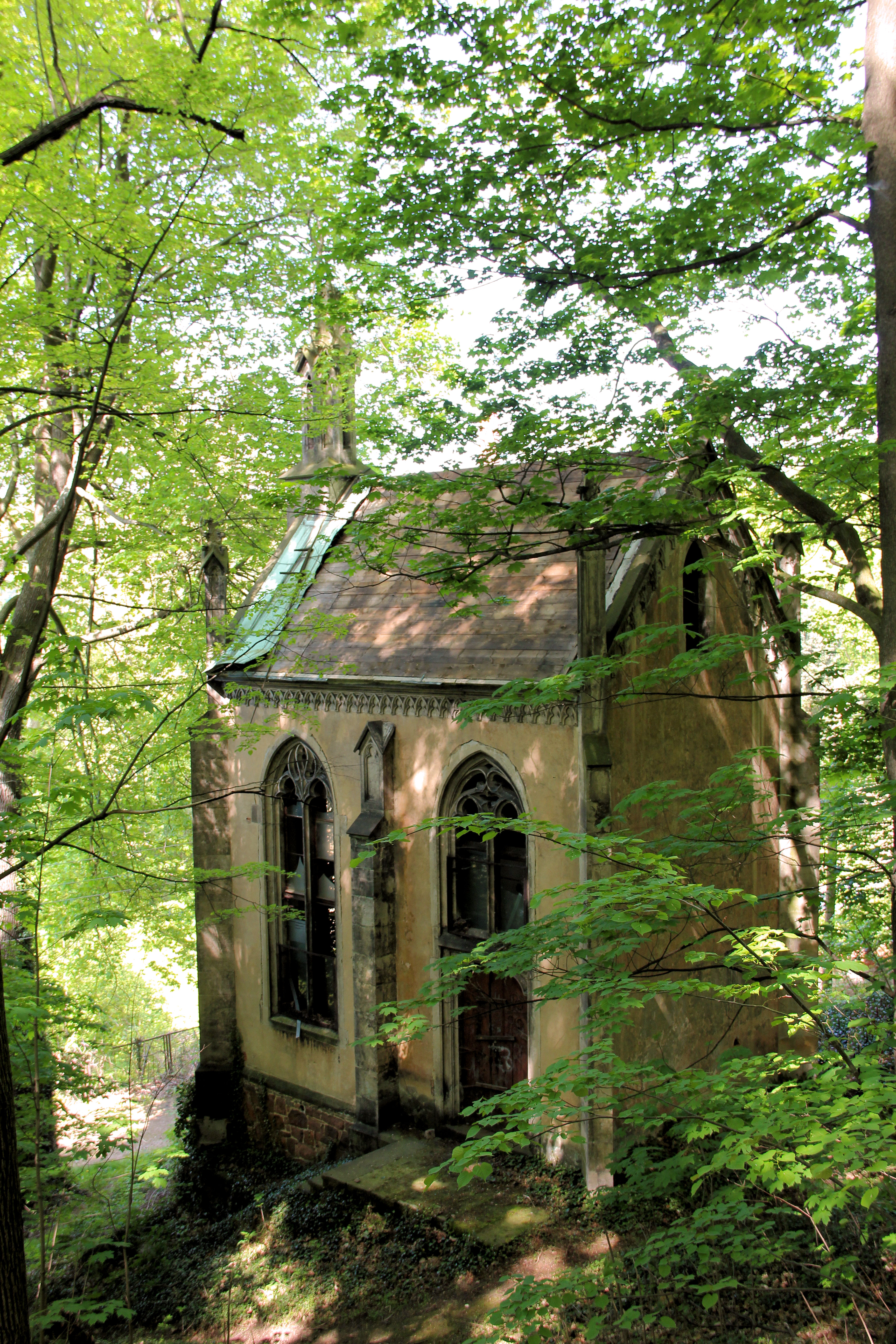
Novogotická kaple (Huttenburg)

### Profánní stavby

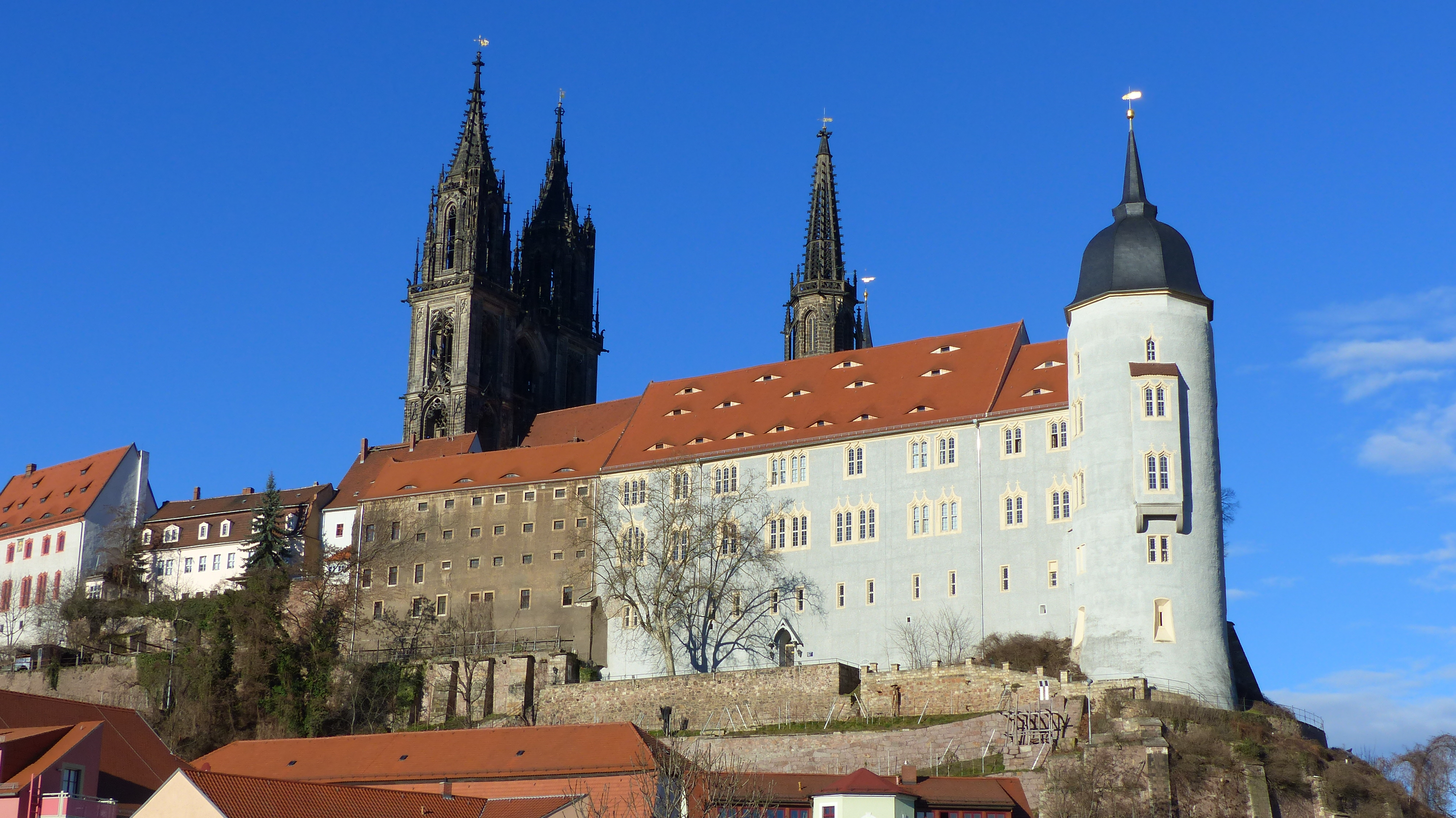
Pohled na hradní vrch s Biskupským zámkem (vpravo)

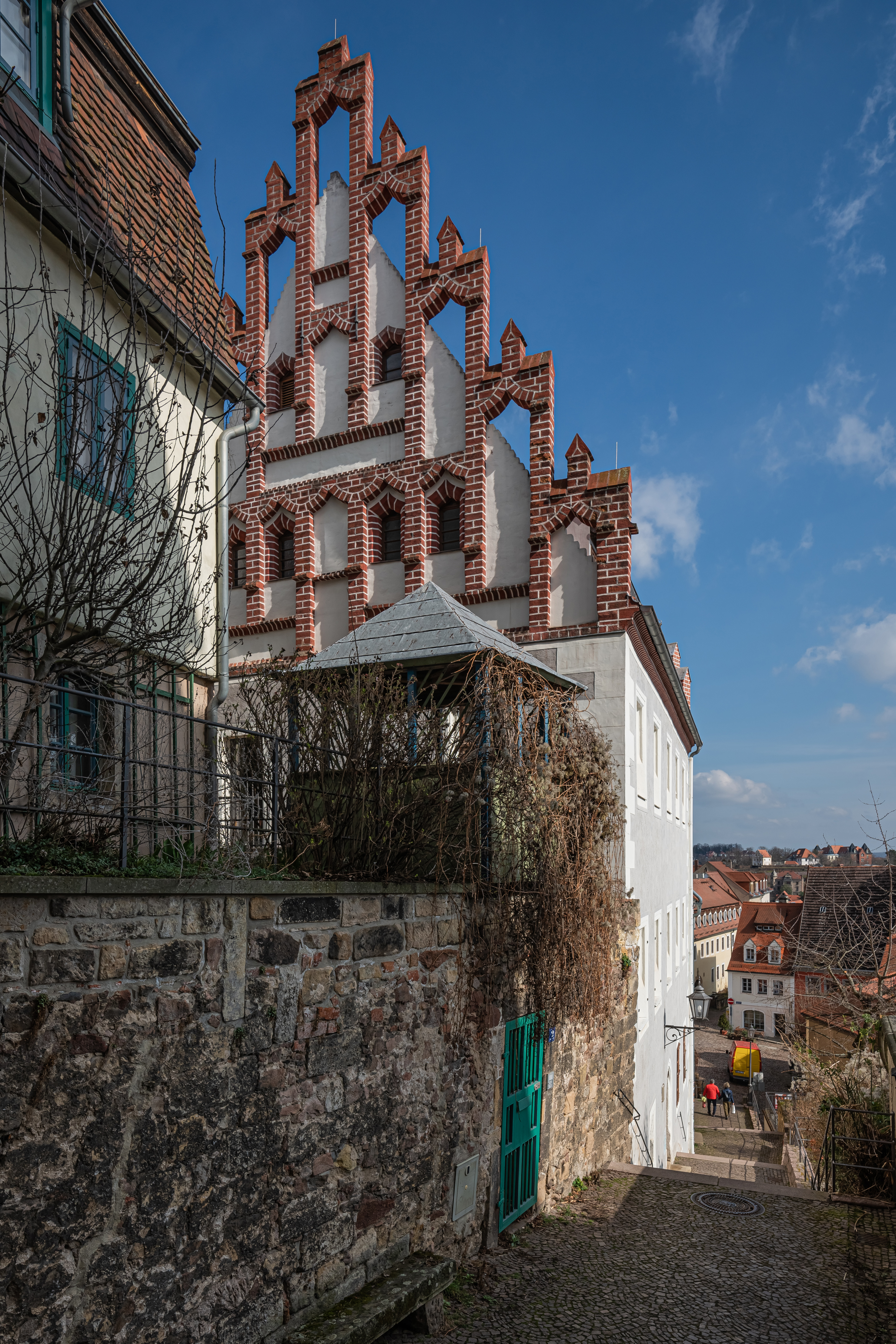
Prelátův dům (Rote Stufen 3)

- Albrechtsburg – Název podle stavebníka Albrechta III. Saského se uvádí od roku 1676. Albrechtsburg vznikl jako vladařský zámek na místě starého markrabského hradu, nicméně jako wettinská rezidence sloužil jen krátce, neboť brzy po jeho dostavění převzaly úlohu rezidenčního města Drážďany. Stavba byla započata v roce 1471 a prováděl ji Arnold von Westfalen, dokončena byla asi kolem roku 1485 za vévody Jiřího Bradatého. Kolem roku 1525 byly prováděny ještě některé doplňkové práce, např. reliéfy Wendelsteinu a klenutí tzv. Erbovního sálu. V letech 1710–1864 zde byla umístěna porcelánová manufaktura. V první polovině 19. století došlo k obnově a historizující výmalbě síní v zámku. Pro vývoj německé architektury měl Albrechtsburg zásadní význam, protože se tu poprvé uskutečnila přeměna hradu v zámek. S tradiční představou hradu souvisí pouze jeho poloha na hradním ostrohu. Celá budova je postavena podle jednotného plánu. Zajímavostí je točité schodiště v samostatném přístavku s vysokou jehlancovitou střechou (tzv. Grosser Wendelstein – Velká závitnice). Střecha je zdobena vysunutými vikýři s trojúhelníkovými štíty. V interiéru lze vidět zdařilé renesanční reliéfy Christopha Walthera, ve druhém poschodí jsou bohaté sklípkové klenby, jejichž autorem je pravděpodobně Jakob Heilmann von Schweinfurt. Působení sálů v prvním a druhém patře je silně zkresleno historizující výmalbou s romantickými výjevy z dějin Míšně a Saska.[51]
- Biskupský zámek (Bischofsschloss Meißen) – Bývalý zámek míšeňského biskupa tvoří společně s dómem a Albrechtsburkem dominantu města. Rezidence biskupa se od 10. století nacházela na jižním rohu hradního vrchu. Oválná rohová věž je datována do vrcholného středověku. Stavba pozdně gotické budovy byla zahájena za biskupa Johanna V. von Weißenbacha (1476–1487), dokončena byla až za biskupa Johanna VII. Šlejnice (1518–1537). Od roku 1837 je zámek užíván jako sídlo soudu. Poté bylo dostavěno východní křídlo podle odpovídající novogotické formy na základě plánů G. G. Krügera. V roce 1912 provedl ještě jednu přestavbu Volkmar Ihle. V letech 1995, 1999 a 2002 byl objekt renovován.
- Radnice (Rathaus) – Pozdně gotická radnice byla postavena v letech 1472–1480 pod vlivem Arnolda von Westfalen. V letech 1726 a 1865 proběhly přestavby, v roce 1910 obnova fasády Alexanderem Horathem s cílem dosáhnout původního stavu, přičemž byl přidán balkon. Po roce 1995 byla provedena další rozsáhlá oprava konstrukce včetně zastřešení, která byla přerušena kvůli povodni Labe v roce 2002 a dokončena až v roce 2010.
- Prelátův dům (Prälatenhaus) – Jeden z nejstarších domů v Míšni nechal letech 1509–1510 postavit papežský legát a biskupský notář Nikolaus Heynemann staroměstském na pozemku Rotestufe 3. Pozdně gotická třípodlažní budova je založena přímo na skále a má bohatě zdobený stupňovitý cihlový štít.
- Kapitulní proboštství (Dompropstei Meißen) – Pozdně gotická budova proboštství na hradním vrchu (Domplatz 7) je od nepaměti využívána Knížecím biskupstvím Evangelicko-luterské zemské církve. S touto budovou sousedí další třípodlažní domy, které tvoří jižní stranu náměstí Domplatz. Proboštství bylo postaveno v roce 1497 pod vedením probošta Melchiora von Meckau. Fasáda byla renovována podle zjištění Huga Hartunga v roce 1909 a následně v roce 1993. Dům se skládá ze tří křídel, která jsou seskupena kolem přibližně obdélníkového nádvoří. Fasáda směřující k náměstí je dvoupatrová s klenutými záclonovými okny.
- Kapitulní panský dvůr (Domherrenhof) – Budova na hradním vrchu, jejíž jádro pochází z 15. století, další části byly přistavěny v 19. století a v první polovině 20. století.
- Freiheit – (také: Afrafreiheit) je ulice, která vede zhruba na jih od hradního mostu před hradní bránou na nádvoří dómu. Kromě bývalého kláštera sv. Afry je na této ulici řada dalších historicky významných kurií a svobodných dvorů šlechty a chrámového panstva.
- Pivovar (Brauhaus Meißen) – Míšeňský pivovar je renesanční budova v ulici An der Frauenkirche 3. Bahrmannský pivovar byl postaven na gotických základových zdech v roce 1570. První písemná zmínka o místě či budově pochází z roku 1460. Pivovar se proslavil díky předkům současného majitele, který v budově vařil pivo až do konce 19. století.
- Zámek Siebeneichen (Schloss Siebeneichen) – Zámek se nachází na jižním svahu Labe ve čtvrti Siebeneichen. Stavba byla poprvé zmíněna v roce 1220. Název získala ve 12. století podle sedmi dubů. V letech 1553–1555 zde postavil kurfiřtský rada a dvorní maršál Ernst von Miltitz třípodlažní renesanční palác se dvěma nárožními věžemi, který se do značné míry zachoval. V roce 1591 nechal jeho syn Nickel von Miltitz založit obezděnou renesanční zahradu s vodotryskem.
- Nádraží (Bahnhof Meißen) – Stanice, otevřená v roce 1860, se nachází ve čtvrti Cölln. Budova, postavená v roce 1928 podle plánů Wilhelma Kreise, je památkově chráněna a spolu s hlavním vlakovým nádražím ve Stuttgartu je architektonicky významnou dopravní strukturou z meziválečného období. Poté, co byl v 60. letech přerušen dálkový provoz, má dnes pouze regionální význam jako stanice drážďanské městské železnice S-Bahn.
- Soukenická brána (Tuchmachertor) – Renesanční Soukenická brána, postavená v roce 1614. Originál zbořen na počátku 20. století. Na místě je replika z let 1954/56.
- Poštovní milník (Postmeilensäule) – Replika původního milníku z roku 1722.

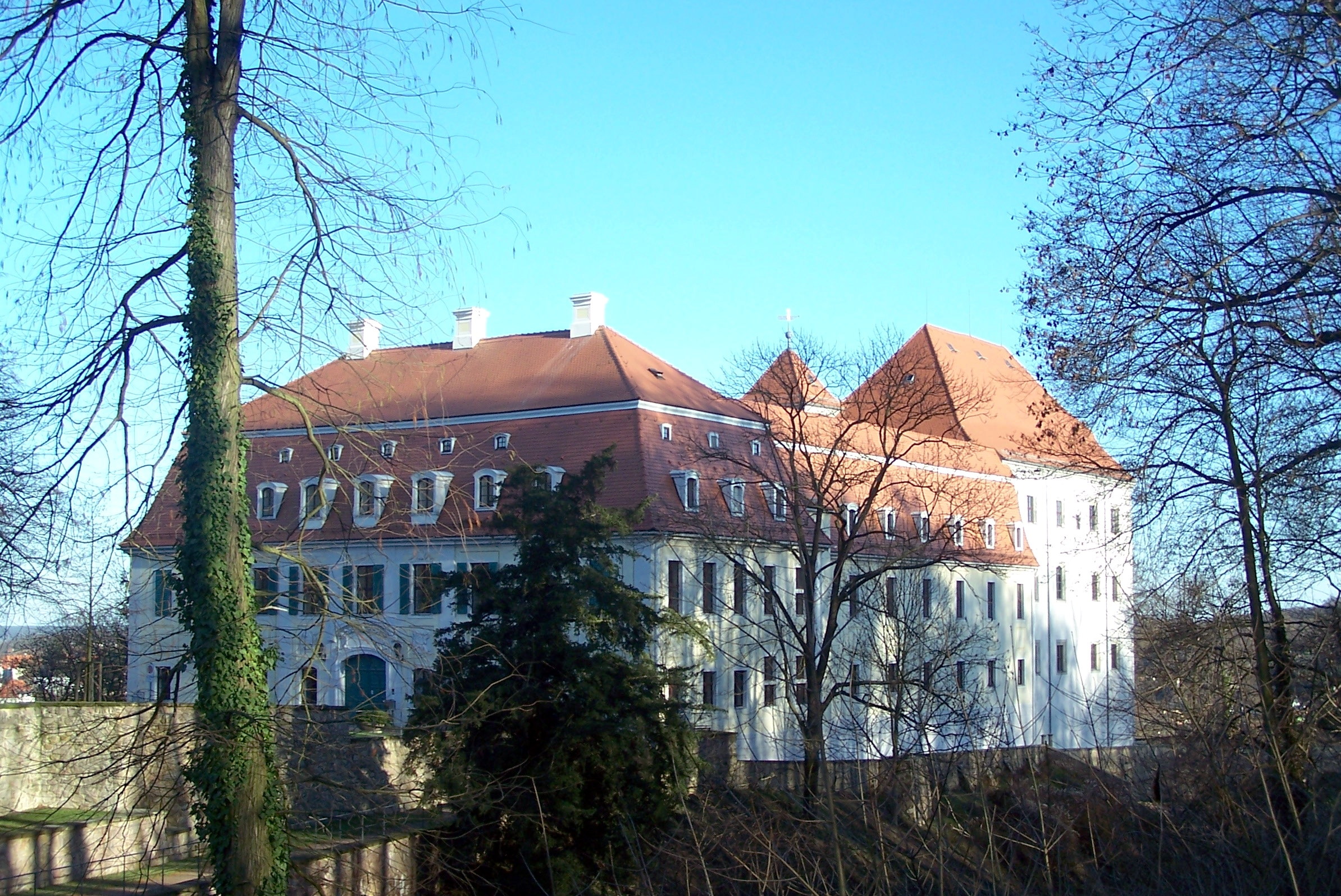
Zámek Siebeneichen
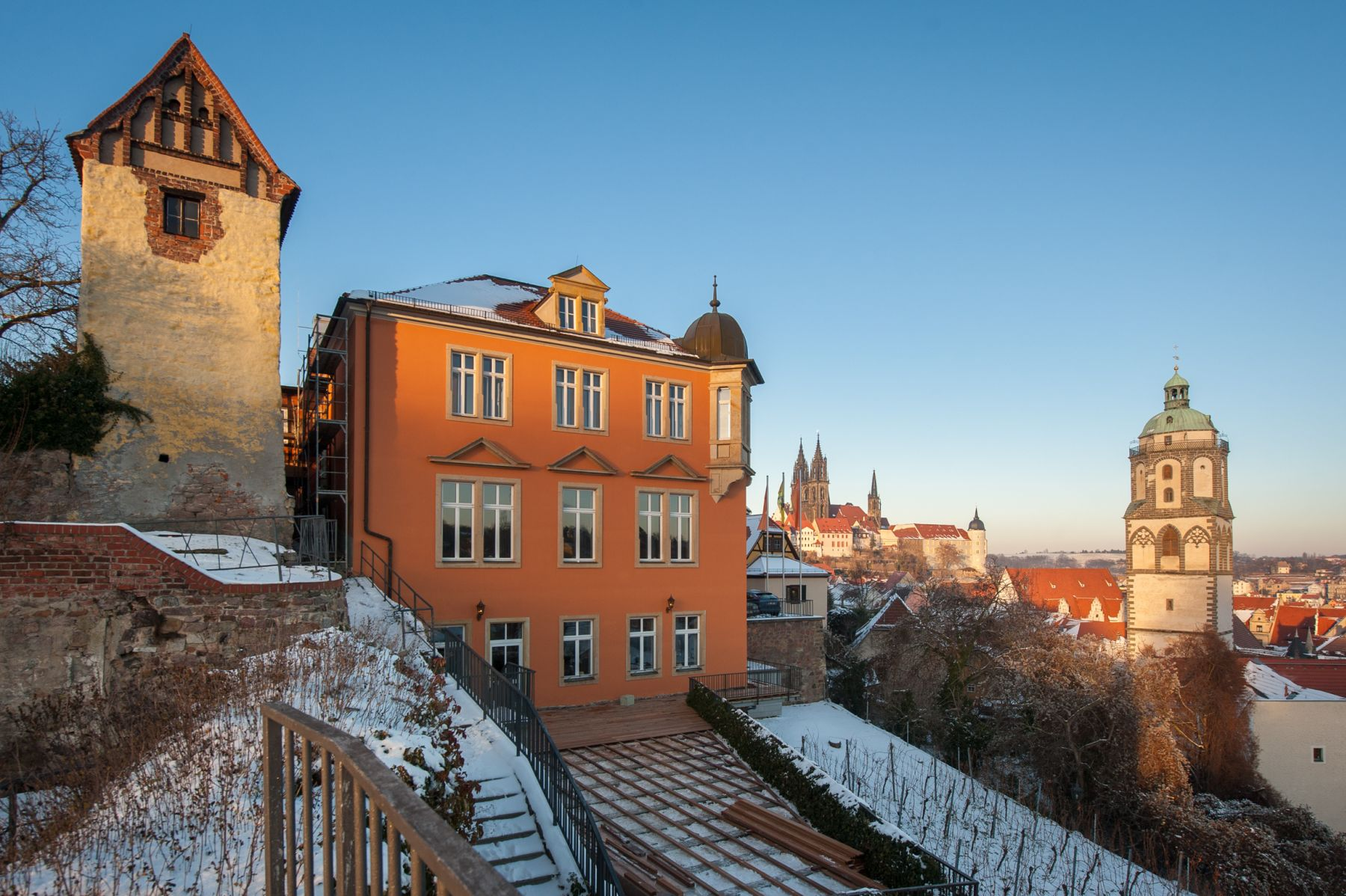
Kapitulní panský dvůr
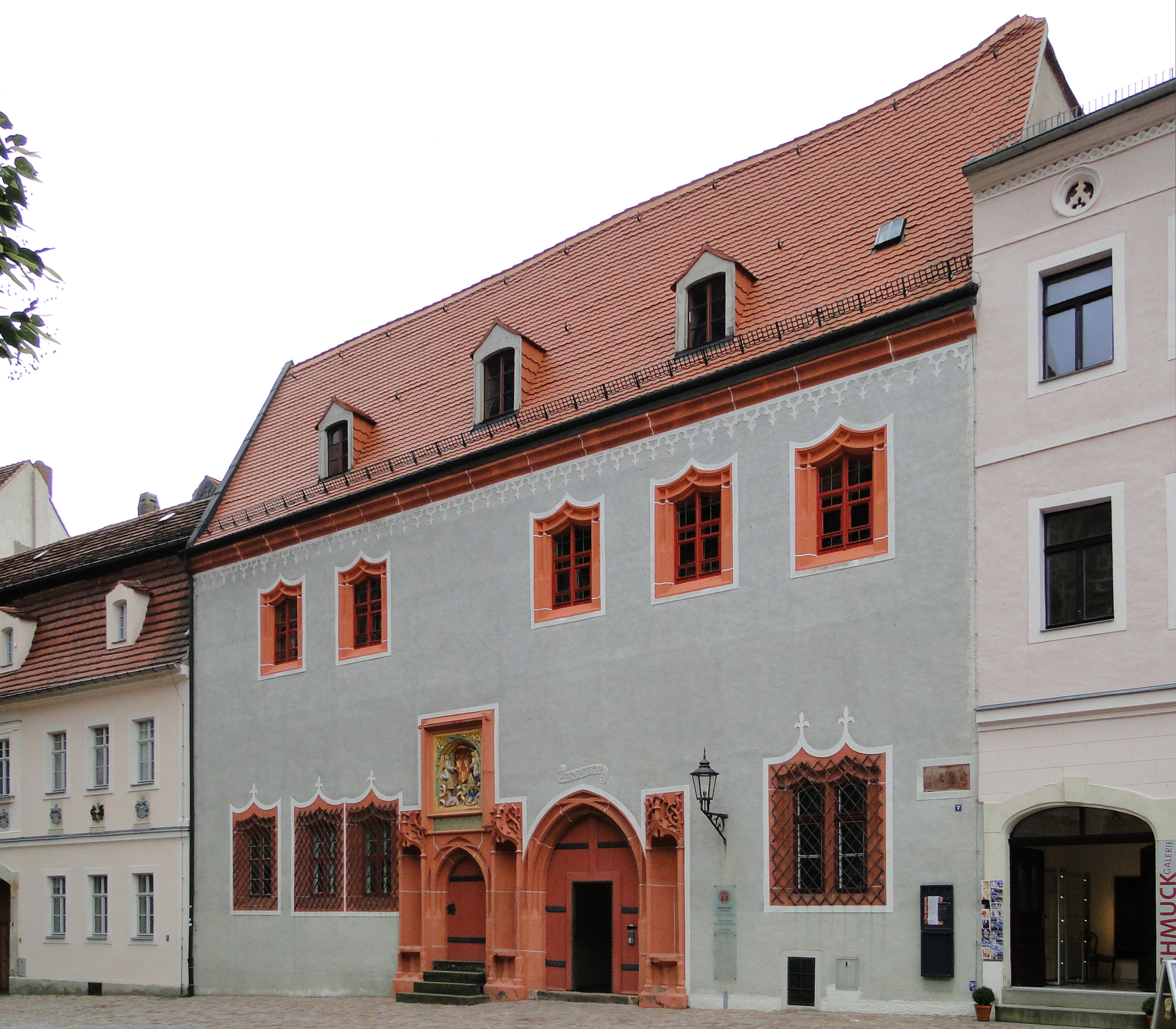
Kapitulní proboštství
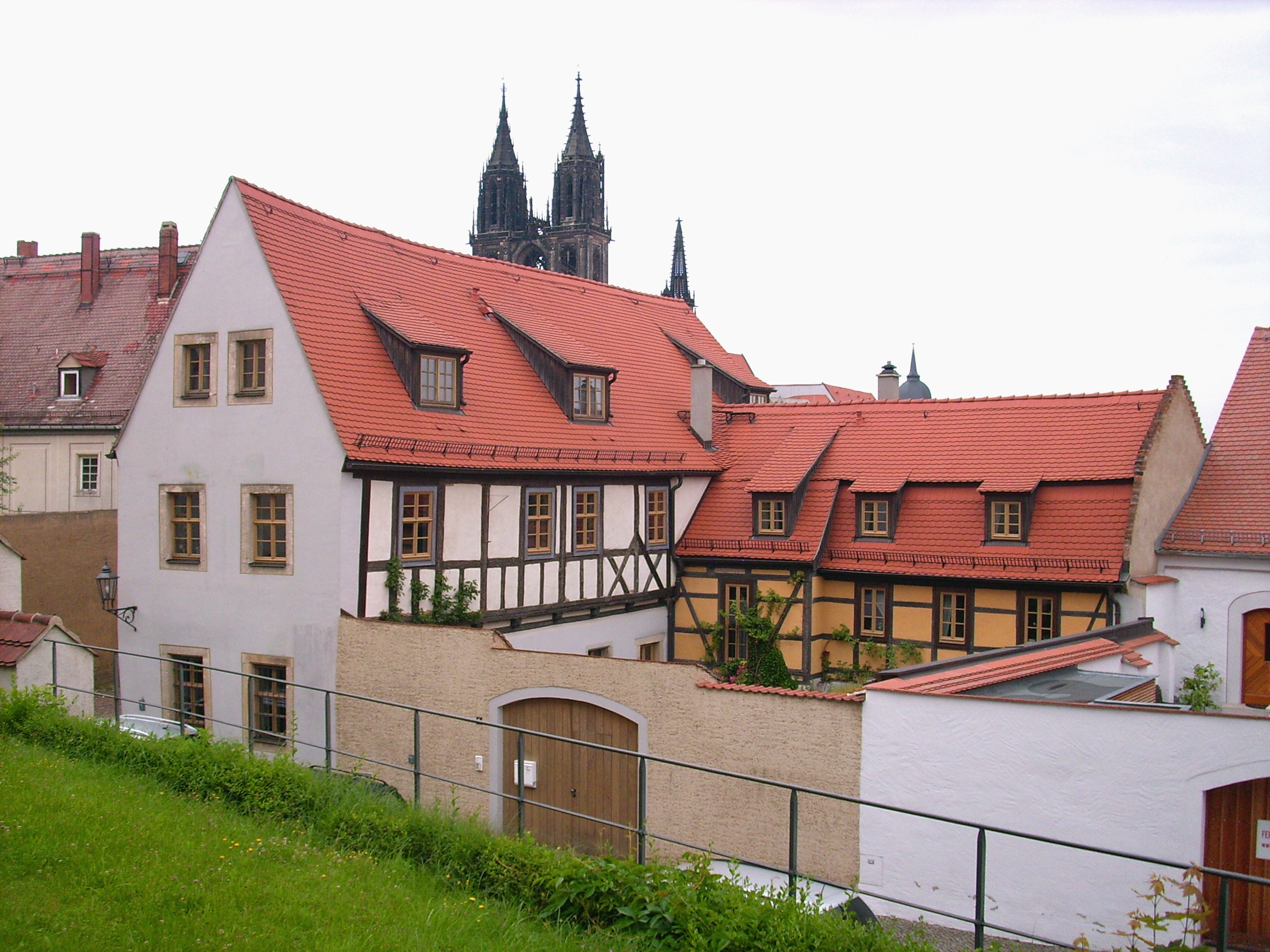
Freiheit
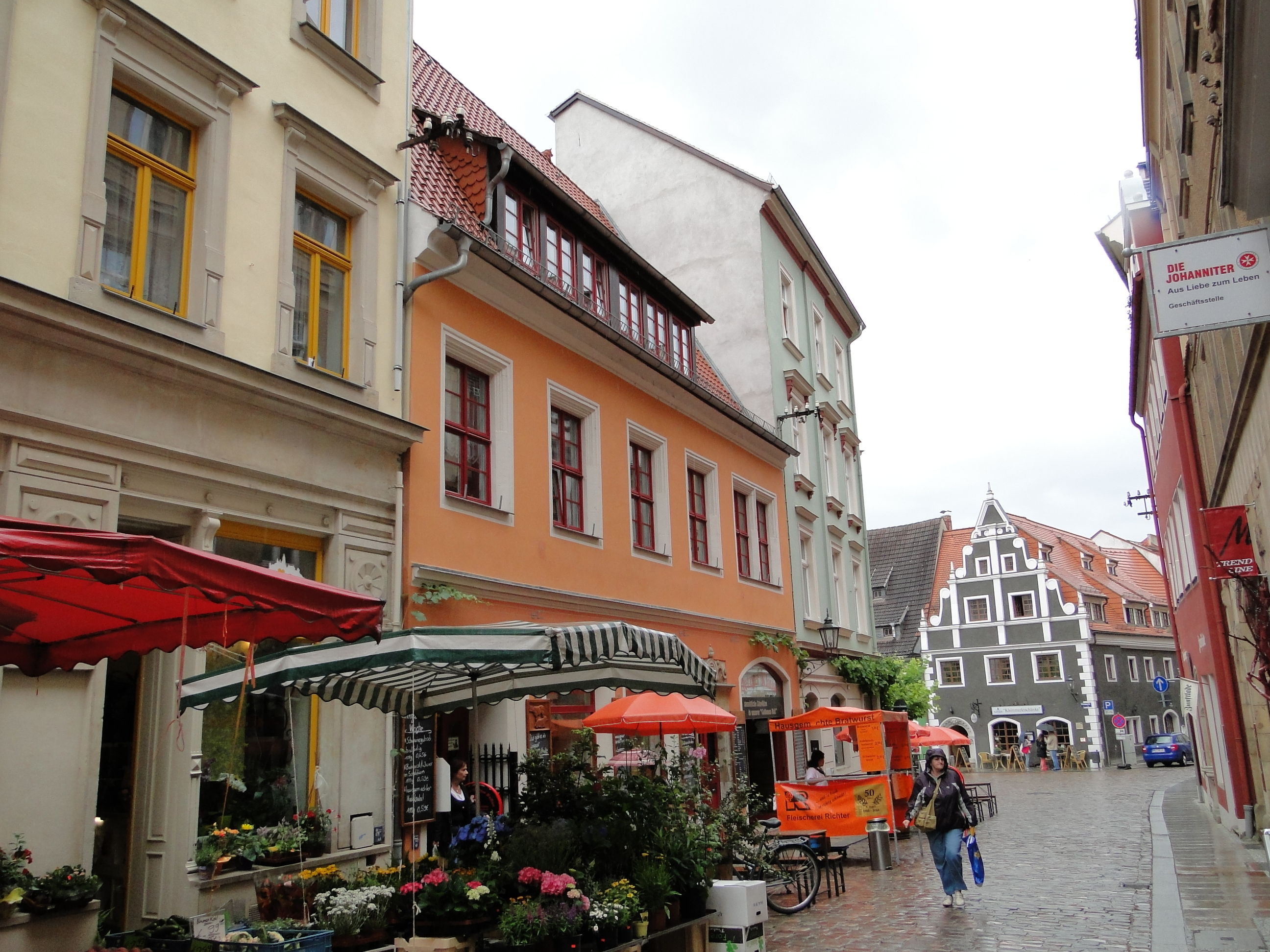
Marktgasse
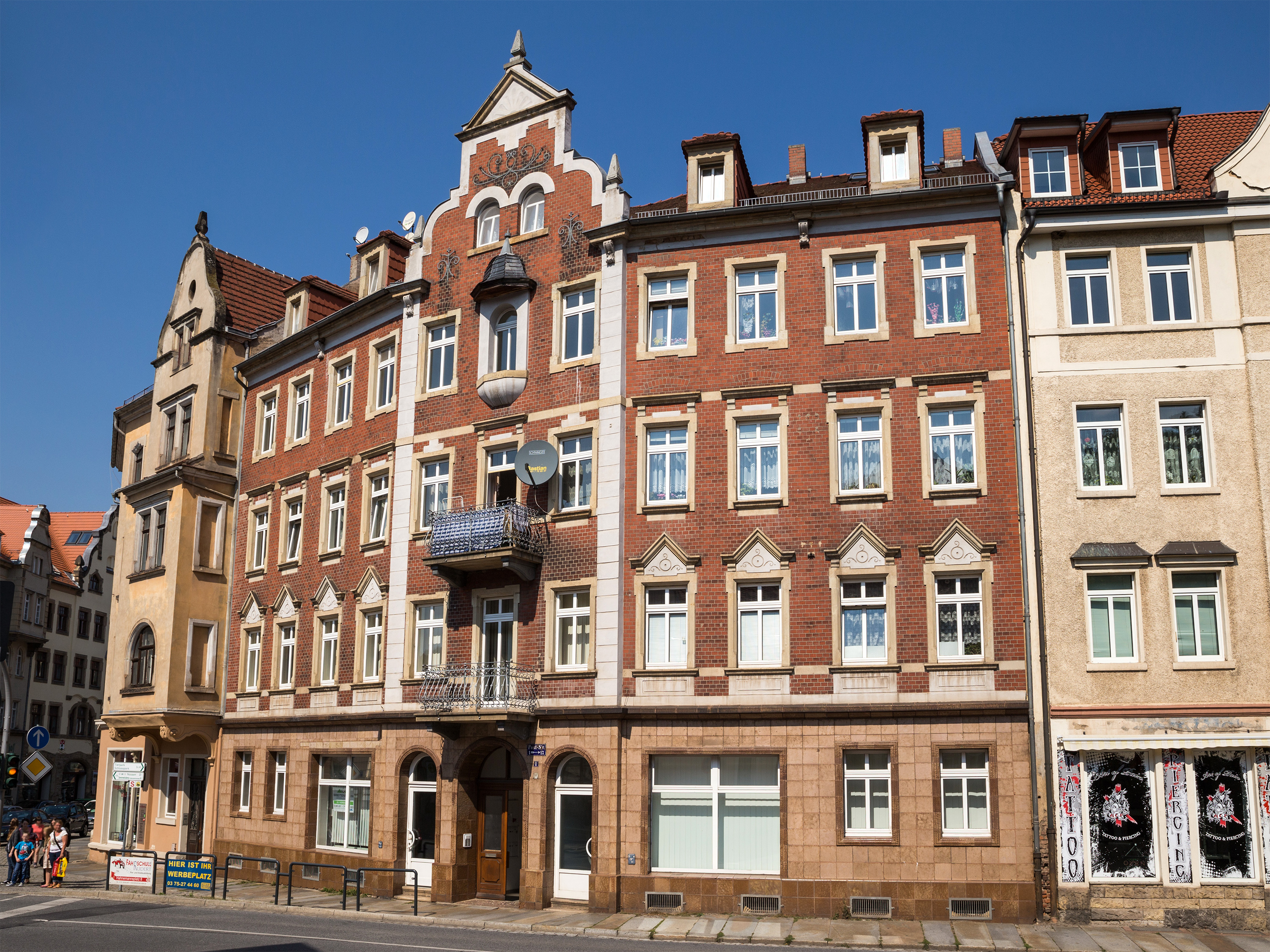
Poststraße
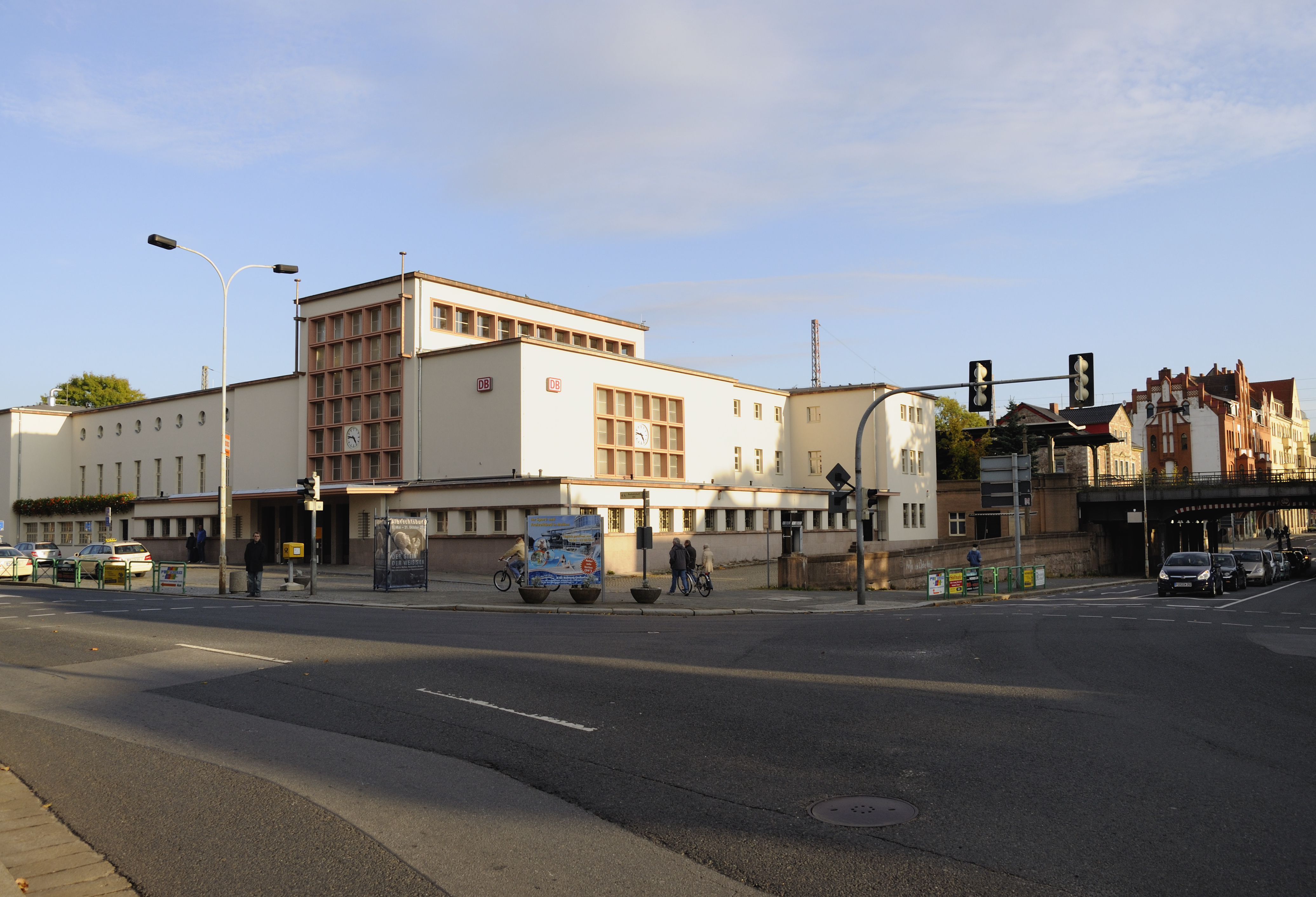
Nádraží Míšeň

### Další památky
- Písmenový kámen (Buchstabenstein): Tento někdejší svorník ze čtvrti Freiheit obsahuje při troše fantazie všechna písmena abecedy.
- Mozaiky na Hradní bráně: Obě mozaiky jsou z roku 1890 a zobrazují vlevo sv. Jiří a vpravo Jana Evangelistu. Návrhy pocházejí od architekta Wilhelma Waltera, autora Knížecího průvodu Wettinů z Drážďan.
- Porcelánový obraz na tělocvičně gymnázia Franziskaneum: Na fasádě tělocvičny v ulici Kändlerstraße se od roku 1907 nachází třídílný obraz z porcelánových desek, na němž je zobrazena skupina chlapců při sportovním zápase. Desky jsou připevněny asi ve výšce 7 metrů. Nápadná je příbuznost s Knížecím průvodem v Drážďanech. Ačkoliv autor návrhu není znám, patrně se jedná o dílo Wilhelma Waltera.
- Kändlerova kašna: Nachází se v blízkosti Staroměstského mostu v Kändlerově parku. Kašna vznikla podle návrhu Ludwiga Zepnera a je zakončena porcelánovou plastikou kasuára. Tento kasuár byl vytvořen podle Kändlerova modelu. V roce 1990 byla plastika ukradena, nový kasuár je na kašně od roku 2015.
- Jindřichova kašna: Kopie středověké kašny z roku 1862 s plastikou Jindřicha I. Ptáčníka se nachází na náměstí Heinrichsplatz před městským muzeem.
- Keramický nástěnný obraz „Svatba v Káně“ se nachází v městské části Triebischtal u domu v ulici Hirschbergstraße 7. Byl vytvořen Ludwigem Zepnerem a Karlheinzem Schäferem pro hospic katolické farnosti sv. Benna. Při povodni byl dům těžce poškozen a od té doby je prázdný. Zachování nástěnné malby je ohroženo, protože samotný obraz je na fasádě silně poškozené budovy. Umělec Karlheinz Schäfer, farnost sv. Benna a další milovníci keramického umění se zavázali k zachování nástěnné malby.
- Keramický nástěnný obraz „Plán města Míšně z porcelánu“ od Olafa Fiebera na zdi domu v ulici Görnische Gasse 35 pochází z roku 2018. Nejedná se však o porcelán z míšeňské manufaktury.
- Pozůstatky bývalého panského venkovského sídla Huttenburg v městské části Triebischtal. Komplex budov byl původně postaven lipským advokátem Karlem Theophilem von Hüttnerem kolem roku 1857 v podobě zámku s věží, panským domem a kaplí v novogotickém slohu. Mezitím pozůstatky zámku, včetně kaple, chátraly. Na jižní fasádě spodní konstrukce věže je dodnes socha Ulricha von Hutten. Vytvořil ji lipský sochař Hermann Knaur.

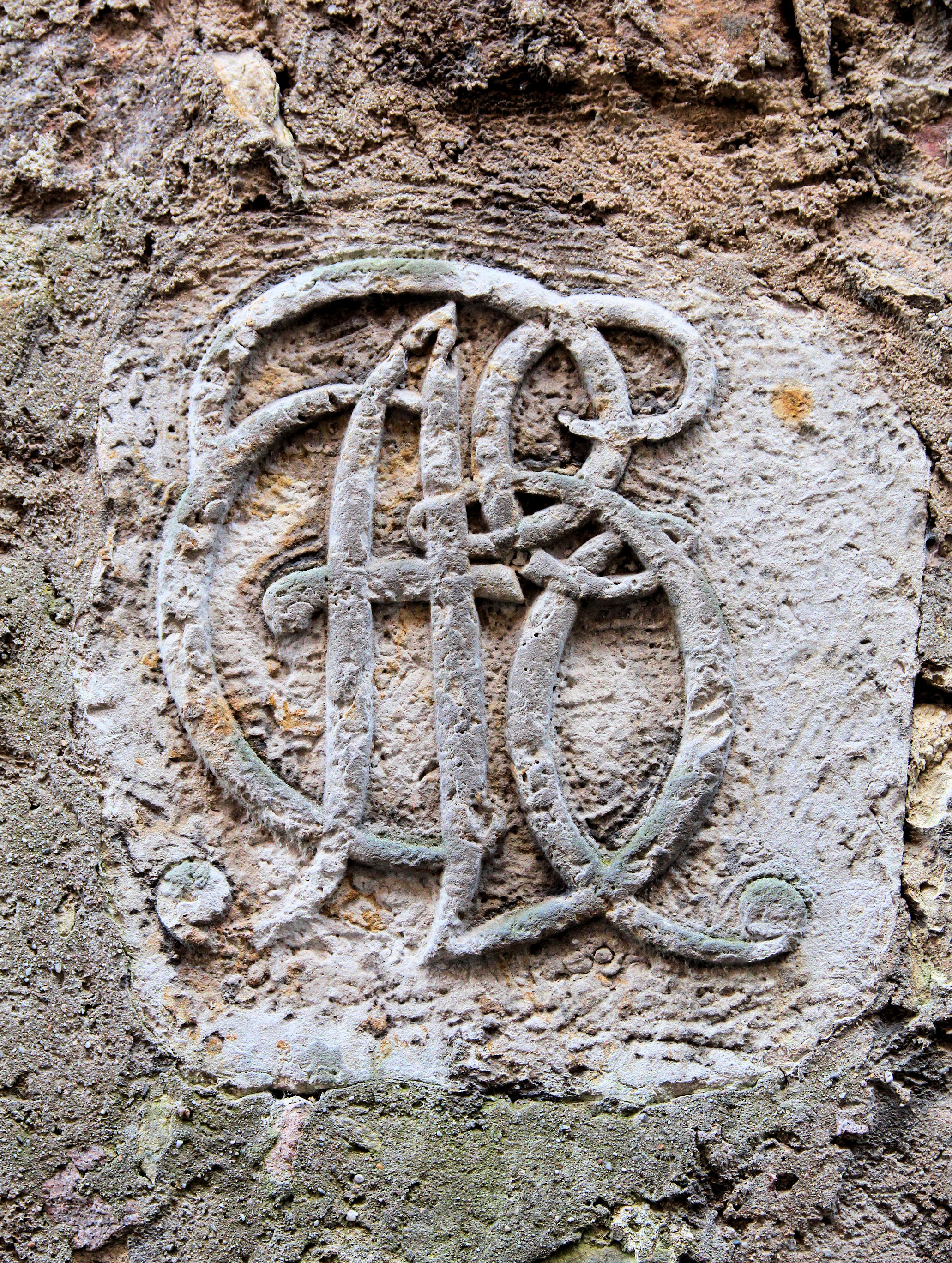
Písmenový kámen
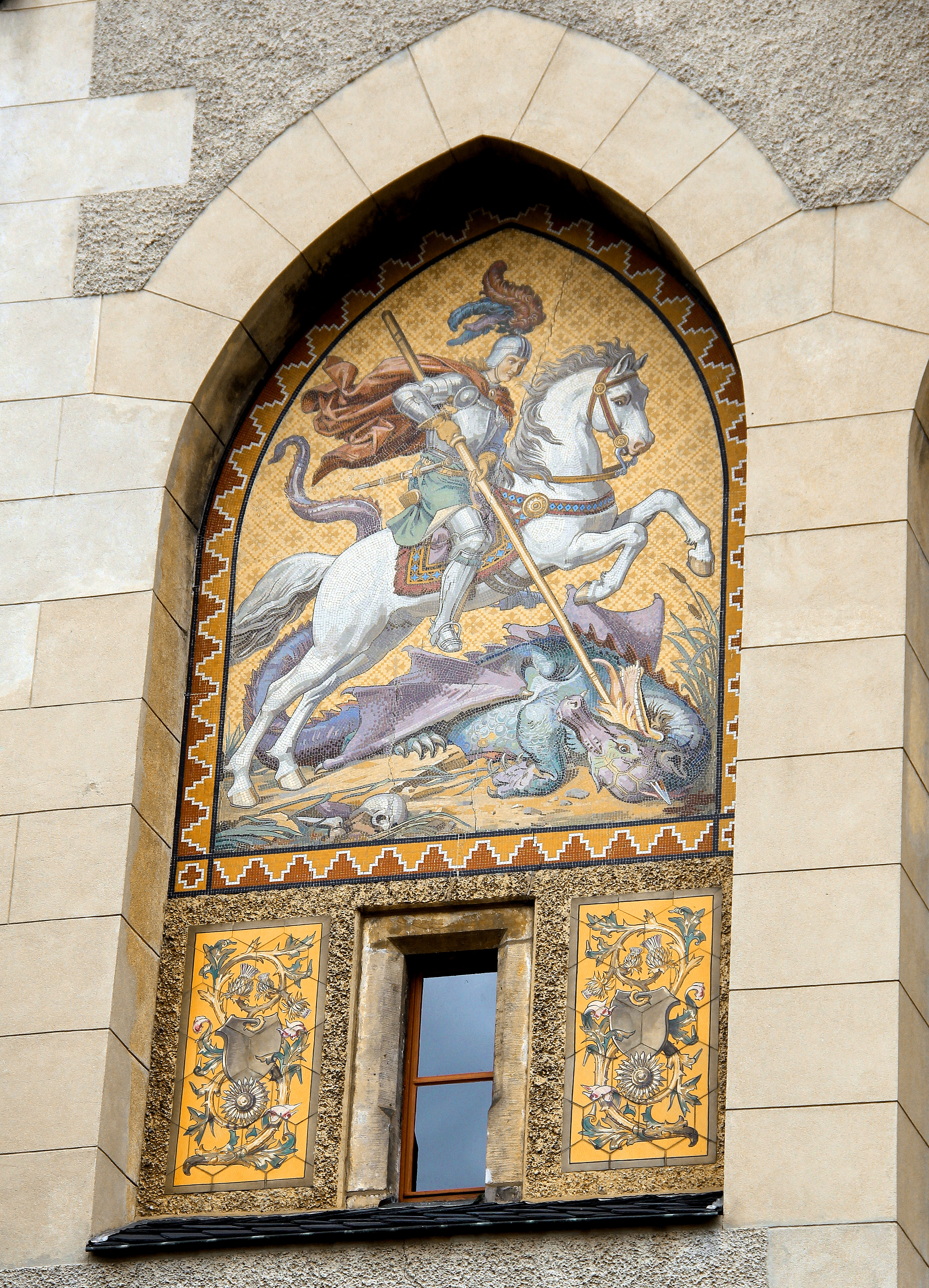
Mozaiky na Hradní bráně
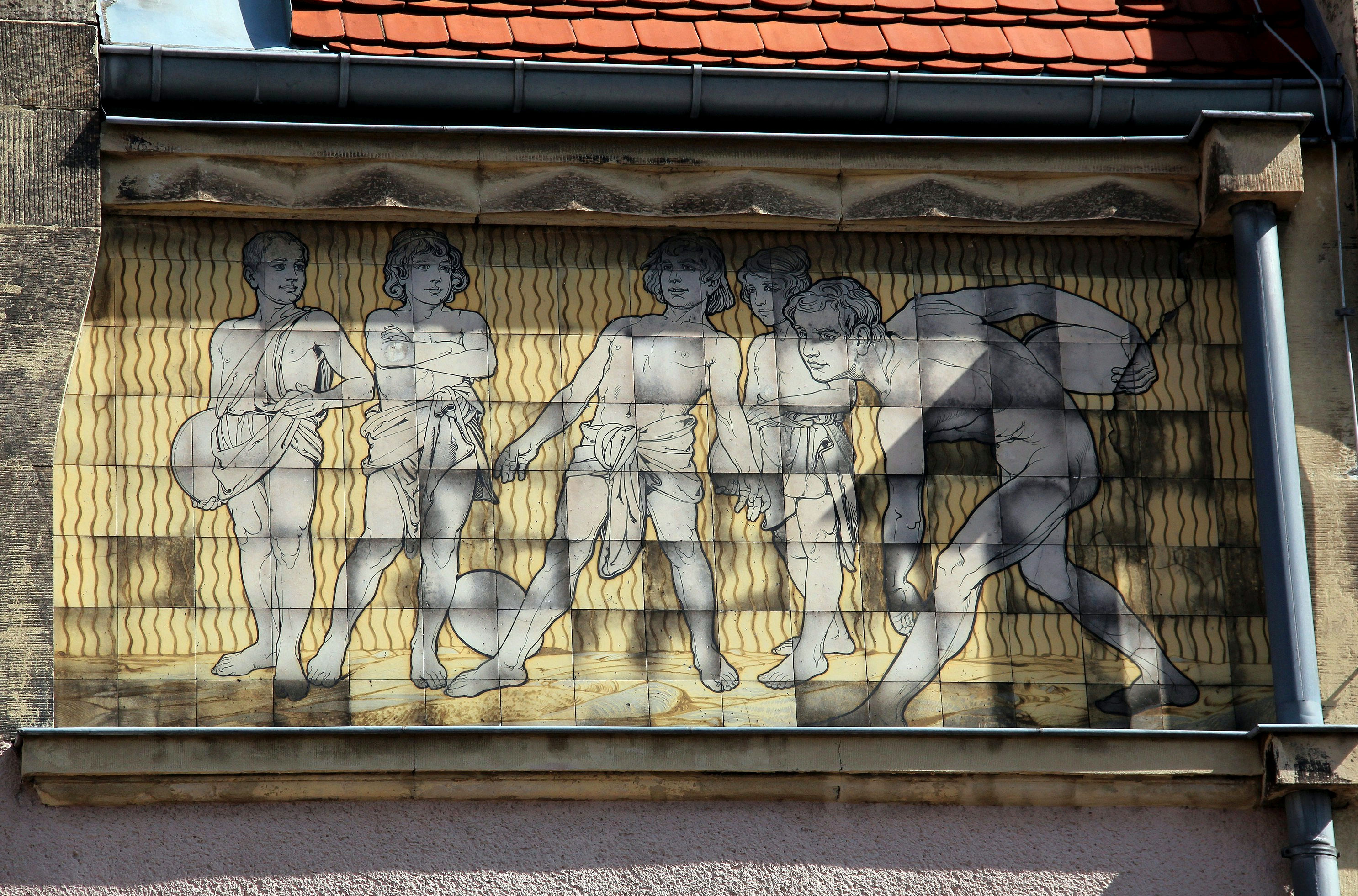
Porcelánový obraz na tělocvičně Franziskanea
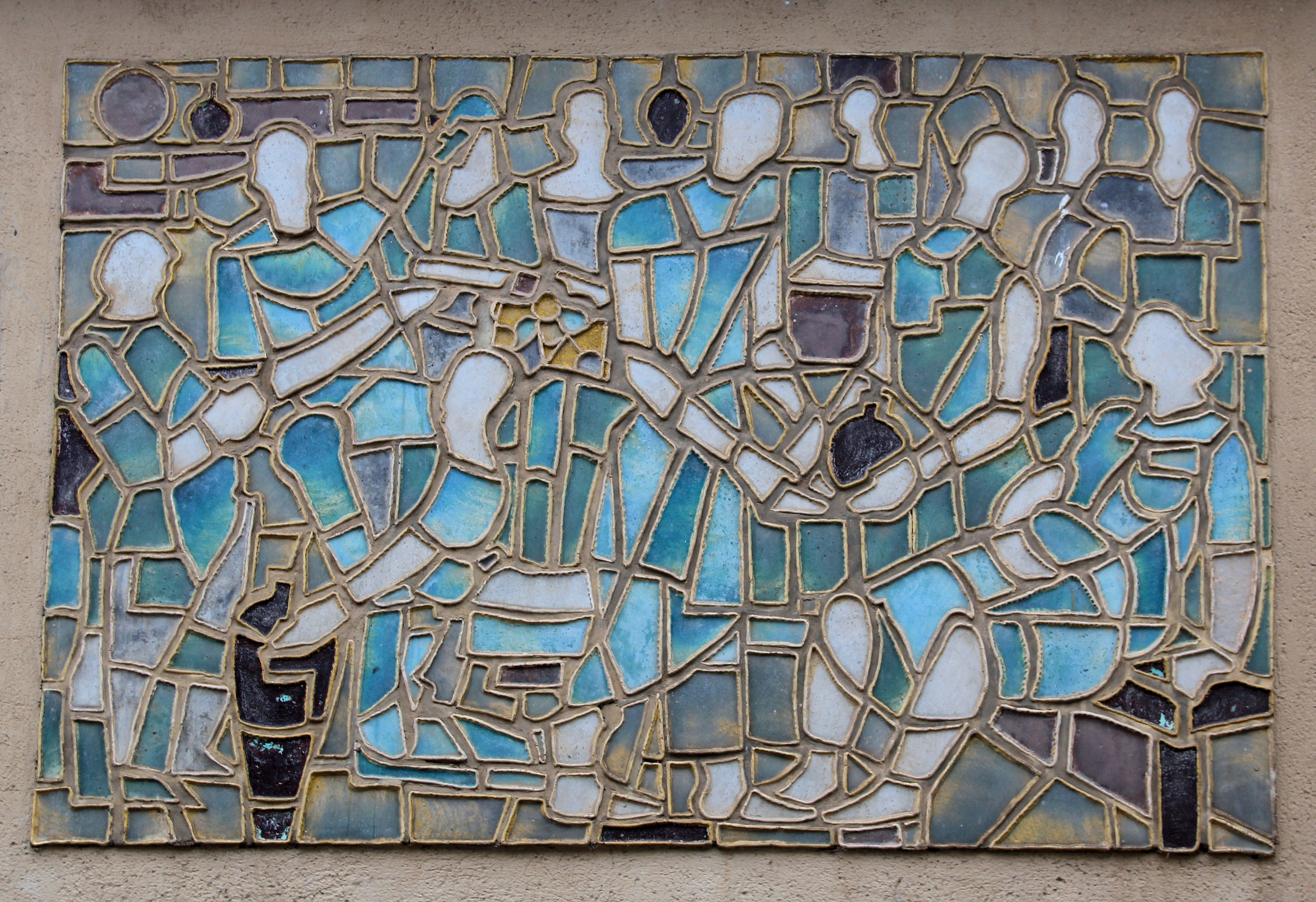
Keramický nástěnný obraz „Svatba v Káně“
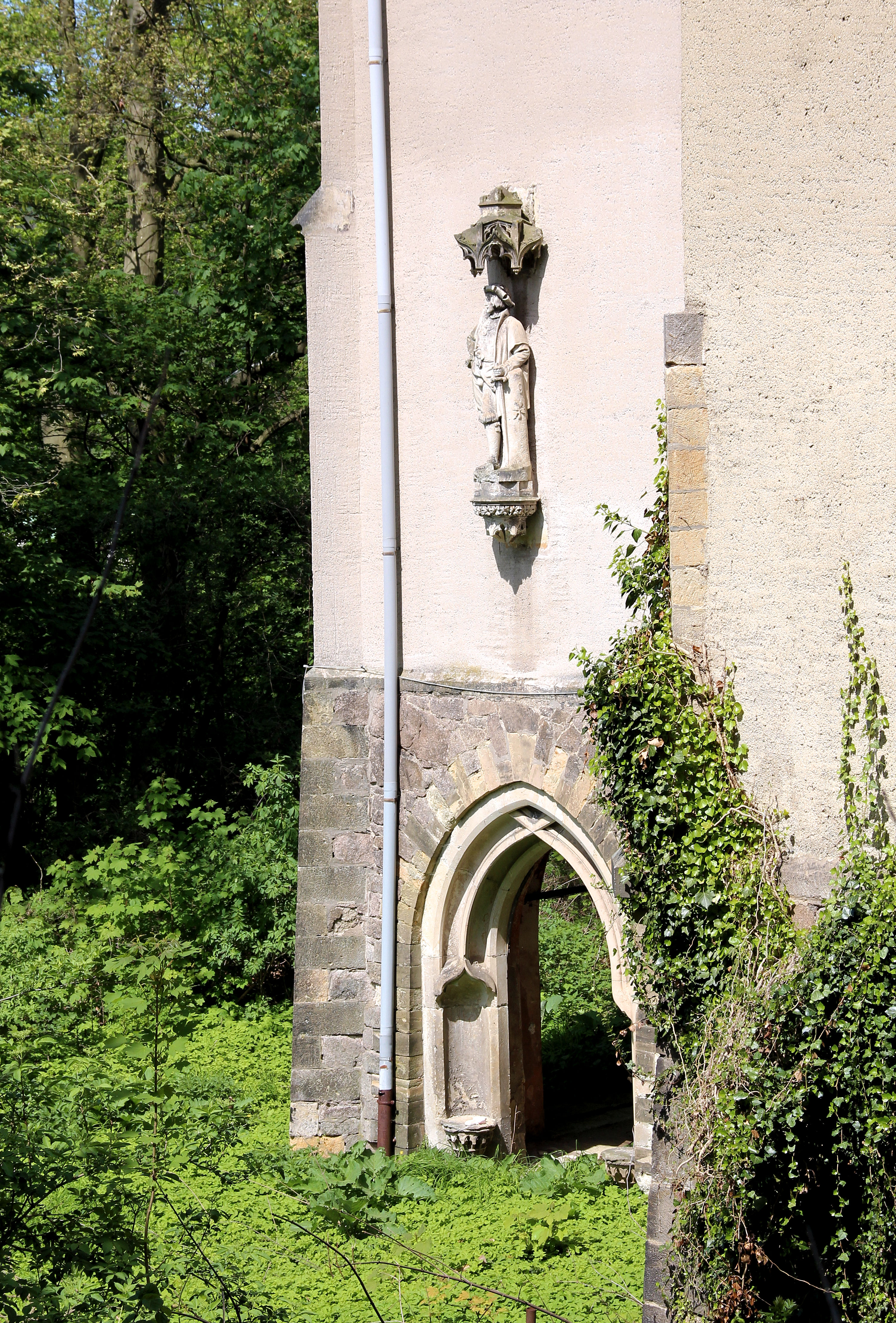
Novogotický portál bývalého sídla Huttenburg
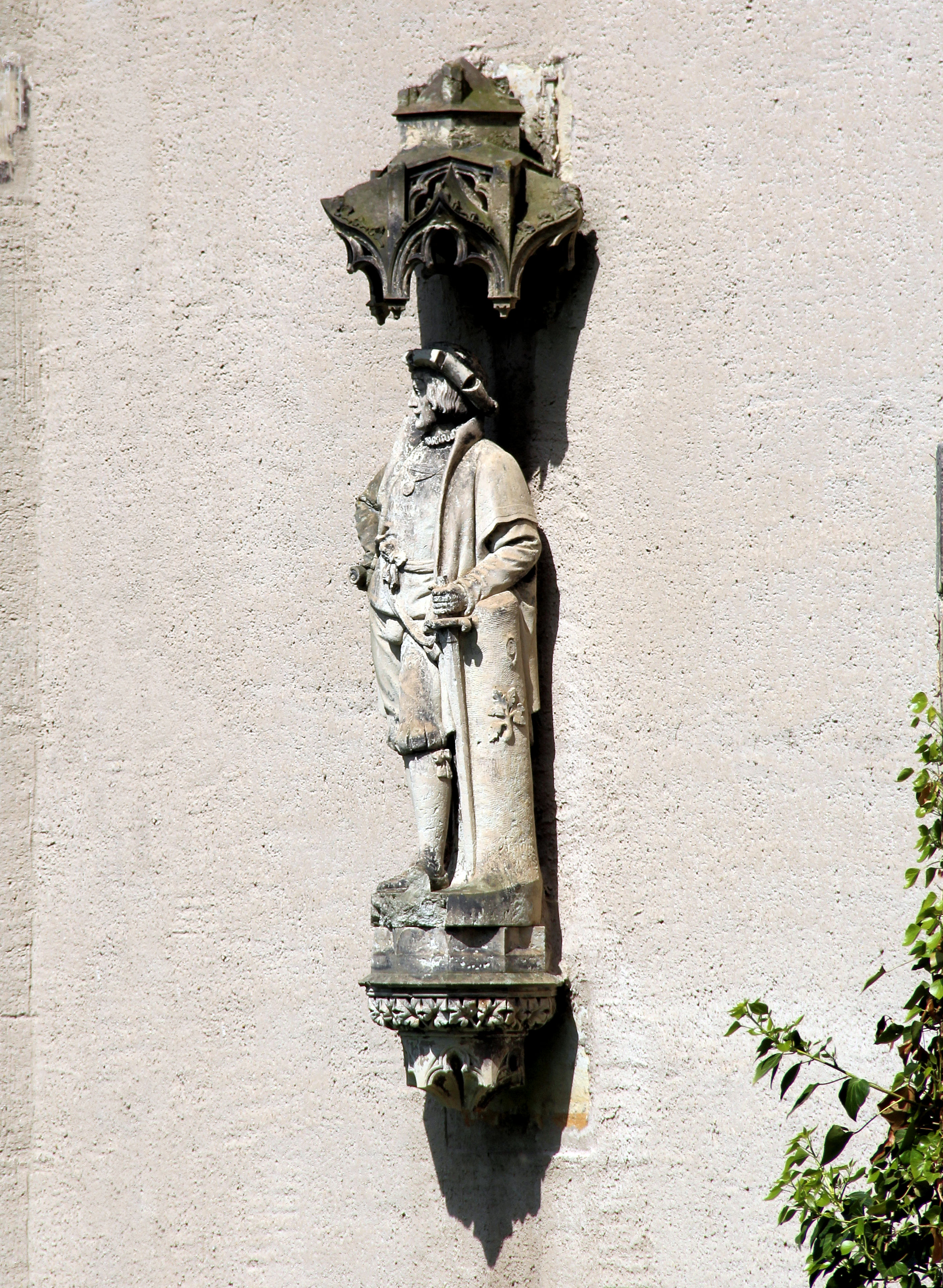
Socha Ulrich von Hutten na Huttenburku

### Památníky a pomníky

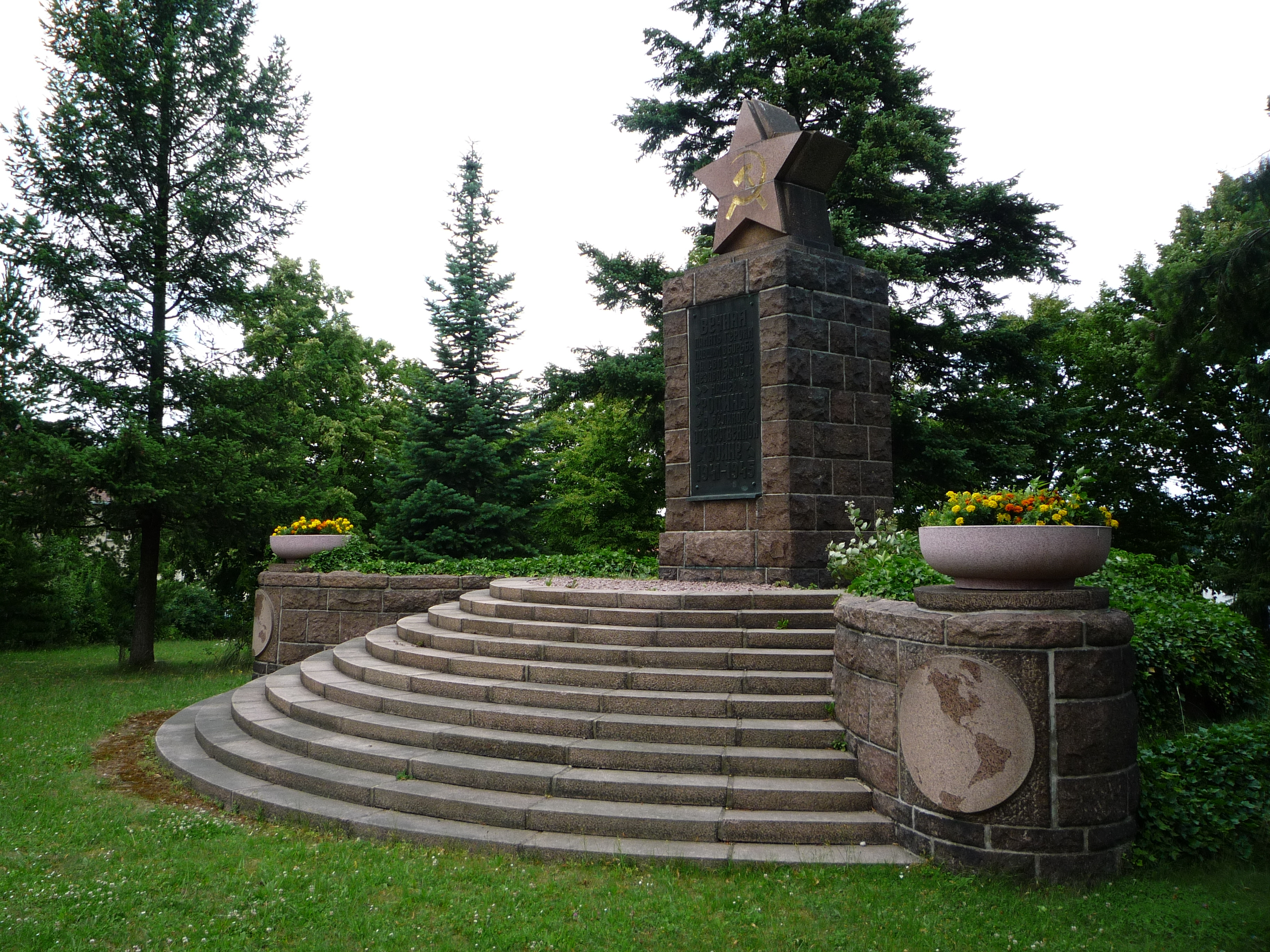
Pomník a hrob sovětských válečných zajatců v městské části Bohnitzsch

- Památník od sochaře Wernera Hempela z roku 1958 na Kerstingstraße/Käthe-Kollwitz-Park k připomínce 26 občanů Míšně, kteří byli z různých důvodů pronásledováni a zavražděni za nacionálně socialistické diktatury, stejně jako 224 osob zavlečených během druhé světové války na nucené práce.
- Pomník a hrob sovětských válečných zajatců a obětí nucené práce na vojenském hřbitově v městské části Bohnitzsch. V sousedství jsou válečné hroby padlých německých vojáků.
- Pomník na jižní straně nového hřbitova sv. Jana v městské části Zaschendorf pro 63 obětí nucené práce ze Sovětského svazu, Polska a Itálie.
- Pamětní kámen u kostela sv. Mikuláše na rohu Neumarktu pro všechny oběti diktatur a násilí. Obětem druhé světové války je věnováno oltářní plátno v tomto kostele vyrobené Klausem Urbachem.
- Pamětní deska na zdi městského hřbitova v ulici Nossener Straße pro 16 válečných zajatců z Francie, Itálie, Polska a Sovětského svazu. Byli zastřeleni u této zdi v březnu a dubnu 1945, krátce před koncem druhé světové války.
- Plastika v administrativní budově společnosti Meißen Keramik GmbH na památku zavražděného odbojáře Maxe Dietela; budova nesla jeho jméno v dobách NDR.

### Přírodní památky
- Götterfelsen – přírodní památka v chráněné krajinné oblasti údolí říčky Triebisch. Jedná se o skálu ze smolku, na níž je železný kříž postavený v roce 1843, který latinským nápisem připomíná zřízení Saské zemské školy sv. Afry. Ze skály, která se nachází 60 m nad údolím, je dobrý výhled na jihozápad Míšeňské vrchoviny.
- Spaargebirge – nejmenší pohoří Saska, leží u obce Coswig za městskou částí Míšně Spaar (Niederspaar a Oberspaar) na pravé straně Labe. Z hřebene, jenž je dlouhý necelé tři kilometry a téměř 200 m široký, je pěkný výhled na krajinu a vinice.

### Zoologická zahrada
Soukromě provozovaná zoo Heimattierpark Siebeneichen se nachází na úpatí zámku Siebeneichen. Tato zoo je domovem více než 400 zvířat 85 různých druhů. Chová se zde mnoho domácích druhů, ale také neobvyklejší zvířata, jako jsou polární lišky a čipmankové.

## Kultura

### Divadlo

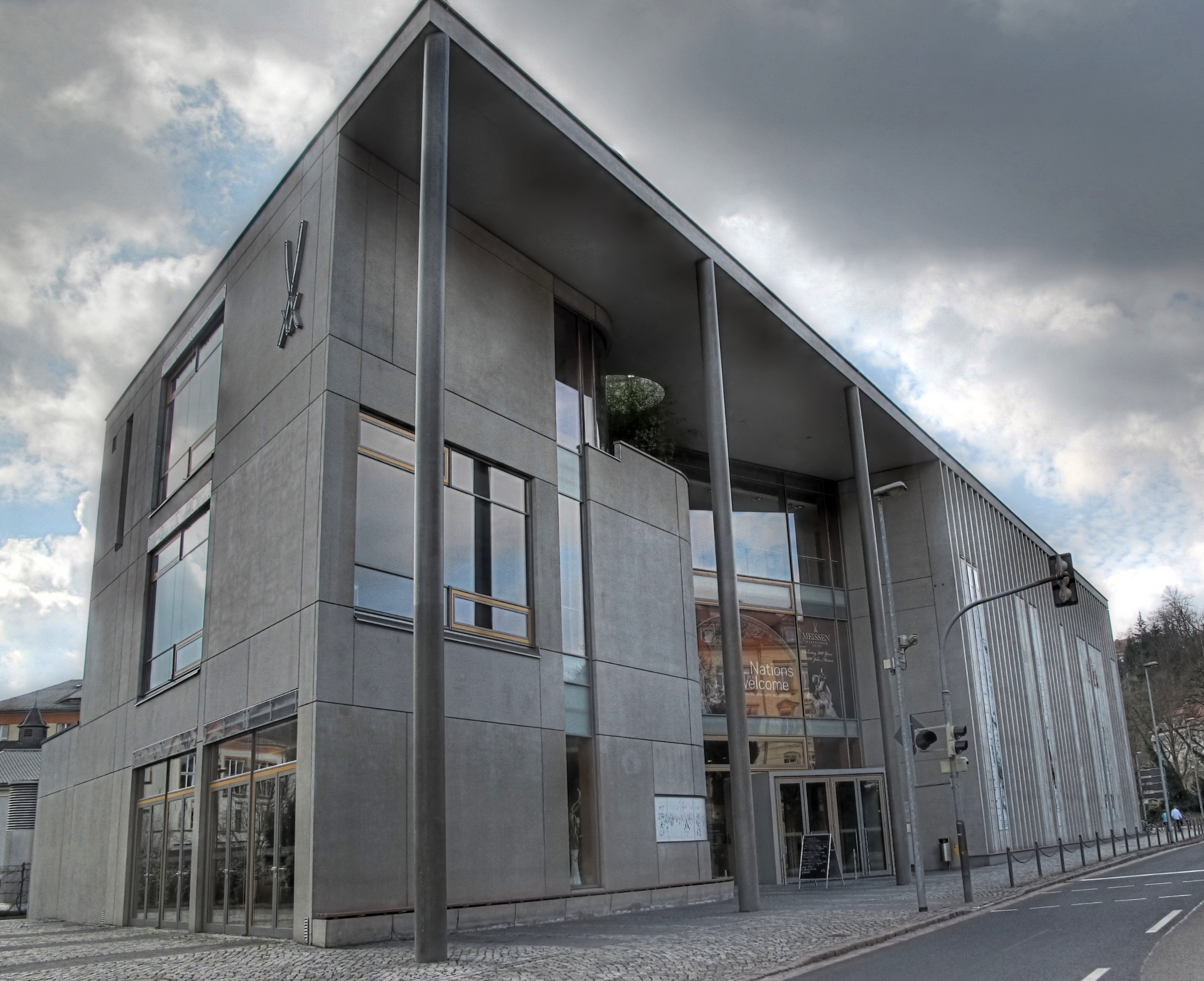
Porzellan-Museum, Návštěvnické centrum postavené v roce 2005

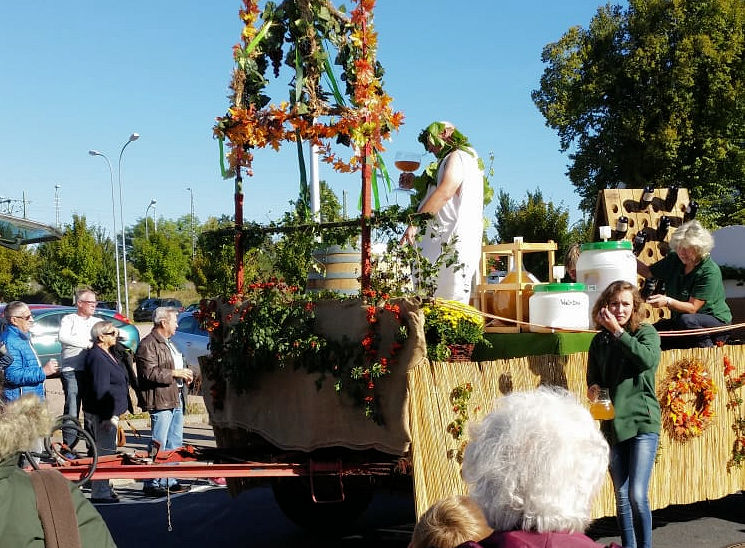
Weinfest Meißen 2018

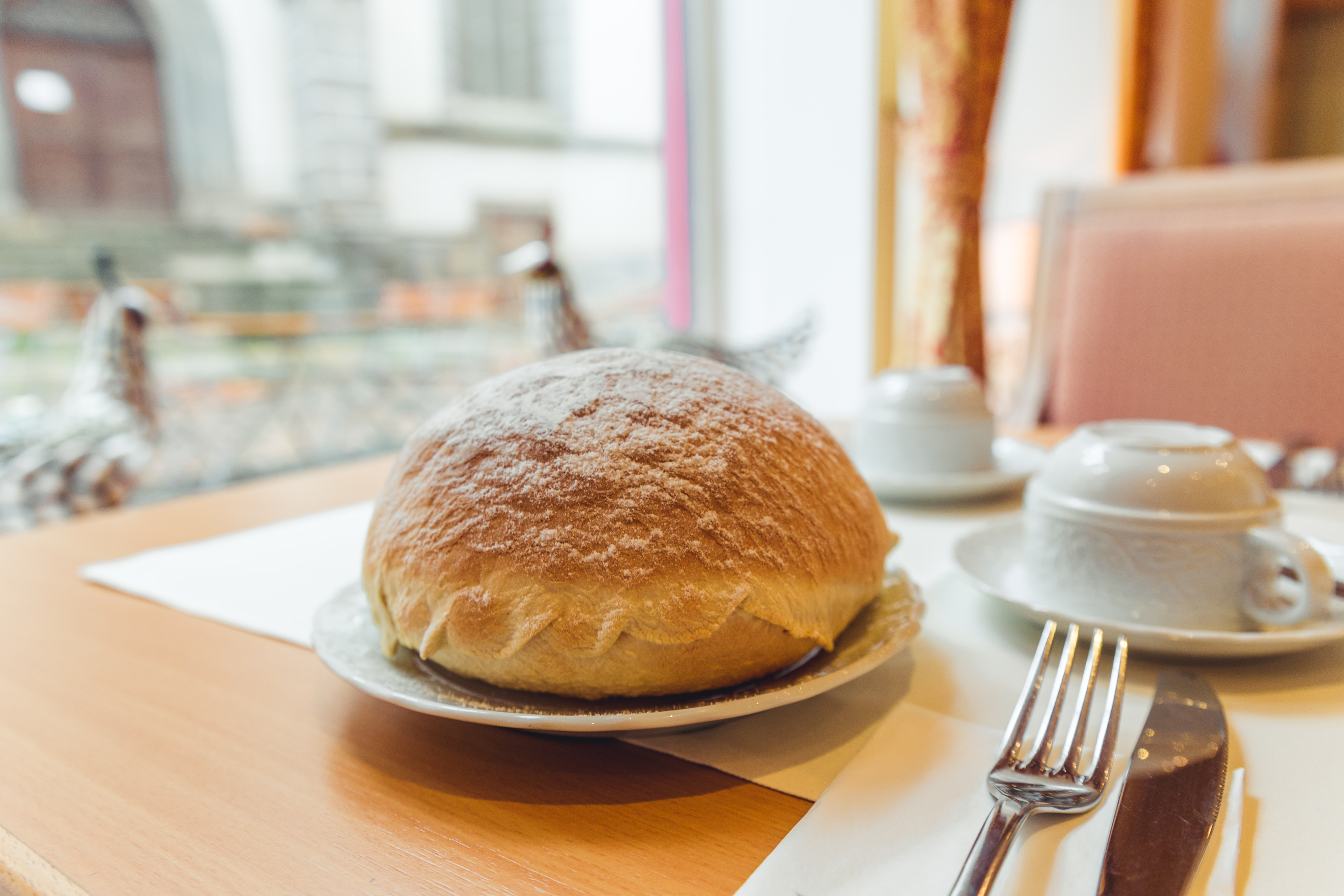
Meißner Fummel

Již během renesance se v Míšni zastavovali „cestující komici“. Až v barokní éře se však divadlo stalo všeobecně společensky přijatelným. Od roku 1816 byla v Míšni certifikována divadelní společnost „Theatersocietät“. S pomocí tohoto sdružení obchodníků se zájmem o kulturu se v roce 1851 zrodilo Míšeňské divadlo v budově Kupeckého domu, v níž se nachází dodnes. Do roku 1963 mělo divadlo svůj vlastní soubor. Od té doby funguje jen pro hostující soubory. V roce 2002 byla budova poškozena povodní, o dva roky později prošla celkovou rekonstrukcí.

### Muzea a knihovny
- Stadtmuseum Meißen – Muzeum provozované městem sídlí v novogotickém domě, ambitu a bývalém kostele sv. Petra a Pavla františkánského kláštera na náměstí Heinrichsplatz. Kromě zvláštních výstav a tradiční vánoční výstavy nabízí následující stálé expozice: Míšeň jako kolébka Saska; Historické náhrobky ze čtyř století; Nibelungové – soubor kreseb, jejichž autorem je Julius Schnorr von Carolsfeld; Míšeňská městská idyla v době malíře Ludwiga Richtera. Kromě toho jsou možné i prohlídky muzejního depotu v Červené škole.[53]
- Porzellan-Museum – Muzeum porcelánu bylo otevřeno v roce 1916, v roce 2005 byla přistavěna nová budova. Kromě sbírky míšeňského porcelánu ze čtyř století a předváděcích dílen, ve kterých mohou návštěvníci přímo sledovat rozhodující kroky při výrobě míšeňského porcelánu, nabízí zvláštní výstavy. Muzeum porcelánu každý rok navštíví více než 365 000 návštěvníků z celého světa. V jeho inventáři je kolem 20 000 kusů porcelánu, vystaveno je kolem 3 000 položek.[54]
- Thürmer Pianoforte-Museum – Muzeum klavírů otevřela v roce 1999 nejstarší dosud existující saská továrna na klavíry firma Ferdinand Ferd. Nachází se v objektu firmy v městské části Triebisch. Jako první muzeum svého druhu v Německu dokumentuje pomocí restaurovaných nástrojů z roku 1834 vývoj fortepian i historii firmy Thürmer. Většina exponátů byla vyrobena zde, v pozdně klasicistní budově z roku 1873. Muzeum vybavené 80 židlemi a koncertním křídlem umožňuje provozování komorní hudby pro menší publikum.[54]
- Stadtbibliothek Meißen – Městská knihovna v Míšni byla slavnostně otevřena již v roce 1929 u příležitosti 1000. výročí města. Nachází se na náměstí Meißner Kleinmarkt a svým uživatelům nabízí širokou škálu tradičních i nových médií. Oddělení určené dětem a mládeži poskytuje časopisy, CD, hudební a rozhlasové kazety, DVD, videa a interaktivní výukové a cvičební programy.[55]

### Pravidelné události
- Na jaře se koná festival Kunstfest Meißen–Cölln (pravý břeh Labe), Trh keramiky a grafiky a Festival literatury. Před zahájením letních prázdnin zvou kulturní instituce na Dlouhou noc.
- Meißner Weinfest/Míšeňský festival vína se koná o víkendu na konci září a vrcholí v neděli.
- Se začátkem adventu se konají Vánoce v Míšni (Meißner Weihnacht) spojené s řadou kulturních aktivit a vánočním trhem až do 24. prosince. V této době je 24 oken radnice v Míšni přeměněno na okénka adventního kalendáře. Pořádá se rovněž tombola pro charitativní účely.
- Pro fanoušky motoristického sportu se každoročně konají plochodrážní závody motocyklů o trofej „Silver Steel Shoe“ na plochodrážním stadionu MC Meissen.

### Kulinářské speciality
- Vinařská oblast okolo Míšně je jednou z nejsevernějších v Evropě, využívá východní svahy a mikroklima labského údolí. Dle znalců vyniká zejména suché bílé víno. Nejstarší vinařský závod Prinz von der Lippe sídlí nad Míšní při zámku Proschwitz.
- Tradiční pečivo „Meißner Fummel“ má tvar malého dutého bochánku, nemá žádnou výplň a je velmi křehké. Bylo údajně vymyšleno pro kurýra saského krále, který často holdoval míšeňskému vínu. Problém tkvěl ale v tom, že převážel porcelán, který kvůli opilosti často během jízdy poničil. Proto začal dostávat na cestu toto křehké pečivo. V cíli pak musel ukázat, že je pečivo v neporušeném stavu.
- Ovocnářství: pěstuje se zde několik starších odrůd jablek, od středověku je proslulé Míšeňské, dále např. Borsdorfské jablko.

### Sport
Ve městě je 35 sportovních klubů s přibližně 4900 členy (to odpovídá 17,5 % populace), včetně přibližně třetiny dětí a lidí mladších 18 let. Kluby nabízejí různé sporty a využívají stávající sportovní haly, hřiště a další zařízení. Nejvíce členů má klub Aktion Gesundheit Meißen e. V. (709), Sdružení bojových umění Sei-Wa-Kai Meißen e. V. (585), Meißner Sportverein 08 e. V. (345) a SG Einheit e. V. (333). Ve městě jsou rovněž tři větší a další menší komerční fitnesscentra. K dispozici jsou také kuželky/bowling, fitness stezka v městském parku a vícegenerační pohybový park v rezidenční čtvrti Fellbacher Straße.

## Ekonomika ainfrastruktura
Páteří míšeňské ekonomiky je tradičně keramický průmysl, zpracovávání kovů a automobilový průmysl, lékařská technika, stavebnictví, potravinářství, obchod a tisk. Po znovusjednocení došlo v Míšni k masivní strukturální změně. Na počátku devadesátých let zanikla továrna na technické textilie, pivovar, mlékárna, cukrovar, výrobce obuvi atd. Několik společností však bylo úspěšně privatizováno a vznikly také nové podniky. Navzdory vážným změnám v obchodě a řemeslech se město vyznačuje malými maloobchodními prodejnami a mnohými řemeslnými provozy. Po roce 1990 se na okraji města objevila nákupní centra. Mnoho diskontů nyní formuje maloobchodní prostředí. Po roce 1990 se město stalo turistickým magnetem a 40 % všech zaměstnanců je přímo či nepřímo závislých na cestovním ruchu.

### Hlavní podniky

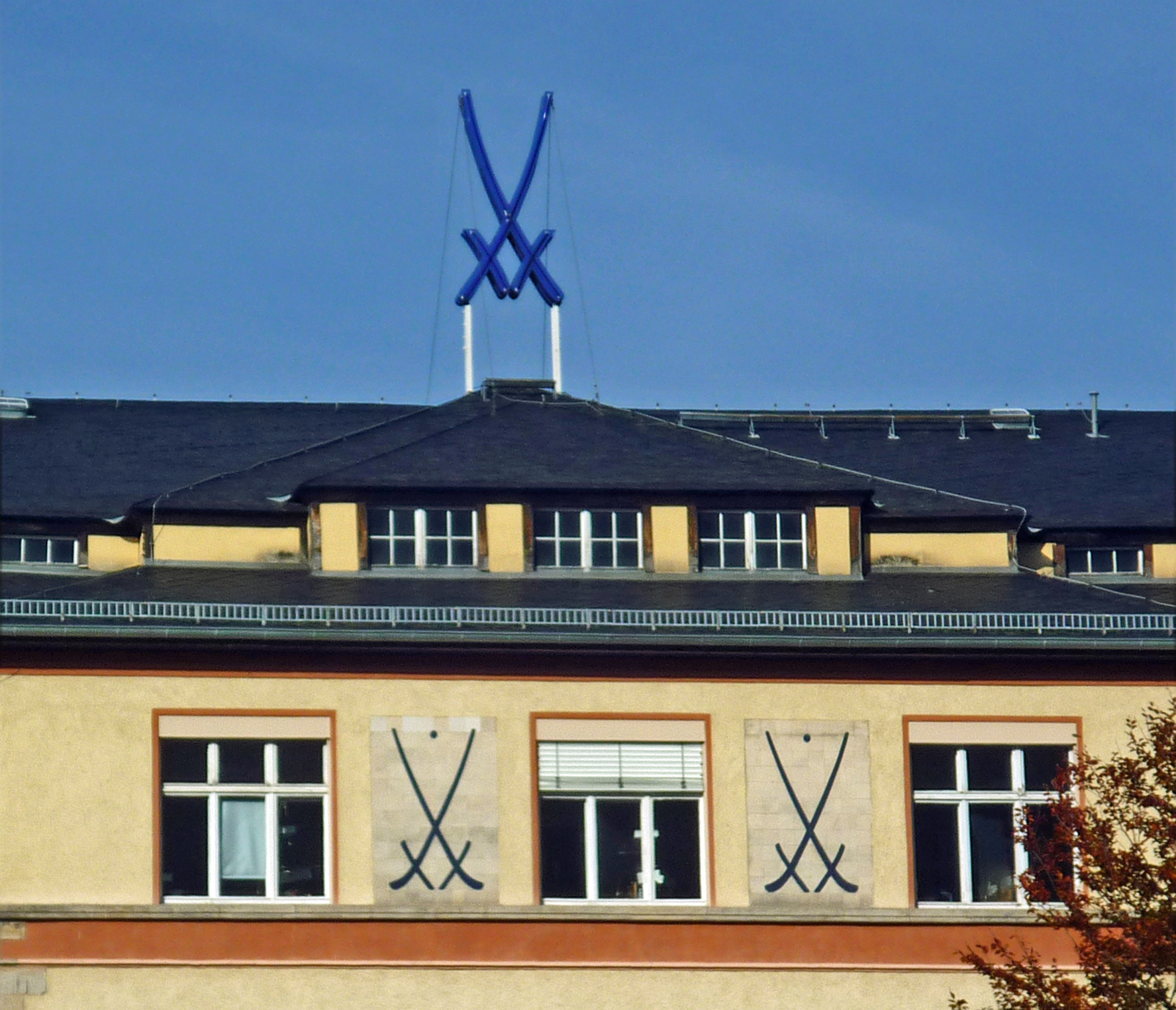
Jedna z budov Porcelánové manufaktury se značkou „Zkřížených mečů“

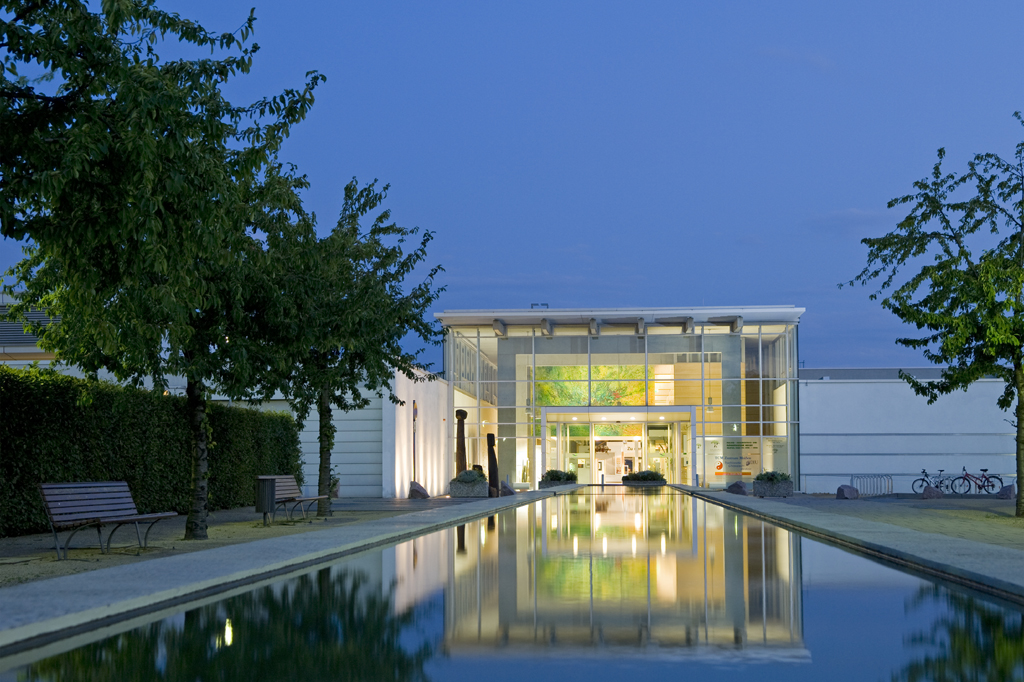
Nemocnice Elblandklinikum Meißen

- Staatliche Porzellan-Manufaktur Meissen GmbH – Společnost vlastní Meissen Porcelain Foundation GmbH, založená Svobodným státem Sasko. V roce 2014 měla 662 zaměstnanců a obrat 37,9 milionů eur.
- Elblandklinikum Meißen – nemocnice základní a standardní péče, 350 lůžek.
- Brück & Sohn – umělecké nakladatelství, které zaniklo v roce 2019.
- Weingut Vincenz Richter – vinařství se sídlem na Starém městě.
- UKM Meissen, dříve VEB Kfz-Zubehörwerk Meißen – zpracovatel kovů.
- Bienenwirtschaft Meißen – včelařská výroba.
- Privatbrauerei Schwerter Meißen – pivovar s názvem podle „Zkřížených mečů“, což je značka míšeňského porcelánu.
- Silgan Metal Packaging Meißen GmbH (býv. Vogel & Noot) – výrobce plechovek, konzerv a víček na lahve.
- Balzer Kabelwerk Meißen, dříve pobočka VEB Kabelwerks Oberspree Berlin – výrobce kabelů.
- Verkehrsgesellschaft Meißen mbH – dopravní společnost.
- Meißen Keramik GmbH (dříve VEB Plattenwerke „Max Dietel“ Meißen) – výrobce keramických desek, šamotů a sanitární keramiky.
- Bidtelia Meißen GmbH – výrobce keramických barev a glazur.
- Meißener Stadtwerke GmbH (MSW) – dodavatel elektřiny, vody, zemního plynu a dálkového tepla.
- Duravit Sanitärporzellan Meißen GmbH – výrobce sanitární keramiky, sprch, van a bidetů.

Média:
- tvM – míšeňská televize.
- Sächsische Zeitung – lokální redakce.

### Doprava

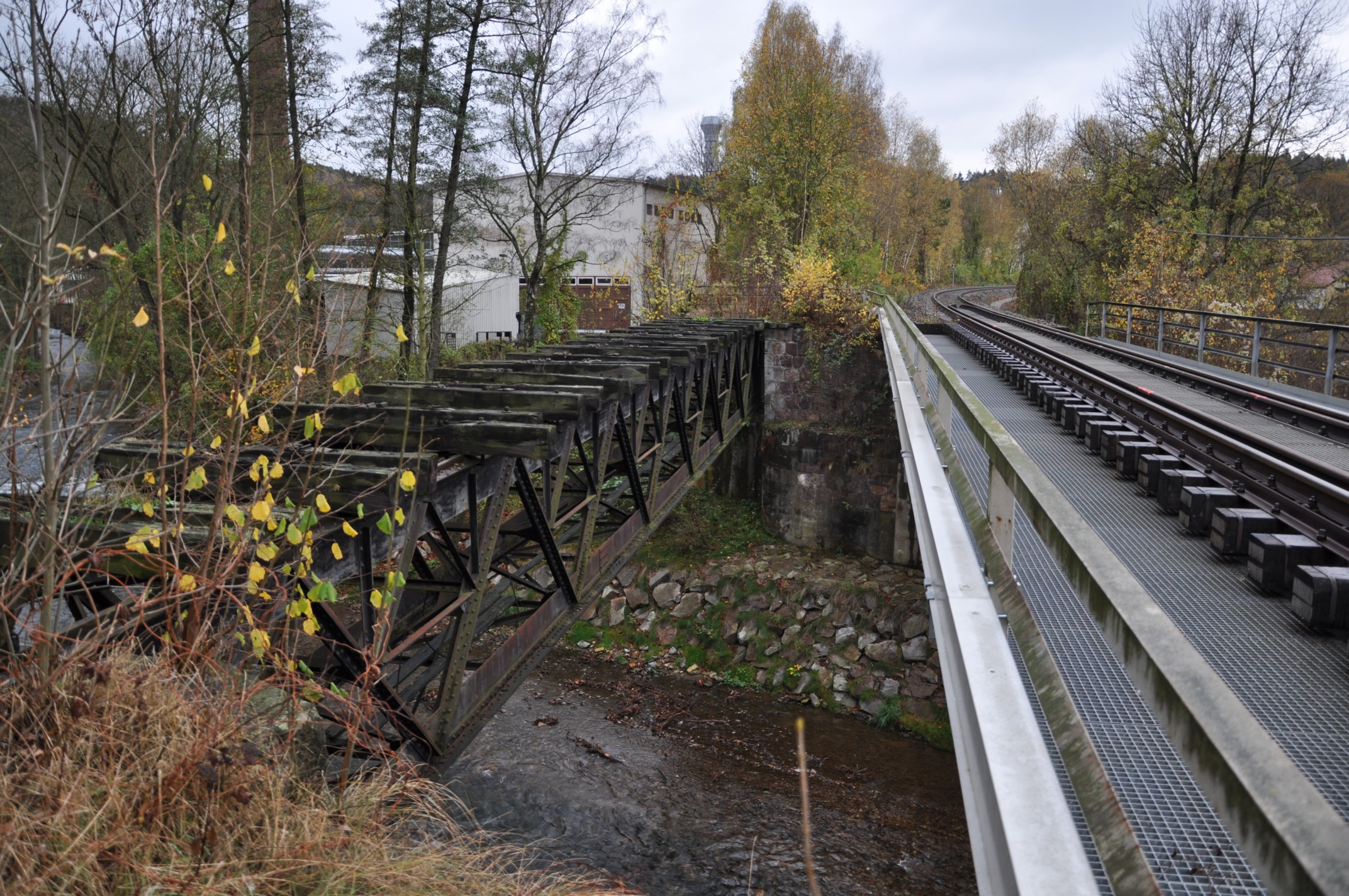
Železniční most v Buschbadu na trati Borsdorf-Coswig

Míšeň leží na hlavní železniční trati Borsdorf-Coswig, kde se nacházejí stanice Meißen, Meißen Altstadt a Meißen-Triebischtal. Stanice Meißen-Triebischtal je koncovým bodem drážďanské linky S-Bahn S1, která jezdí každou půl hodinu na trase Meißen-Triebischtal – Dresden – Schöna. V opačném směru existuje přímé spojení do Lipska přes Döbeln. Dne 12. prosince 2015 byl ukončen plánovaný místní provoz v úseku Meißen-Triebischtal – Döbeln. Do roku 1966 jezdily úzkorozchodné železnice do zastávek Wilsdruff a Lommatzsch.
Městem prochází spolková silnice 6 (B 6), jež dovede řidiče labským údolím až do centra saské metropole.
Míšeň je s Drážďany spojena mimo jiné prostřednictvím Labe a lodní dopravy provozované společností Sächsische Dampfschiffahrt. Trasy B6 a B101 vedou přes Míšeň.
V roce 1899 byla ve městě zavedena elektrická tramvaj, která přepravovala cestující do 2. března 1936 a zboží do 2. ledna 1968. Regionální autobusovou dopravu organizuje dopravní společnost Verkehrsgesellschaft Meißen, která je součástí Hornolabského dopravního sdružení.
Labská cyklostezka vede městem na obou březích Labe.

### Cestovní ruch
Podle zprávy Statistického úřadu v Kamenci došlo v Míšni v roce 2016 k výraznému nárůstu počtu přenocování. Míra obsazenosti lůžek všech míšeňských hotelů a penzionů byla 32 %. Průměrnou hodnotou je 1,7 přenocování, takže většina turistů tu zůstává na jednu až dvě noci. Největší podíl zahraničních návštěvníků tvoří především Rakušané, Švýcaři, Nizozemci a hosté ze střední a východní Evropy. Pro městský marketing byl v roce 2017 schválen roční rozpočet 83 000 €.

## Vzdělání

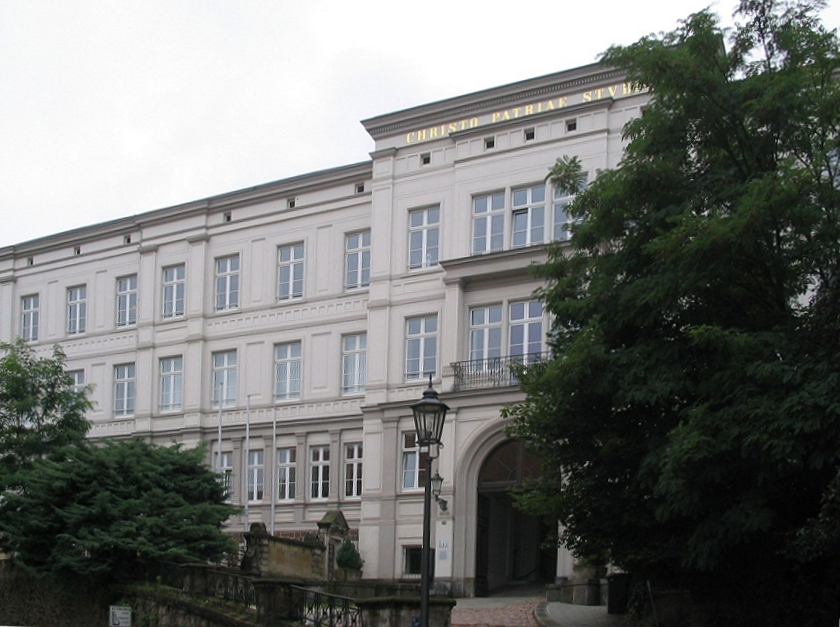
Saské zemské gymnázium sv. Afry

Ve městě jsou celkem čtyři základní školy, dvě vyšší školy, čtyři odborná gymnázia, dvě speciální školy a dvě odborné školy. Zařízení jsou z části státní a z části nezávislá. Specialitou je Saské zemské gymnázium svaté Afry s internátem (Sächsisches Landesgymnasium Sankt Afra), které bylo znovu otevřeno v roce 2001 a které podporuje zvláště talentované studenty. Toto gymnázium úzce navazuje na tradici „Knížecí zemské školy sv. Afry“, kterou založil kurfiřt Mořic Saský v roce 1543. Další míšeňské školy jsou: Vysoká odborná škola saské správy (Fachhochschule der Sächsischen Verwaltung), Gymnázium Franziskaneum Míšeň (Gymnasium Franziskaneum Meißen), Vzdělávací středisko Spolkové pracovní agentury (Bildungszentrum der Bundesagentur für Arbeit), Svobodná škola řemesel Míšeň (Freie Werkschule Meißen), Hudební škola zemského okresu Míšeň (Musikschule des Landkreises Meißen) a Lidová univerzita Míšeň (Volkshochschule Meißen).

## Osobnosti

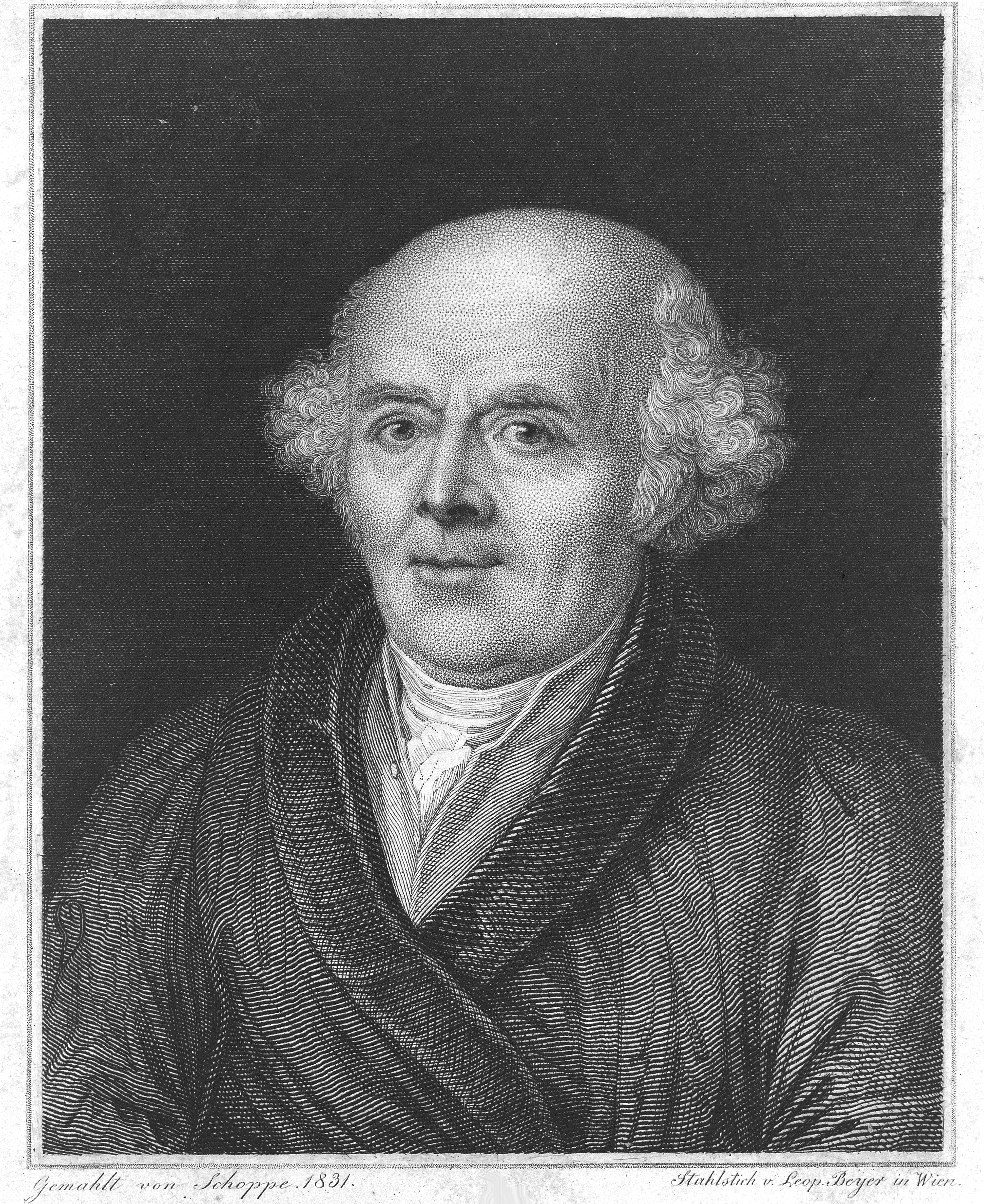
Samuel Hahnemann (1755–1843), lékař, chemik a zakladatel homeopatie

- Adléta Míšeňská (1160–1211), první manželka krále Přemysla I.
- Albrecht II. Míšeňský (1240–1314/1315), lantkrabě durynský a markrabě míšeňský
- Heinrich von Meissen (mezi 1250-1260–1318), básník a minnesänger
- Anna Saská (1437–1512), saská princezna a sňatkem braniborská kurfiřtka
- Johann Elias Schlegel (1719–1749), dramatik a literární historik
- Samuel Hahnemann (1755–1843), lékař, chemik a překladatel, zakladatel homeopatie
- Louise Ottová-Petersová (1819–1895), spisovatelka a spoluzakladatelka německého hnutí za práva žen
- Peter Schreier (1935–2019), operní pěvec (tenorista) a dirigent
- Frank Forberger (1943–1998), veslař, olympijský vítěz a mistr světa
- Harald Büttner (* 1953), zápasník, volnostylař
- Ralf Schumann (* 1962), sportovní střelec